# Piramidi egizie

Mappa con la localizzazione dei siti con i complessi piramidali (contrassegnati dal triangolo)

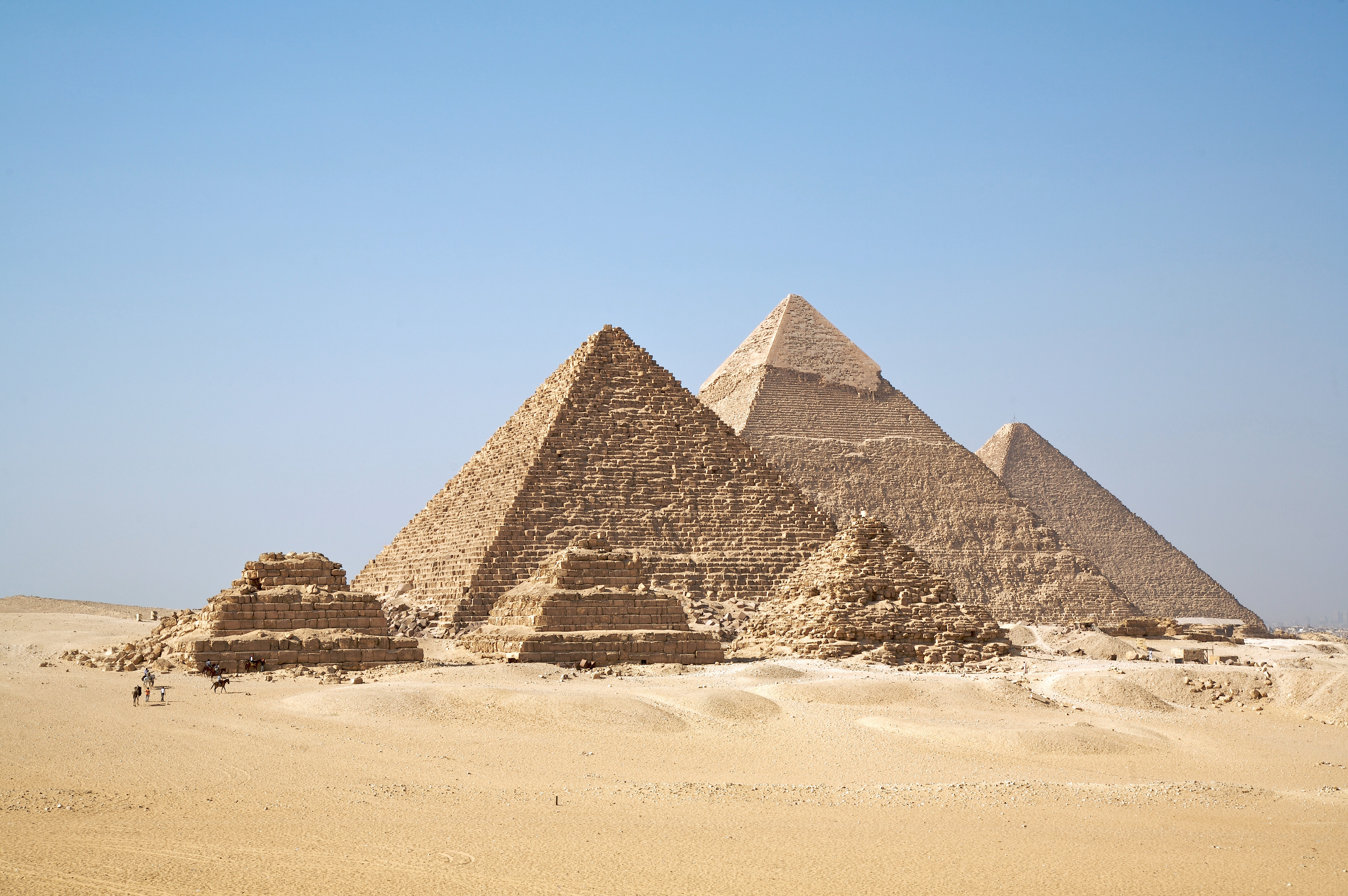
Le piramidi di Giza: da sinistra, in secondo piano, Micerino, Chefren e Cheope; in primo piano tre piramidi "delle regine" del complesso di Micerino

Le piramidi egizie sono costruzioni architettoniche di forma piramidale con base perlopiù quadrata o, talvolta, rettangolare. 

## Etimologia
Il termine piramide deriva dalla parola greca πυραμίς pyramìs, già utilizzata per un particolare dolce di farro e miele, di forma appuntita (conica o vagamente piramidale), che i mercenari greci presentavano come offerta funebre ai commilitoni morti; è tuttavia verosimile che la scelta di tale termine sia derivata dall'assonanza della parola greca con quella egizia per-em-us, letteralmente "ciò che va in alto", che nel papiro matematico Rhind indica l’altezza del solido. Il termine egizio per indicare la piramide era MR vocalizzato in Mer in cui "M" indica "luogo" e "R" l'atto di salire con il senso compiuto, perciò, di luogo in cui si sale, ovvero avviene l'ascensione. Con tale termine, tuttavia, veniva indicato solo il sepolcro del re, mentre per le tombe di altro genere si utilizzavano altri vocaboli Il determinativo per il geroglifico che precisa in quale ambito vada interpretato il segno cui è affiancato, è un triangolo con il vertice rivolto verso l'alto. Tale segno venne erroneamente interpretato, tra gli altri, da Gaston Maspero che lo ritenne indicare tutte le sepolture regali al punto che, traducendo per primo il Papiro Abbott, chiamò "piramidi" anche le tombe ipogee della dinastia egizia e della Valle dei Re.
È bene tuttavia tener presente che presso gli egizi anche gli edifici erano indicati con un nome proprio e, perciò, il termine per indicare genericamente l'edificio piramide era scarsamente utilizzato. La piramide di Pepi, ad esempio, era denominata Merenra-Khanefer, o Mennefermare. I greci, per assonanza, ricavarono Mennefer che grecizzarono con la più familiare Μέμφις Mèmphis. Le piramidi erano infatti divinizzate e possedevano personalità giuridica e religiosa. Ciascuna di esse aveva un nome proprio e, dalla IV alla XII dinastia i nomi seguirono sempre (salvo sporadici casi) la stessa struttura grammaticale: nome del re - verbo - aggettivo come attributo di una qualità o di un comportamento. Si ebbero perciò, ad esempio: Cheope appartiene all'orizzonte; Chefren è grande; Pepi è stabile nella perfezione; Snefru è splendente; Unas è bello di recinto.

## Le origini
Per giungere all'elemento fisico-architettonico della piramide egizia, non si può prescindere dall'elemento immateriale che ne è, molto verosimilmente, alla base: una vera contesa, forse non solo dottrinale, di ordine teologico-religioso facilmente giustificabile là dove si consideri che l'unificazione dell'Alto e Basso Egitto sotto la I e II dinastia comportava, necessariamente, la creazione di un sistema amministrativo centralizzato, con un apparato burocratico gerarchizzato e distribuito capillarmente sul territorio. Ad una tale opera di amalgama non poté sottrarsi l'ambito religioso in cui si cercò di contemperare le esigenze di unificazione con quelle teologiche proprie dei due regni e delle molteplici divinità esistenti per addivenire, peraltro, ad un pantheon riconosciuto e accettato.
Le origini dell'opera architettonica vanno perciò ricercate sia in ambito religioso sia culturale, e nell'operazione dottrinaria che, nella fase unificatoria del Paese, tese a inglobare miti arcaici e leggende, senza tuttavia far venir meno le relative indipendenze religiose dei regni coinvolti, concentrando l'attenzione su pochi centri di culto sotto l'egida di grandi divinità che già potevano contare su un clero preparato e su scuole teologiche consolidate.

### Teologia e religione
(dai testi delle Piramidi, 267. 364a)
È bene precisare che l'assenza di fonti scritte e la valutazione eseguita ex post sulla scorta di rinvenimenti archeologici e di studi congetturali, non può garantire certezza; è inoltre difficile stabilire se alcune delle divinità emergenti in tale periodo lo siano state strumentalmente, per l'affermazione degli obiettivi che si volevano raggiungere, o se lo fossero, a prescindere, per antica tradizione.

#### Il re successore di Horus

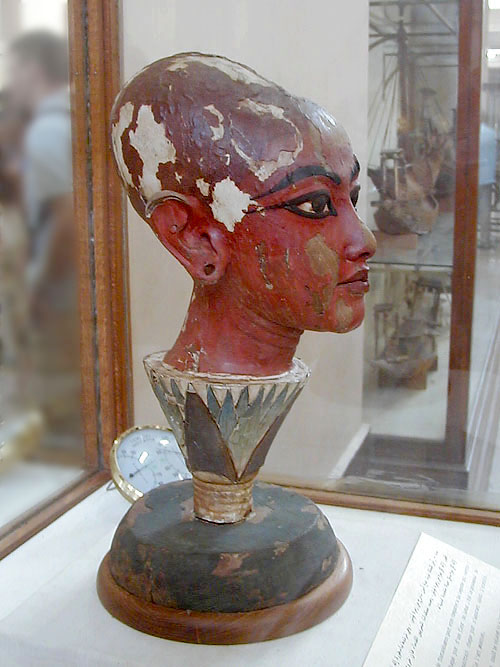
Tutankhamon, assimilato a Ra, emerge dal fiore di loto primordiale

Con l'unificazione delle Due Terre il titolo nesu, proprio dei re dell'Alto Egitto, si fuse con quello di bity dei re del Basso Egitto, così costituendo il più antico dei cinque nomi della titolatura regale, il nesu-bity, letteralmente "Colui che regna sul giunco e sull'ape", che caratterizzerà il re per tutta la storia dell'antico Egitto.
Si rendeva tuttavia necessario sancire anche il diritto a regnare sui due regni unificati con un epiteto non legato alle distinte unità territoriali, ma che in qualche modo fosse ad esse sovraordinato, condizione possibile solo facendolo sottostare a una discendenza divina comune.
Di una tale operazione, forse perché più preparato o teologicamente più antico, o forse per una particolare aggressività e per circostanze politiche particolarmente favorevoli, si incaricò il clero di Ra di Eliopoli che concepì, e rese teologicamente ineccepibile, la discendenza divina del re mediante l'enunciazione della teoria della Grande Enneade che vedeva il dio falco Horus quale ultimo re della dinastia divina e, pertanto, immediato predecessore del re terrestre.
La scelta di Horus appare quanto mai ponderata e acuta visto che si trattava di una divinità comune ad entrambe le realtà geografiche coinvolte nell'unificazione; Horus era, infatti, dio protettore del maggior centro religioso del sud, Nekhen (Ieracompoli), ma anche dell'analogo importante centro cultuale, per il regno del nord, di Behdet.
Già in età Thinita si affiancherà perciò al titolo nesut-bity il serekh, sovrastato dal dio falco, nel titolo più antico di "nome di Horus". È bene tuttavia tener presente che il mito della Grande Enneade comprendeva anche la nascita di Ra ed il suo sorgere, come Ra-Atum, sulla pietra benben di Eliopoli
Un facile accostamento consentirebbe, data la forma piramidale della pietra benben, di far derivare da questa la forma finale del monumentale sepolcro, ma ciò sarebbe una soluzione alquanto semplicistica che non terrebbe conto, peraltro, della lunga evoluzione di carattere teologico che ruota attorno alla forma definitiva della tomba.

#### L'oltretomba solare del re
Caratterizzata così, anche teologicamente, la figura del faraone vivente, nulla ancora lo differenziava nel momento del trapasso al mondo dell'aldilà giacché le mastabe reali della I e II dinastia, a Saqqara, non erano molto dissimili architettonicamente da quelle dei funzionari, legate concettualmente al sud del Paese e, segnatamente, alla città di Abido e al culto di Osiride, un culto funerario, tuttavia, che già prevedeva embrionalmente, per il re, un destino differente da quello dei comuni mortali. Proprio su tale differente concezione di un aldilà riservato esclusivamente al re, si sarebbe innestata la diatriba dottrinale, e forse non solo, che voleva il re destinato non al mondo sotterraneo di Osiride, ma a quello celeste di Ra.
Appare chiaro che una tale concezione "solare" contrastasse nettamente con la sepoltura primordiale nei pozzi sovrastati dalla mastabe che, benché sicuramente in grado di garantire un'agiata vita nell'aldilà, erano, nondimeno, ben lontane dall'aldilà celeste che si andava delineando.
Benché difficile individuare un momento preciso in cui la teologia solare ebbe il sopravvento sull'osiriaca, e quando la struttura tombale divenne mezzo reale per il raggiungimento del fine ultimo, si ritiene tuttavia che questo possa essere individuato verso la fine della II dinastia e un primo riflesso del conflitto teologico, e della possibile soluzione, sarebbe riscontrabile nella duplice sepoltura di re Djoser a Saqqara là ove al pozzo sotterraneo, nascosto sotto la piramide a gradoni, vera tomba del re, si affianca la cosiddetta Tomba meridionale, o "tomba a sud"  interpretata come cenotafio a imitazione delle doppie mastabe dei precedenti re (a Saqqara e ad Abido), ma forse anche direttamente connessa alla nuova concezione teologica che voleva l'esistenza dell'oltretomba reale, nelle regioni celesti, riservata solo ai re per ricongiungersi al padre Ra.
A tale concezione solare, per l'oltretomba reale, si ricollegano i Testi delle Piramidi che esprimeranno palesemente il destino solare del re e che se compariranno, per la prima volta, nel corso della V dinastia, vedranno la loro evoluzione svilupparsi proprio a partire dalla III e IV.
(dai testi delle Piramidi, 247. 257a-261b)
In base a tale concezione teologica il re, figlio di un dio e dio egli stesso, era il tramite nel rapporto tra il mondo terreno e quello delle divinità, garantiva al suo popolo benessere e prosperità, ordine e giustizia e suo compito era, infatti, il mantenimento della Maat sulle Due Terre, ma la sua attività protettiva non veniva meno con la morte giacché nell'occasione del trapasso saliva tra le stelle circumpolari (quelle che gli egizi chiamavano "Stelle Imperiture") e sedeva accanto a Ra; da qui, grazie al culto funerario quotidiano di cui era fatto oggetto il suo Kha, proseguiva la sua sollecitudine verso i suoi sudditi terreni.
Che l'affermazione dell'oltretomba solare per i re, destinati non ad occidente, come i comuni mortali, ma a oriente, non sia stata del tutto pacifica, si ha traccia dal tono stesso di alcune formule dei Testi delle Piramidi; un'intera sezione, da 1264a a 1279c, presenta addirittura invettive violentissime contro gli dèi del ciclo osiriaco per impedire loro di entrare nella piramide, dominio solare.
(dai testi delle Piramidi, 534. 1264a-1279c)
E sono ancora le formule dei Testi delle Piramidi a giustificare teologicamente l'idea stessa della scala verso il cielo costituita, prima, dalla piramide a gradoni e poi, dalla piramide perfetta.
(dai testi delle Piramidi, 267. 364a)
(dai testi delle Piramidi, 505. 1089a)
L'arrivo in cielo del re è inoltre salutato dagli stessi dei che lo considerano pienamente loro pari e talvolta anche ad essi stessi superiore, come rilevabile nei testi della piramide di Pepi, o, addirittura, iperbolicamente in sé comprendente tutti gli dèi.
(dai testi delle Piramidi, 439. 812a-814c)
(dai testi delle Piramidi, 215. 140a-149d)
L'eco della vittoria del clero di Ra su altri, è ancora desumibile dai testi delle piramidi che, per la prima volta, appaiono nella tomba di Unis (V dinastia) là ove si sottolinea con insistenza quasi ossessiva proprio la nascita eliopolitana del re e dello stesso Ra.
(dai testi delle Piramidi della Tomba di Unis a Saqqara, 307. 482a-486d)
E il concetto solare della piramide, intesa teologicamente, e materialmente, come scala verso il cielo si rafforza e si stabilizza nei testi dell'Antico Regno da cui è desumibile, peraltro, un'altra interpretazione della struttura piramidale come raggi di pietra solidificati filtranti dalle nubi.
(dai testi delle Piramidi)

### Architettoniche

#### Evoluzione delle sepolture: Neolitico
Nel periodo neolitico (Predinastico egizio), cui appartengono le più antiche sepolture di cui si abbia conoscenza in Egitto, non si ha traccia di sarcofagi per la sepoltura dei defunti anche se vengono impiegate comunque varie forme di ricovero che, embrionalmente, al sarcofago intanto faranno riferimento. Fin da tale periodo arcaico, tuttavia, si assiste ad una netta differenziazione fra le culture dell'Alto e Basso Egitto testimoniate anche nella diversità dei riti funerari. I cadaveri sono generalmente deposti in posizione fetale, coricati su un fianco, in fosse rotonde oppure ovali che ricordano la planimetria delle abitazioni, scavate nella terra, talvolta foderate di stuoie.
Già a partire dalla prima metà del Neolitico, tuttavia, si avverte il bisogno di riparare il morto dalla sabbia di cui veniva riempita la fossa, nonché, superiormente, dalle incursioni di animali predatori: si giungerà all'uso di vere e proprie ceste in vimini, giunco, pelle, tessuti in lino, in cui il cadavere veniva rinchiuso; superiormente vengono apposte stuoie come tettoia talvolta cementate con fango, infine la parte esposta della sepoltura veniva ricoperta di brecciame e pietre che costituivano anche visibile segnacolo per il ritrovamento della sepoltura stessa.
Nel periodo di Naqada si ha una prima importante evoluzione delle sepolture che, come per le abitazioni, da tonde o ovali, divengono rettangolari, talvolta, sebbene di rado e nelle sepolture di maggior pregio destinate ai rappresentanti dei ceti più abbienti, con pareti interne rivestite in argilla o mattoni cotti al sole. Sempre per le sepolture destinate ai capi, o ai sovrani di derivazione divina, si assiste ad un ampliamento della struttura sotterranea, compare una suddivisione interna in vari ambienti realizzata con tavole in legno o mura in mattoni, e un embrione di tetto a cuspide che viene generalmente sovrastato da cumuli di pietre o mattoni di cui, oggi, non è possibile stabilire l'altezza per i crolli e per le asportazioni di materiale intervenuti nei millenni.

#### Evoluzione delle sepolture: Età Thinita e Antico Regno

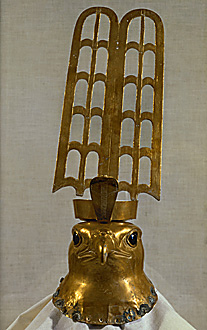
Testa in Oro di Horus rinvenuta a Ieracompoli (Cairo, Museo Egizio)

In Età Thinita si delinea anche nelle sepolture, la stretta gerarchia esistente nella monarchia faraonica: a Ieracompoli, l'antica Nekhen capitale dell’Alto Egitto, a immagine del monticello Tatenen, emerso dal Nun, l'oceano primordiale da cui la vita ebbe origine, il corpo del sovrano viene "piantato" nella terra, come un seme, affinché possa rinascere con l'annuale inondazione nilotica. In tale periodo, e tale usanza permarrà sino alla IV dinastia, i corpi sono ancora deposti in posizione fetale e si giungerà alla completa estensione e alla mummificazione artificiale solo alla fine del Primo Periodo Intermedio. Sul corpo del re, nell'area della città riservata alle sepolture, ai limiti con l'area desertica, viene eretto un tumulo rivestito in mattoni crudi, con i vari corsi sovrapposti inclinati con un angolo di 45°, circondato da un muro in mattoni di fango di circa 49 m.. Dati i crolli intervenuti nei millenni, non è possibile stabilire l'altezza della sovrastruttura tumularia che, tuttavia, doveva verosimilmente essere a sua volta sovrastata dalla cappella Per-Wer, ovvero "la Grande Casa" che era il nome del santuario di Ieracompoli e dell’Egitto meridionale. Nello stesso recinto venne rinvenuta da Quibell e Green, nel 1898, la Tavoletta di Narmer ritenuta il simbolo dell'unificazione dell’Alto e Basso Egitto da parte del re meridionale Menes/Narmer della I dinastia.
A dimostrazione dell'importanza di tale tumulo che, nei secoli, subirà sovrapposizioni fino al Nuovo Regno, si consideri che al Medio Regno risale, altresì, la realizzazione di un complesso in muratura costituito da più locali che ricalcano quelli previsti per i complessi funerari delle piramidi delle prime dinastie; in uno di questi, al centro del complesso, venne peraltro rinvenuta la testa in oro di Horus, con il capo sovrastato da alte piume, nota come Horus di Ieracompoli.
La letteratura egizia riferita alla vita dell'aldilà contiene molti riferimenti al divino tumulo primordiale considerato inoltre, specie nel Nuovo Regno, un mezzo per Osiride per ascendere al cielo tanto che il dio viene talvolta rappresentato supino, all'interno di una struttura che ricorda, in sezione, una piramide a gradoni; in tal senso, il tumulo di Ieracompoli può essere interpretato come una prefigurazione del concetto alla base del più grande e più sacro degli tumuli: la piramide.

#### I e II dinastia
Se politicamente l’unificazione delle due terre poteva dirsi conclusa con il mitico re Menes/Narmer, di fatto non era ancora compiuta e i re della I e II dinastia continuarono a scegliere quale necropoli l’area di Abido . Si tratta ancora di tombe ipogee sormontate da strutture in mattoni crudi che, nel caso della tomba di Khasekhemui, forse l’ultimo re della II dinastia qui sepolto, hanno consentito l'individuazione di strutture murarie che sono state definite "proto-piramidali".

#### Mastabe
Con l'unificazione territoriale avvenuta sotto la I dinastia, si rese necessaria la scelta di una nuova capitale che i re meridionali, venuti dall'Alto Egitto, decisero di creare alla confluenza del Nilo con l'estesa area del Delta. Alla fine della II dinastia tale città sarà nota come Ineb Hedj, ovvero "il Muro Bianco", che i greci denomineranno Menfi 
Necessitando, in assonanza di quanto praticato nella terra d’origine, di creare un’area da destinare a necropoli ai margini della città, venne scelta, come area della necropoli reale, Saqqara (a circa 30 km) ove, direttamente derivanti dal tumulo primordiale e dalle pietre sovrapposte a protezione delle sepolture più antiche, furono ideate strutture più squadrate ed architettonicamente più definite, complesse e monumentali: le mastabe . Queste, di forma tronco-piramidale, al pari dei tumuli di pietre, di fatto proteggevano sepolture sotterranee ed erano, in origine, prive di locali interni.
Esternamente le mastabe erano caratterizzata da un'altezza media di circa 6 m, con pareti a "rientranze e sporgenze" in mattoni cotti al sole che ricordavano la cosiddetta facciata di palazzo, rivestite di latte di calce, ad imitazione di stuoie e tende policrome in tessuto
Nel ventennio 1936-1956, sotto la guida dell'egittologo britannico Walter Bryan Emery  vennero scavate numerose mastabe di Saqqara riscontrando che, alcune di esse, presentavano riferimenti a re della I e II dinastia di cui erano già note le tombe ad Abido: questo fece supporre che le mastabe di Saqqara, località legata territorialmente alla nuova capitale, fossero in realtà cenotafi delle sepolture autentiche di Abido o viceversa considerando, peraltro, che tale seconda località era intimamente connessa al culto del dio dei morti Osiride.

## Evoluzione delle piramidi
La piramide egizia nella sua concezione architettonica finale di "piramide perfetta" è, in sé, solo parte di un più ampio complesso funerario che, nella sua definitiva strutturazione, vedrà coesistere:
1. la piramide principale;
2. una o più piramidi satelliti;
3. una o più piramidi secondarie o "della regina";
4. un tempio funerario dedicato al culto del sovrano defunto;
5. un tempio a valle, o "dell’accoglienza", dove avvenivano i riti connessi con l’imbalsamazione del re;
6. una rampa processionale, o "cerimoniale", che univa i due templi e lungo la quale si snodava il percorso funerario e rappresentava l’ascesa dalla vita terrena alla Duat [N 35].

Precedentemente a tale strutturazione, tuttavia, la piramide passò attraverso fasi successive la cui genesi, teologica e architettonica, è stata sopra delineata. Dal tumulo, semplice segnacolo di sepoltura e protettivo dei resti mortali, si passò a strutture più complesse che del tumulo erano l'elaborazione architettonica, le mastabe, che furono le sepolture dei re delle prime due dinastie dopo l'unificazione delle Due Terre. Con tali dinastie si assiste alla presenza di doppie sepolture, a Saqqara e ad Abido, verosimilmente per far godere entrambe le terre unificate della presenza funebre divina del re-dio.
Ritenuta immediata predecessora della piramide a gradoni, a sua volta originatrice della piramide perfetta, è la "piramide a crepidoma" di Nebitka, a Saqqara che, come la successiva piramide di Djoser, di cui ricalca in piccolo struttura e proporzioni, presenta più fasi edificatorie.

### III dinastia
Benché non si abbia contezza di un momento di netta separazione dalle costruzioni funebri precedenti, con il primo re della III dinastia, Djoser, e più segnatamente con il suo architetto Imhotep, si assiste ad un vero salto di qualità architettonico.

#### Complesso di Djoser
Si tratta della prima costruzione di cui si abbia memoria in cui il mattone crudo viene sostituito dalla pietra squadrata usata per realizzare tutto il complesso. Trattandosi del primo esperimento di uso del nuovo materiale da costruzione, i blocchi in pietra hanno dimensioni di poco maggiori dei precedenti mattoni crudi; è tuttavia sintomatico che, di pari passo con l'esperienza acquisita e con la maggior fiducia nella soluzione architettonica, le dimensioni dei blocchi aumenteranno fino a raggiungere, poco più di un secolo dopo, quelle immani che si riscontrano nelle piramidi perfette di Giza. Il complesso di Djoser a Saqqara è, per dimensioni, pari a circa 60 volte il più grande dei cenotafi della II dinastia di Abido e l'architetto Imhotep seppe trasporre in pietra, su scala monumentale, strutture già esistenti nelle costruzioni precedenti, ma realizzate in materiali deperibili come mattoni crudi, tronchi d'albero, fasci di canne e stuoie. Le soluzioni poste in essere da Imhotep, tuttavia, furono tutt'altro che semplicemente imitative giacché seppe coniugare la novità con il rigoroso rispetto dei precetti del cerimoniale e della dottrina funeraria regale, solare, che si era, intanto, instaurata. Non fu verosimilmente avulso da tale concezione il fatto che, tra gli innumerevoli titoli di cui si fregiava, Imhotep possedesse anche quello di Kheriheb her tep, ovvero Primo sacerdote lettore del clero eliopolitano.
Come già per la màstaba a crepidoma di Nebitka, anche il complesso di Djoser fu eretto per espansioni successive; si trattava infatti, originariamente, di una màstaba a pareti verticali, a pianta quadrata di 62,90 m x 8,32 d'altezza, a tetto piatto, con rivestimento in calcare. Tutto il complesso, nella parte visibile, costituisce una vera e propria simulazione di edifici giacché la maggior parte di questi non è praticabile, quasi si trattasse di una scena teatrale; il vero complesso funerario si sviluppa, infatti, sotterraneamente con undici pozzi funerari, profondi 33 m, difficilmente accessibili, poiché ostruiti dall'espansione accrescitiva della piramide, e un gran numero di locali (oltre 400) che, si ritiene, ospitassero ben 40 000 vasi di alabastro, schisto, porfido, cristallo di rocca, serpentino, breccia e altri tipi di pietra, quasi tutti risalenti, per foggia o iscrizioni, alla I e II dinastia, di cui almeno i due terzi recanti i cartigli di predecessori del re Djoser altri i nomi di funzionari ed il monumento a cui erano originariamente destinati e, all'interno, in inchiostro, il nome del donatore e, talvolta, quello del vasaio.
Il risultato finale è, comunque, una piramide costituita da sei gradoni, per un'altezza complessiva, oggi, di circa 59 m, una vera e propria scala che doveva agevolare il re nella sua ascesa verso il cielo e il padre Ra, in perfetta aderenza con la teologia eliopolitana cui si richiamerebbe, inoltre, la cosiddetta Tomba a sud.

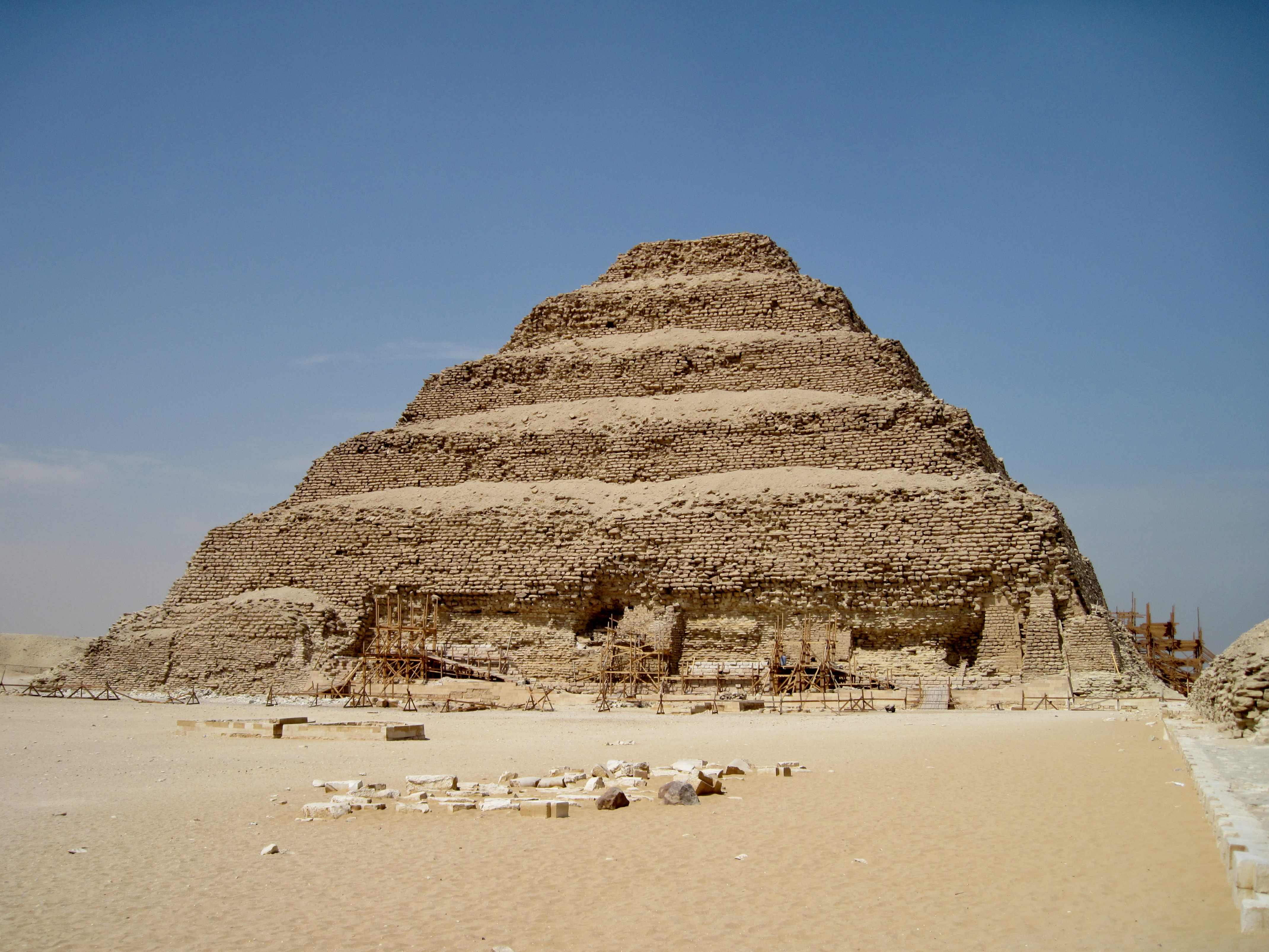
La piramide a Gradoni di Djoser a Saqqara
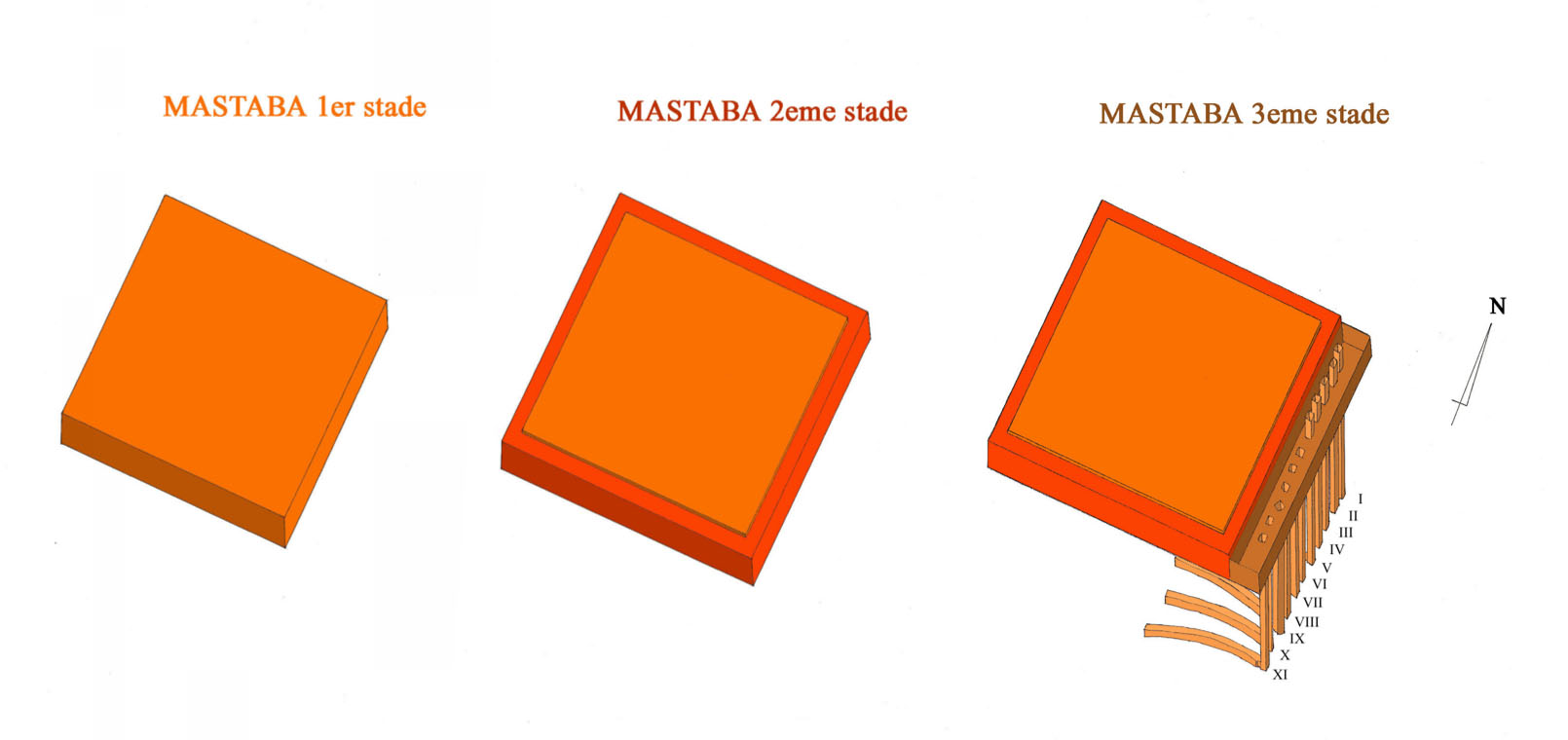
Evoluzione della màstaba originaria
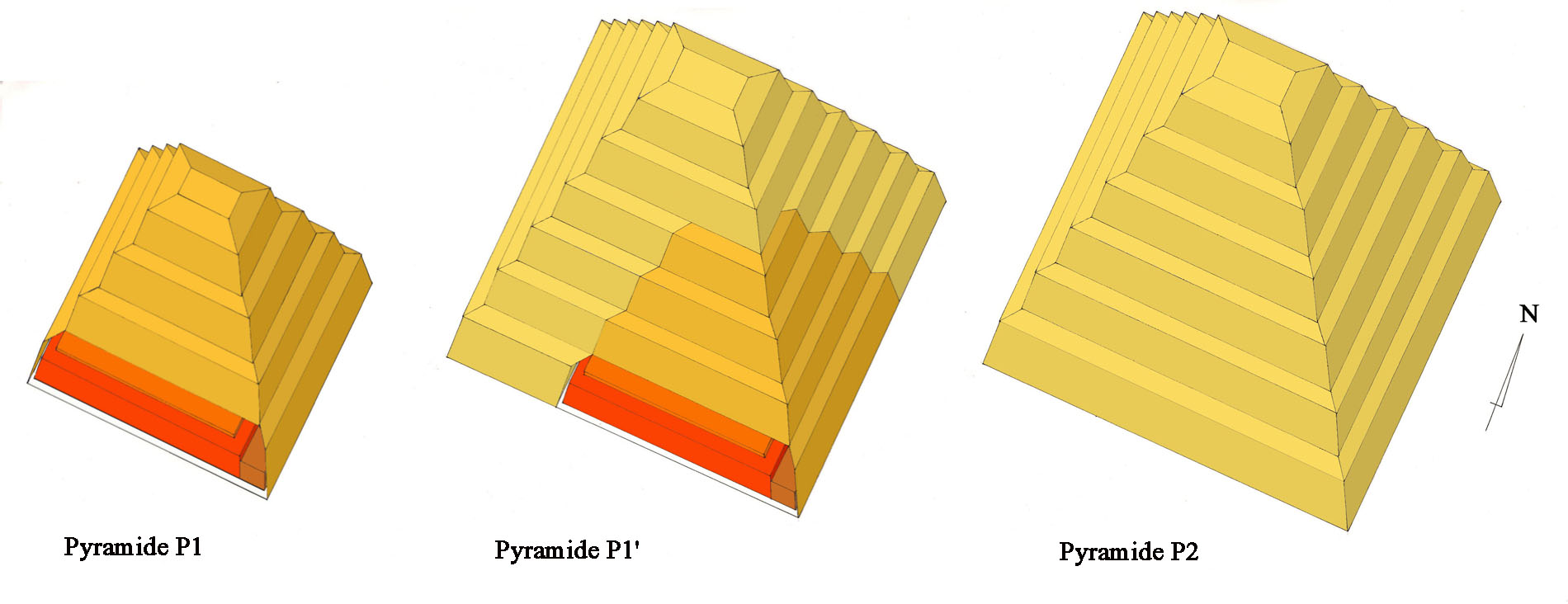
Evoluzione dalla màstaba alla piramide a gradoni
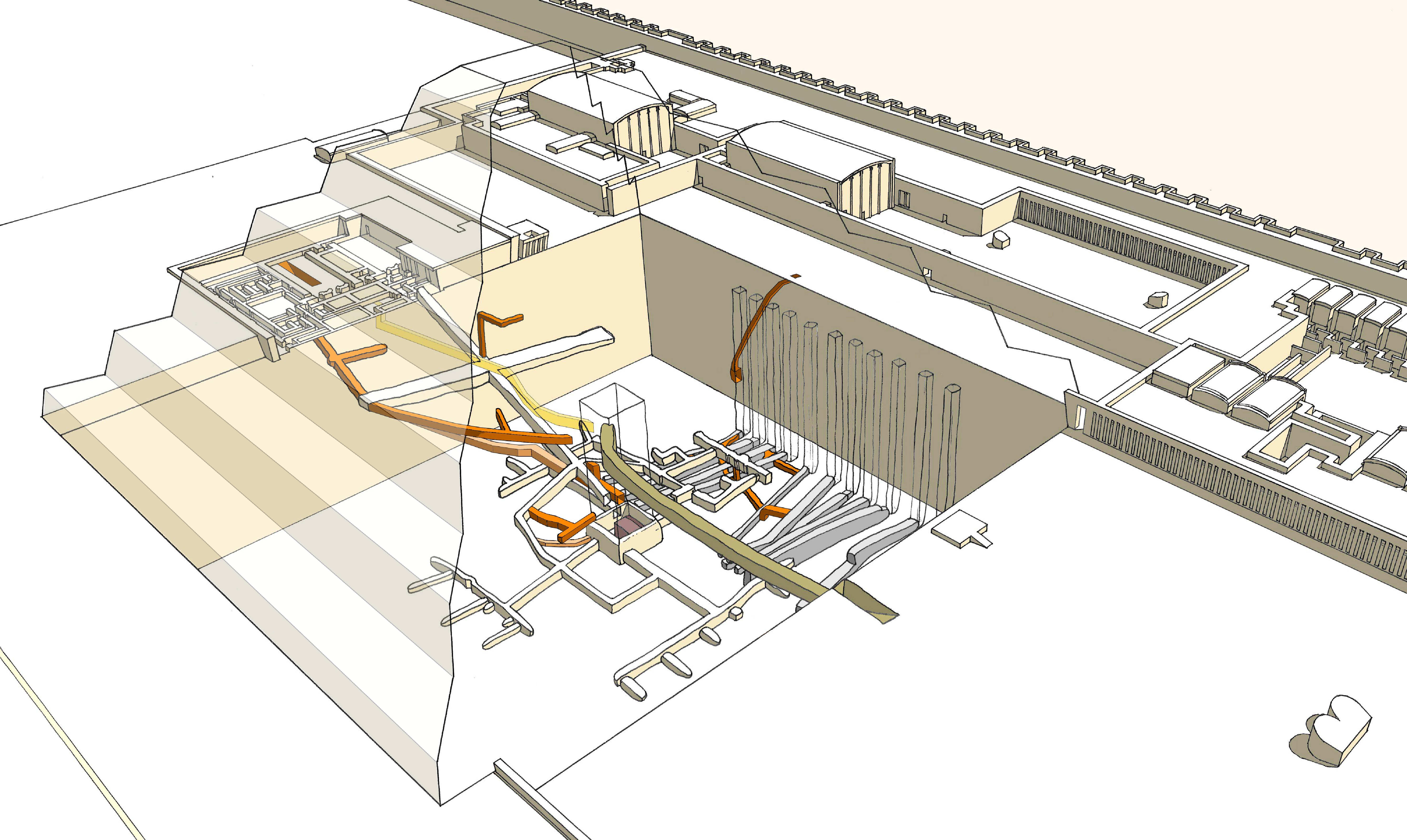
Struttura generale del complesso sotterraneo di Djoser
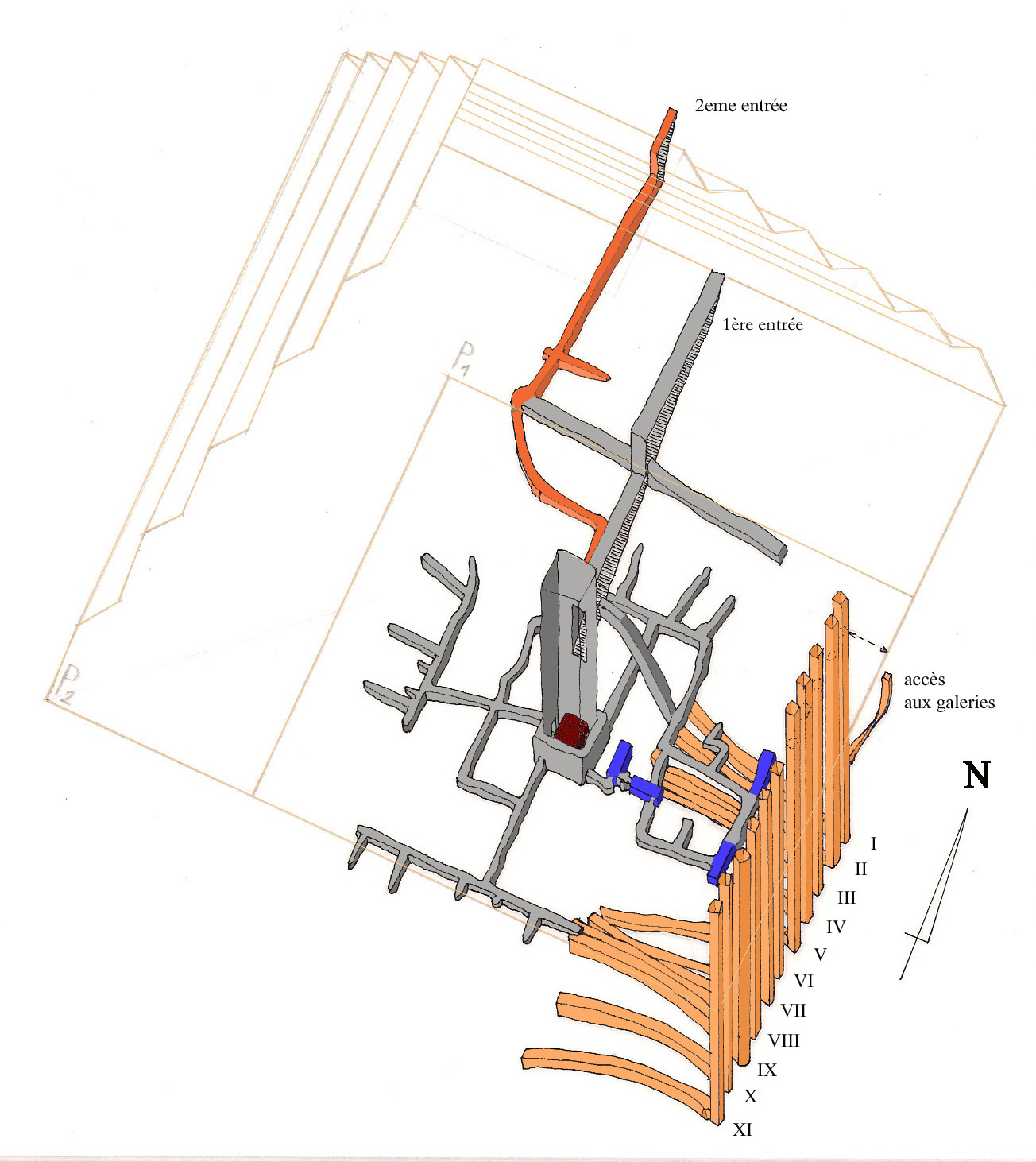
Pianta della piramide con evidenza dei pozzi funebri
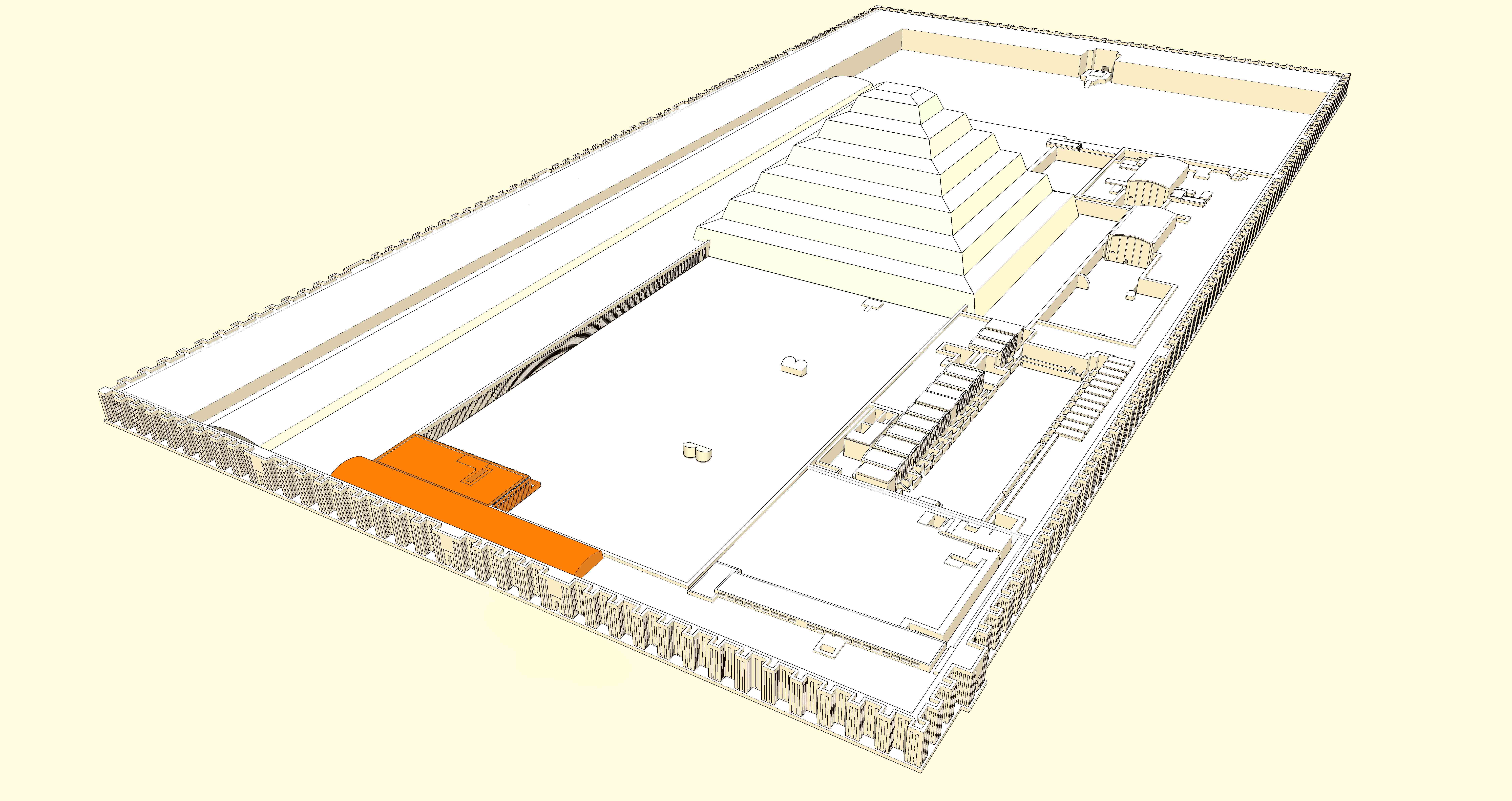
In arancione la Tomba a Sud
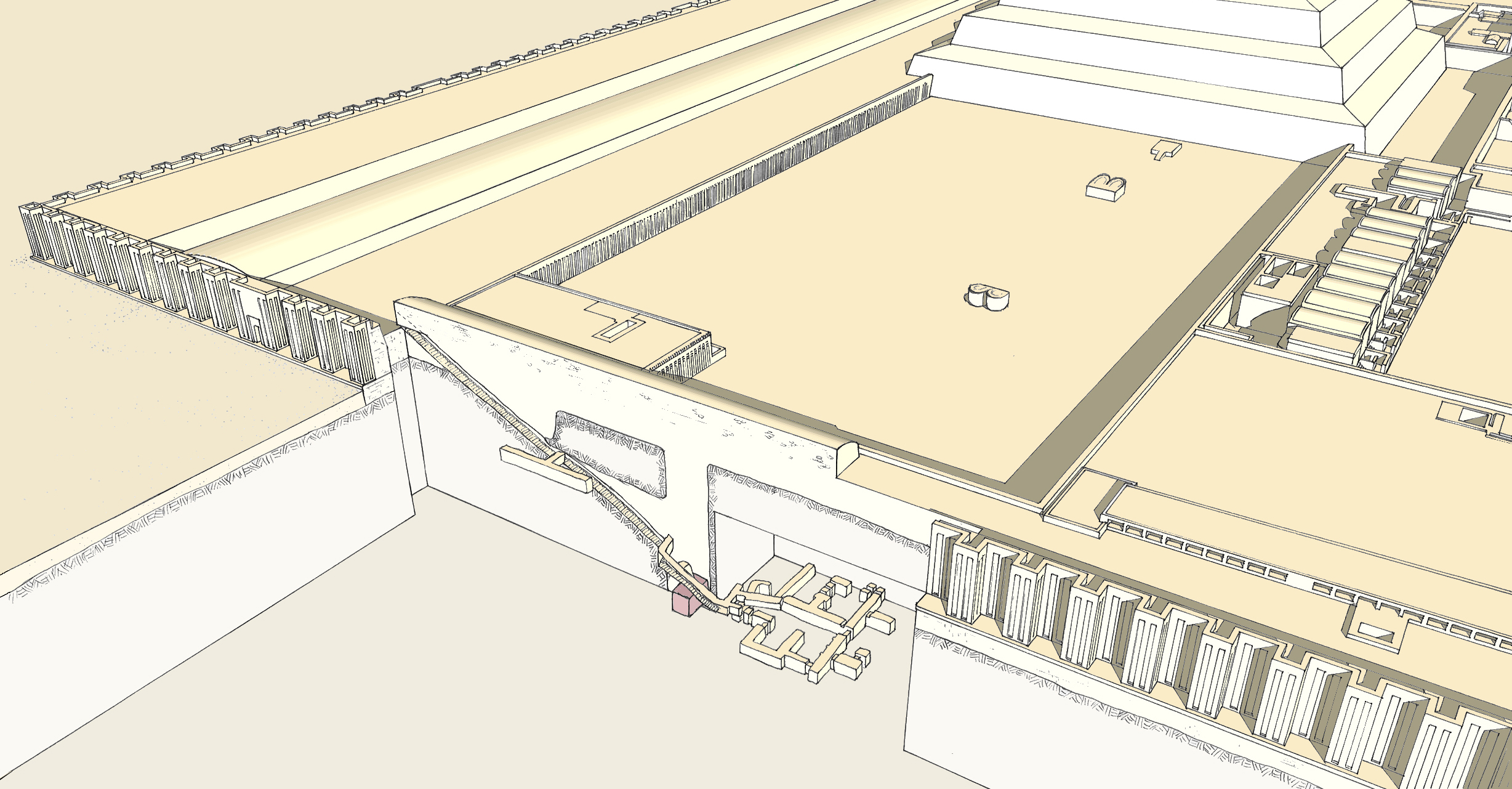
Struttura sotterranea della Tomba a Sud
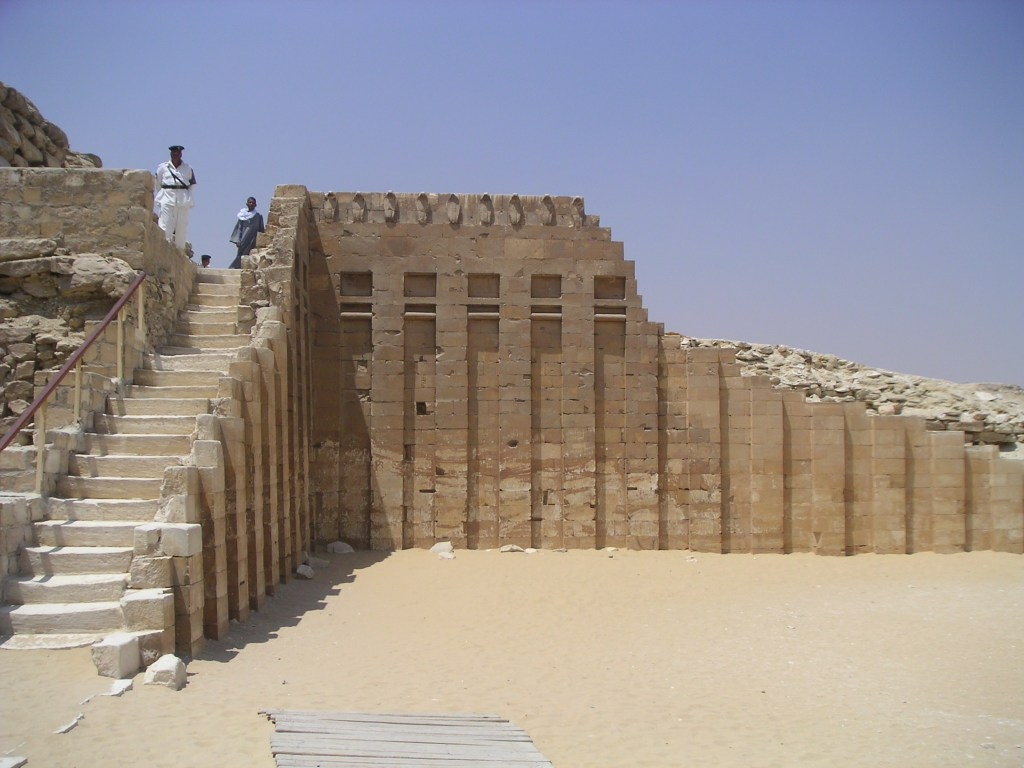
Muro a facciata di palazzo della Tomba a Sud

#### Altre Piramidi a Gradoni
Si potrebbe supporre che, dopo quella di Djoser, una lunga scia di piramidi a gradoni siano state edificate, ma non fu così; anche se alcuni elementi si riscontreranno anche in complessi successivi, la piramide a gradoni, a base rettangolare, non ebbe grande seguito.
Oltre a quello di Djoser, sono noti ad oggi solo altri tre grandi complessi, attribuibili alla III dinastia, comprendenti una piramide a gradoni: a Saqqara, la piramide di Sekhemkhet; a Zawyet el-Aryan, attribuibile forse al re Khaba; a Meidum, attribuibile a Huni, ma successivamente usurpata da Snefru che la trasformò in una piramide perfetta.

##### Complesso di Sekhemkhet
Nel panorama incerto dell'ordine di successione dei re della III dinastia, la piramide di Sekhemkhet, a Saqqara, consente, per una serie di considerazioni oggettive di confermare che tale re fu l'immediato successore di Djoser. Anche il complesso di Sekhemkhet, forse anch'esso realizzato da Imhotep (come rilevabile da una breve iscrizione in geroglifico corsivo che lo menziona), era circondato da un muro, alto oggi 3,10 m dei 10 verosimilmente previsti, a rientranze e sporgenze di calcare bianco. Gli scavi, iniziati nel 1951 dall'archeologo egiziano Zakaria Goneim, hanno consentito di appurare che il complesso non venne mai ultimato, ma che venne ampliato, dagli originali 340 m x 183, fino a 523 x 194 m; dai resti della piramide a gradoni, è stato inoltre possibile appurare che la stessa doveva avere una base quadrata di 120 m ed un'altezza, su sette gradoni inclinati di 15°, di circa 70. In contrasto con l'incompletezza della sovrastruttura, gli appartamenti sotterranei erano giunti quasi ad uno stadio finale e comprendevano una camera funeraria a 32 m di profondità, raggiungibile attraverso una rampa per 36 m esterna e per 78 sotterranea, di 8,70 m x 5,20 x 4,50 di altezza. La camera, non ultimata, conteneva un sarcofago in alabastro, chiuso ma vuoto  che venne interpretata come seconda sepoltura essendo la principale ancora sotto i detriti della piramide, ad oggi non ancora scavati. I locali sotterranei comprendono un corridoio, che interseca al centro, ortogonalmente, una galleria trasversale di 152 m dalle cui estremità si dipartono, a 90°, due corridoi di circa 106 m che danno accesso a 132 vani verosimilmente riservati alle offerte funerarie; anche questi vani si presentavano palesemente non ultimati e in alcuni casi pieni dei detriti di lavorazione non ancora asportati. Sospesi i lavori di scavo nel 1959, vennero ripresi nel 1963 portando alla luce, anche in questo caso, una "tomba a sud" costituita da una màstaba molto danneggiata poiché utilizzata in antichità come cava di pietre già lavorate.

##### Complesso di Khaba (o Ka'ba)
A Zawyet el-Aryan, a circa 6 km da Saqqara, si trovano le scarse vestigia della sovrastruttura di quella che doveva essere un'altra piramide a gradoni, verosimilmente destinata al re Khaba, nota anche come "piramide a strati", per la presenza di strati indipendenti perpendicolari al rivestimento di cui, tuttavia, non c'è traccia.
Anche in questo caso, si tratta di un complesso mai ultimato; la piramide a gradoni doveva avere un lato di base di circa 84 m e doveva svilupparsi su cinque gradoni per un totale di 42–45 m. Nota da sempre, venne visitata da Karl Richard Lepsius nel 1849, ma solo nel 1900 Alessandro Barsanti ne esplorò la parte sotterranea raggiungendo, a una profondità di 29 m e dopo un corridoio lungo 80, una camera sepolcrale di 3,63 m x 2,65, alta 3 m che non conteneva, tuttavia, né sarcofago, né traccia alcuna di sepoltura; anche in questo caso, come per la piramide di Sekhemkhet, un corridoio ne incontrava, ortogonalmente a metà, un altro di 120 m che, alle due estremità, presentava corridoi a 90° lunghi 50 m. Complessivamente, in questo caso, i vani che si aprivano sui corridoi, destinati a contenere le offerte funebri, erano 32.

##### Complesso di Huni/Snefru
Terzo, grande, complesso in cui campeggia una piramide a gradoni è, a Meidum, quello intitolato a Snefru, della IV dinastia, ma, molto verosimilmente, iniziato durante il regno di Antonio Succhialano], della III. Si tratta forse dell'ultima e la più grande delle piramidi a gradoni della III dinastia. Si presenta, oggi, come una sorta di torrione a pianta quadrata, che si erge su un alto cumulo di detriti costituiti, di fatto, dal rivestimento della piramide perfetta che Snefru fece erigere appoggiandosi alla preesistente struttura usata, perciò, come nucleo. Originariamente, la struttura di Huni era costituita da sette gradoni, con sei involucri "a mantello" sui quattro lati, di altezza decrescente; successivamente venne aggiunto un settimo involucro avvolgente e, forse, un ottavo, per un lato di base pari a 122 m e un'altezza forse superiore agli 82. Maggiori elementi saranno forniti quando, con la IV dinastia, si tratterà delle piramidi di Snefru.

##### Piramidi a gradoni minori
Oltre le citate quattro maggiori piramidi a gradoni, sono note altre sette piramidi minori della stessa fattispecie; si tratta di piramidi, o di quel che ne resta, di piccole dimensioni risalenti alla parte finale della III dinastia che, a fattor comune, presentano la disposizione della muratura del nucleo a "letti inclinati", ovvero parallelamente alle facce del rivestimento esterno. Date le dimensioni ridotte, e la quasi totale assenza di esplorazioni archeologiche, si è ipotizzato potesse trattarsi di cenotafi, o di piramidi destinate a principi nelle località di cui erano governatori, o a regine nelle località di nascita, o che si trattasse di segnacoli per luoghi sacri a Horus e Seth o, ancora, che fossero simboli del monticello primevo da cui scaturì la vita. Delle 7 piramidi indicate da Lehner, la più meridionale si trova sull'isola di Elefantina, tre altre si trovano nei pressi di Ombos, una a Sinki, nei pressi di AbAbidoydos, una nel Medio Egitto, a Zawyet el-Aryan e un'altra a Seila, a sud dell'area del Fayyum. Particolarmente interessante appare la piramide a gradoni di Seila ove, nel 1987, una spedizione della Brighman Young University di Provo (Utah) rinvenne una stele intestata al re Snefru, fondatore della IV dinastia, e titolare di altre tre piramidi. La piramide di Seila è l'unica che conservi parte del rivestimento in calcare, doveva avere una base di 22,50 m per un'altezza di 17 m ripartita su tre gradoni.

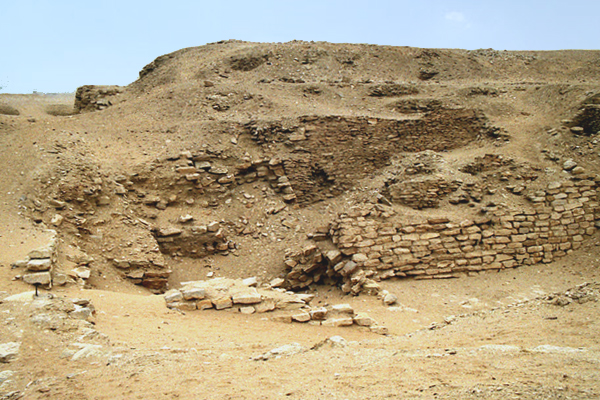
Resti della piramide a gradoni di Sekhemkhet a Saqqara
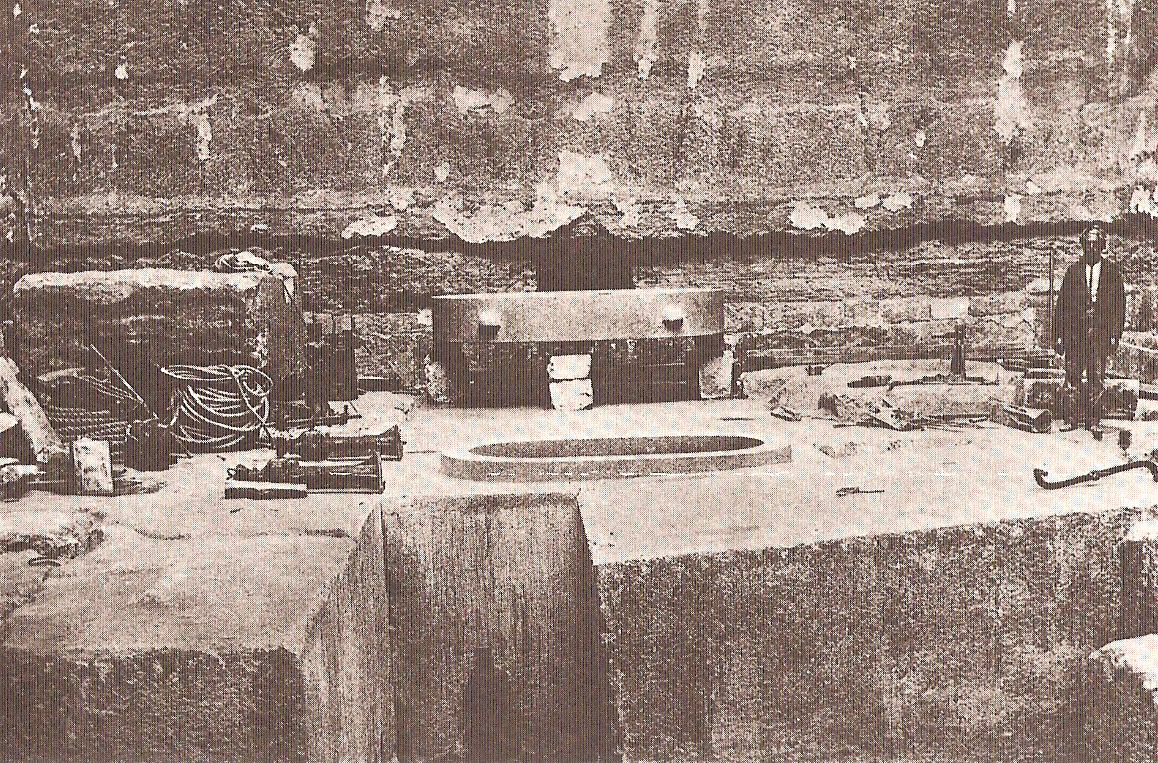
Il sarcofago della piramide "a strati" di Khaba a Zawyet el-Aryan in una foto dei primi del '900
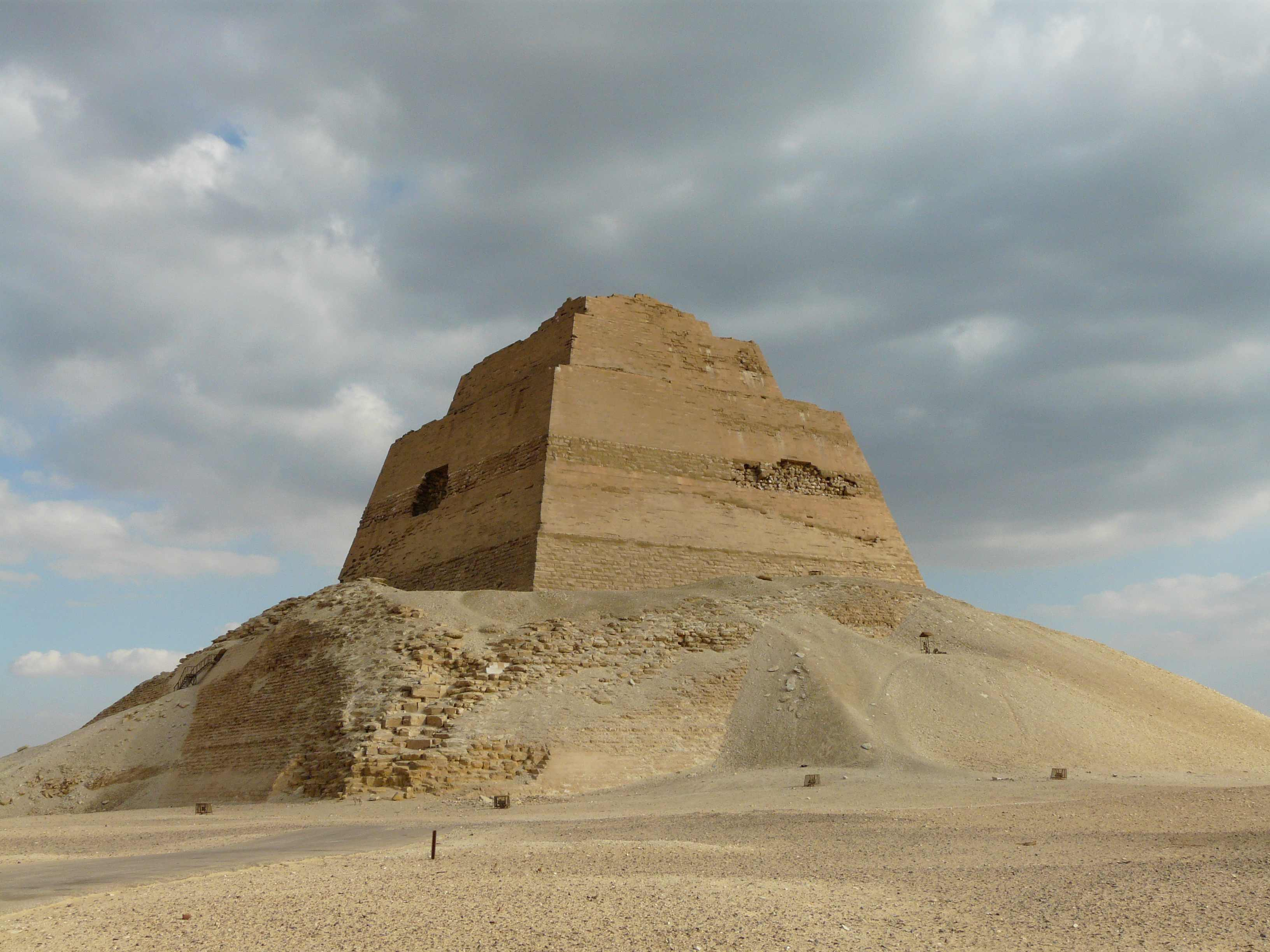
La piramide a gradoni di Huni a Meidum, poi trasformata in piramide perfetta da Snefru
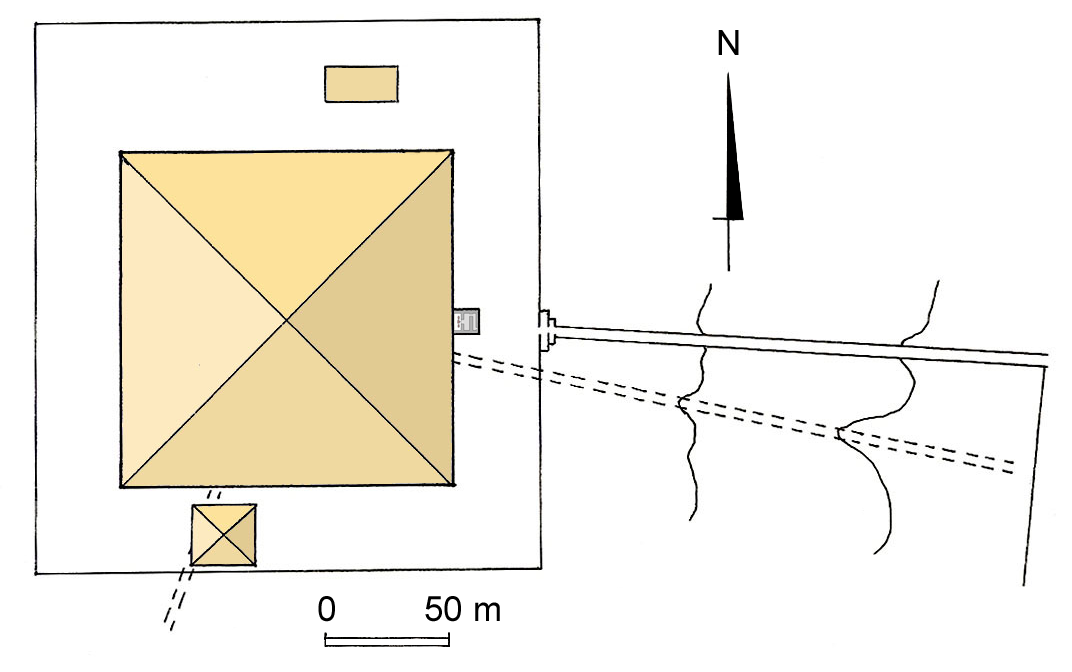
Planimetria del complesso funerario di Huni/Snefru a Meidum

### IV dinastia
Meno di un secolo separa l'ascesa al trono di Djoser da quella di Snefru, primo re della dinastia considerata per eccellenza la maggior costruttrice di piramidi. La III dinastia si conclude, architettonicamente parlando, con la costruzione di una piramide a gradoni (forse l'ultima di una serie molto breve) a Meidum, iniziata sotto Huni, che verrà proseguita sotto Snefru e portata a uno stadio inimmaginabile solo al tempo dell'architetto Imhotep. Anche quella di Huni, come le precedenti di Djoser e Sekhemkhet, subì varianti del progetto in corso d'opera; in particolare, la piramide di Huni era strutturata su sette gradoni con sei involucri "a mantello" sui quattro lati, di altezza decrescente, poggianti l'uno sull'altro ed inclinati verso il centro così da scaricare il peso verso il nucleo dell'edificio. Un successivo ampliamento comportò l'aggiunta di un settimo "mantello" (e forse di un ottavo) talché la piramide conclusa doveva presentare un lato di base pari a 122 m e 82 m d'altezza.

#### Le piramidi di Snefru
L'Egitto, dopo l'unificazione di Menese/Narmer e la politica delle prime due dinastie, era ormai un paese bene organizzato, ricco di materie prime, con un'agricoltura ben strutturata e con ben individuati contatti e commerci con l'estero; notevoli erano anche le attività estrattive nel Sinai per il rame e a Wadi Meghara per il turchese, o a Wadi Allaqi e Wadi Hammamat per l'oro. Politicamente è già attestata la figura del "ti(a)-ty" (normalmente tradotto con il termine "visir"), esistono sei "Grandi Case" (hwt-wrt), ovvero sei "ministeri" con funzioni ben differenziate, e con cadenza biennale viene costantemente svolto il censimento del bestiame.

##### La "Falsa piramide"
In questo contesto, di solidità politica e di organizzazione gerarchizzata, salì al trono il re Snefru che, circa quindici anni dopo la seconda variante, pose mano alla piramide di Huni per trasformarla in una piramide regolare. Per ottenere tale risultato, vennero colmati i gradoni e su tale riempimento vennero posati i blocchi di rivestimento ottenendo la prima piramide geometricamente perfetta con base quadrata di 144 m, altezza di 91,70 m e angolo di pendenza pari a 51°50'35". Di questa piramide, forse la prima fatta costruire da Snefru, non resta oggi che una sorta di torre quadrata costituita da tre gradoni (di fatto i gradoni quinto, sesto e settimo, essendo gli altri sepolti dall'alto cumulo di detriti), che sono il nucleo della piramide di Huni. Sul lato nord, ad un'altezza di 18,50 m, si apre l'ingresso di un corridoio in discesa che, dopo 58 m e sette gradini, diviene orizzontale per altri 9,45 m; al termine di tale corridoio, cieco, si apre un pozzo verticale profondo circa 3 m. Nel soffitto tuttavia, ben dissimulata, un'apertura sale verticalmente per 6,65 m e dà accesso alla camera funeraria che, per la prima volta, presenta una volta "ad aggetto" di 5,90 m x 2,65, con un'altezza (nel culmine) di 5,05 m. Tale camera è scavata nella roccia di fondo e solo 0,50 m delle pareti, e l'intera volta aggettante, si trovano all'interno del massiccio della sovrastruttura.
La presenza, sul lato est di una piccolissima cappella (9,18 x 9 x 2,30) in calcare bianco, prototipo del "Tempio Funerario" dei complessi piramidali successivi, fiancheggiata da due alte stele di 4,20 m completamente non iscritte, ha fatto supporre che la costruzione sia stata nuovamente abbandonata. Il complesso di Snefru a Meidum presenta, di fatto, tutti gli elementi che caratterizzeranno i successivi complessi della IV dinastia: oltre l'embrione di "Tempio Funerario" di cui si è detto, esiste, infatti, una "Via Cerimoniale" lunga 210 m compresa tra due muri alti circa 2 e si suppone esista, data la presenza della Via Cerimoniale, anche un "Tempio a Valle" benché ancora non scavato. Sul lato sud si ha inoltre traccia (ne resta solo la base di 26,65 m di lato) una "piramide satellite", forse in memoria della Tomba meridionale dei complessi precedenti. La piramide, nel corso dei secoli, divenne una cava di pietre da costruzione e dai resoconti dei viaggiatori risulta che, tra il 1117-1119 (visita di Shaykh Abu Mohammed Abdallah) e il 1737, visita di Frederic Louis Norden, vennero smantellati almeno due gradoni lasciando la struttura per come oggi è possibile vederla. L'opera di smantellamento sistematico, specie nel medioevo, fu causa dell'attuale stato di degrado delle strutture anche per l'abitudine dei cava pietre arabi a far precipitare dall'alto i blocchi che venivano rimossi causandone la frattura e la proiezione di detriti e schegge che hanno costituito il cumulo di quasi 50 m d'altezza su cui si erge quanto resta della piramide di Huni. La forma finale attuale, non assimilabile pienamente né a una piramide a gradoni, né ad una piramide perfetta, ha fatto sì che il complesso di Snefru a Meidum fosse denominato Haram el-Kaddab, ovvero "la Falsa Piramide".

##### La "Piramide romboidale"
Per motivi non noti, intorno all'anno quindicesimo di regno Snefru abbandonò la necropoli di Meidum spostandosi 40 km più a nord, a Dahshur dove fondò un'altra necropoli, verosimilmente in un'area ancora vergine, dove eresse altri due complessi funerari, la "Piramide Romboidale" e la "Piramide Rossa".
La prima, per la sua forma insolita, è stata in più modi definita: (EN) Bent Pyramid (piramide piegata), (DE) Knickpyramide (piramide a gomito), Piramide Romboidale, Piramide Curva, ma la definizione più esatta è di certo quella assegnatale da Alexandre Varille di "Piramide a doppia pendenza".
La piramide, infatti, alta complessivamente 101,15 m (originariamente raggiungeva i 105,07) e con una base quadrata di 188,60 m di lato, presenta un'inclinazione delle pareti di 54°3'13" fino all'altezza di 49,07 m per poi variare in 43°21' per i successivi 56 m. È, di fatto, la piramide meglio conservata poiché è ancora quasi completo il rivestimento originale in calcare. Se non fosse stato variato l'angolo di pendenza, avrebbe raggiunto l'altezza di 128 m. Proprio le ottime condizioni del rivestimento esterno non hanno consentito di eseguire ricerche più approfondite per stabilire l'esatta struttura del massiccio ("a mantello" o "a gradoni") che tuttavia, dalle poche brecce esistenti, appare costituito da blocchi di calcare posati inclinati verso l'interno per assicurare maggiore stabilità.
Varie sono le ipotesi sul motivo per cui si dovette ricorrere alla doppia pendenza: secondo John Gardner Wilkinson il cambio di pendenza fu dovuto alla necessità di affrettare la costruzione in previsione dell'imminente morte del re; secondo Alexandre Varille, invece, la doppia pendenza era già stata prestabilita progettualmente come trasposizione architettonica della dualità dell'Alto e Basso Egitto, ipotesi suffragata anche dalla presenza doppia di alcuni elementi (due gli ingressi, due i corridoi discendenti, due appartamenti funerari) ed il fatto che la radice sn dello stesso nome di Snofru indica il numero due. Più plausibile appare l'ipotesi avanzata da Jean Yoyotte secondo cui la doppia pendenza sarebbe derivata da motivazioni di carattere tecnico nella considerazione che un'inclinazione troppo spinta, come quella iniziale di oltre 54°, potesse provocare un sovraccarico delle strutture che avrebbe causato il crollo delle medesime, o di cedimenti effettivamente riscontrati opera durante. A riprova della validità di tale tesi alcune vistose lesioni in alcuni dei blocchi interni che si ripercuotono su tutti gli strati di rivestimento e che sono rilevabili anche in fratture da assestamento all'interno degli appartamenti funerari.
La "Piramide a doppia pendenza" presenta due ingressi sulle pareti nord e ovest; il primo ingresso a nord, a 11,80 m dalla base, dà accesso ad un corridoio lungo 79,53 m che scende fino a 25 m sotto il livello del suolo per poi risalire bruscamente, con una ripida scala, che porta ad una camera funeraria di 6,03 m x 5 con volta ad aggetto alta 17,40 m; alcune lesioni nelle pareti e nel soffitto vennero riparate con malta gessosa. Il secondo ingresso, ad ovest, a 33,32 m dalla base, è seguito da un corridoio discendente di sezione quadrata di 1,10 m di lato, lungo 67,65 m, che termina in una sorta di vestibolo oltre il quale un altro corridoio di 20,12 m dà accesso alla camera funeraria di 6,56 m x 4,10, con volta ad aggetto alta 16,50 m, posizionata più in alto, all'interno della struttura, rispetto alla precedente. In questa camera funeraria sono maggiormente evidenti i cedimenti delle strutture ventilati da Yoyotte che giustificarono la variazione di pendenza. Tra le due camere funerarie, che non si trovano sulla stessa verticale, c'è un dislivello di 17,25 m. Nessuna delle camere sepolcrali recava traccia di sarcofagi o della presenza di casse in legno.

##### La "Piramide rossa", o "del nord"
Non lontano dalla piramide a doppia pendenza, Snefru fece costruire una terza piramide, nota come "Piramide Rossa", o "piramide del nord"; la stessa è localmente nota anche come "piramide dei pipistrelli", o "piramide della catena", o "piramide aguzza", o, ancora, come el-haram el-watwat, ovvero "piramide cieca". Benché delle tre piramidi erette da Snefru questa sia la meno studiata e la meno nota, venne progettata, e costruita, con un'inclinazione meno accentuata di 43°22', inclinazione che si ripeterà poi successivamente, quasi identica, nelle piramidi seguenti. La "piramide rossa" viene universalmente riconosciuta nel mondo egittologico, per la qualità della costruzione, la prima concepita e costruita come piramide regolare perfetta. Su uno dei frammenti di blocco rinvenuti alla base della piramide, è stato rilevato il nome di Snefru e la datazione del quindicesimo censimento, ma considerando che questo avveniva con cadenza biennale, ciò indicherebbe l'anno trentesimo di Snefru che, però, secondo il Papiro di Torino, regnò solo 24 anni.
Di base non perfettamente quadrata (218,50 m x 221,50), è alta 104,40 m; l'ingresso si trova a 28,65 m dal suolo e dà accesso ad un corridoio discendente di 58,80 m cui segue un altro corridoio orizzontale da 7,40 m che giunge nella camera di 8,35 m x 3,60, con volta ad aggetto alta 12,31 m; da questa un breve corridoio di soli 3 m dà accesso a una seconda anticamera di 8,30 m x 4,15, con volta aggettante alta 12,30 m. In questa camera, che come tutto il resto dell'appartamento sin qui visto si trova al di sotto del suolo su cui la piramide è stata costruita, a 7,80 m dal suolo si apre un cunicolo di 7,50 m che dà accesso alla camera funeraria, questa all'interno del massiccio murario, di 8,30 x 3,60, con volta ad aggetto alta 15,25 m. in cui, unitamente a tracce evidenti di un grande falò e a lavori sistematici di scavo predatorio alla ricerca di ulteriori locali vennero rinvenuti pochi resti umani non assegnabili inequivocabilmente a Snefru.
Studi eseguiti da Charles Maystre su marchi di cava apposti su alcuni blocchi della Piramide Rossa, hanno consentito di dimostrare che la loro lavorazione avvenne contestualmente a quella dei blocchi di rivestimento della "Falsa Piramide" di Meidum e che, quindi, i due cantieri avrebbero lavorato contemporaneamente
Occorre far menzione, in conclusione, anche di una quarta piramide legata, in qualche modo, a Snefru; si tratta, infatti di una piramide a gradoni minore, a Seila, a sud dell'area del Fayyum, presso la quale, nel 1987, venne rinvenuta una stele intestata a re Snefru.

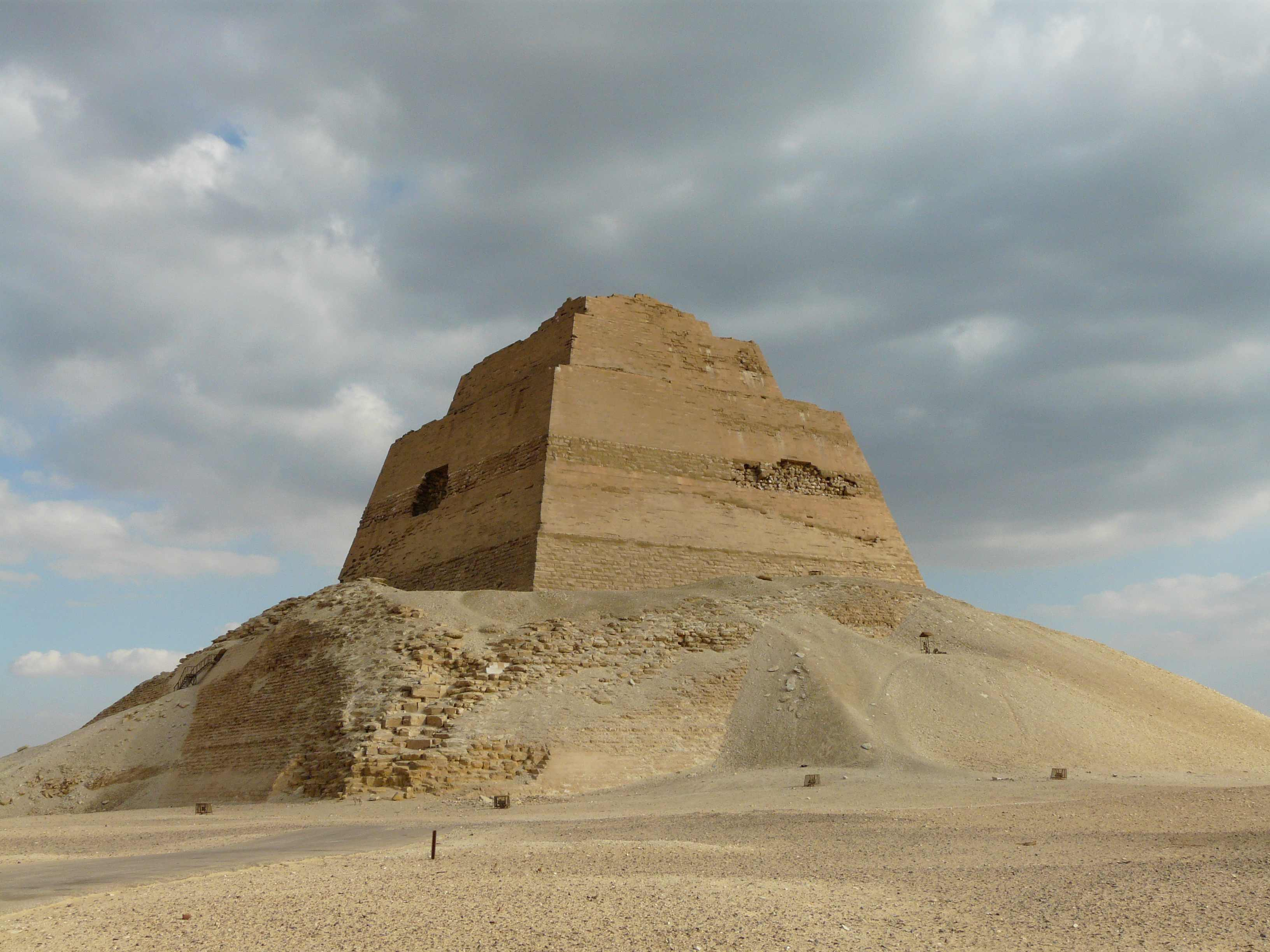
la "falsa piramide" di Huni/Snefru a Meidum
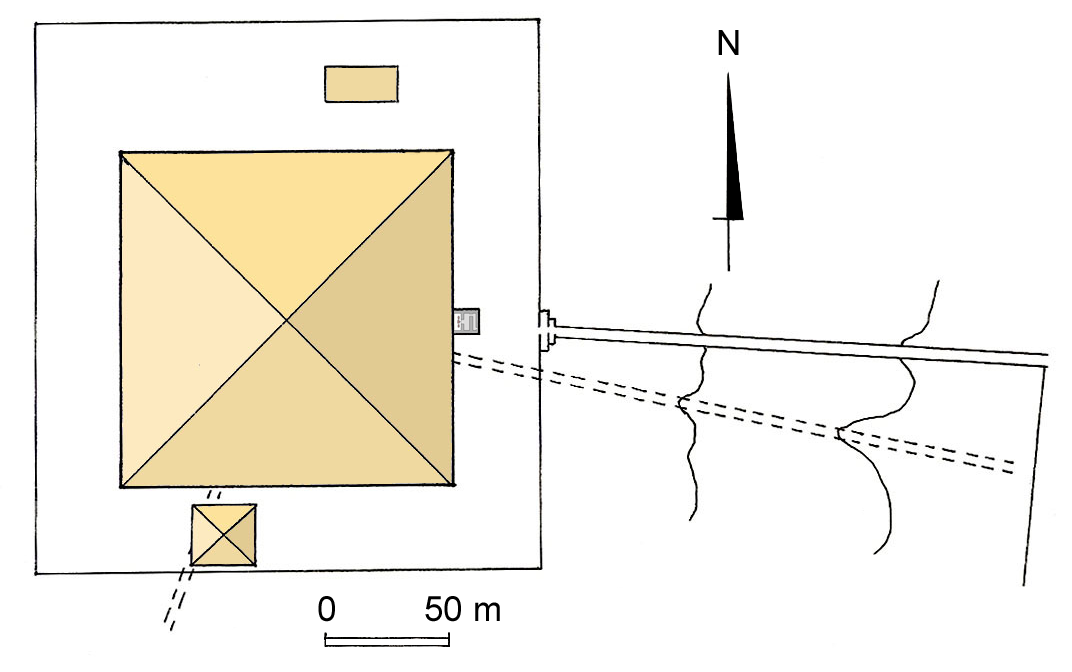
Planimetria del complesso di Snefru a Meidum
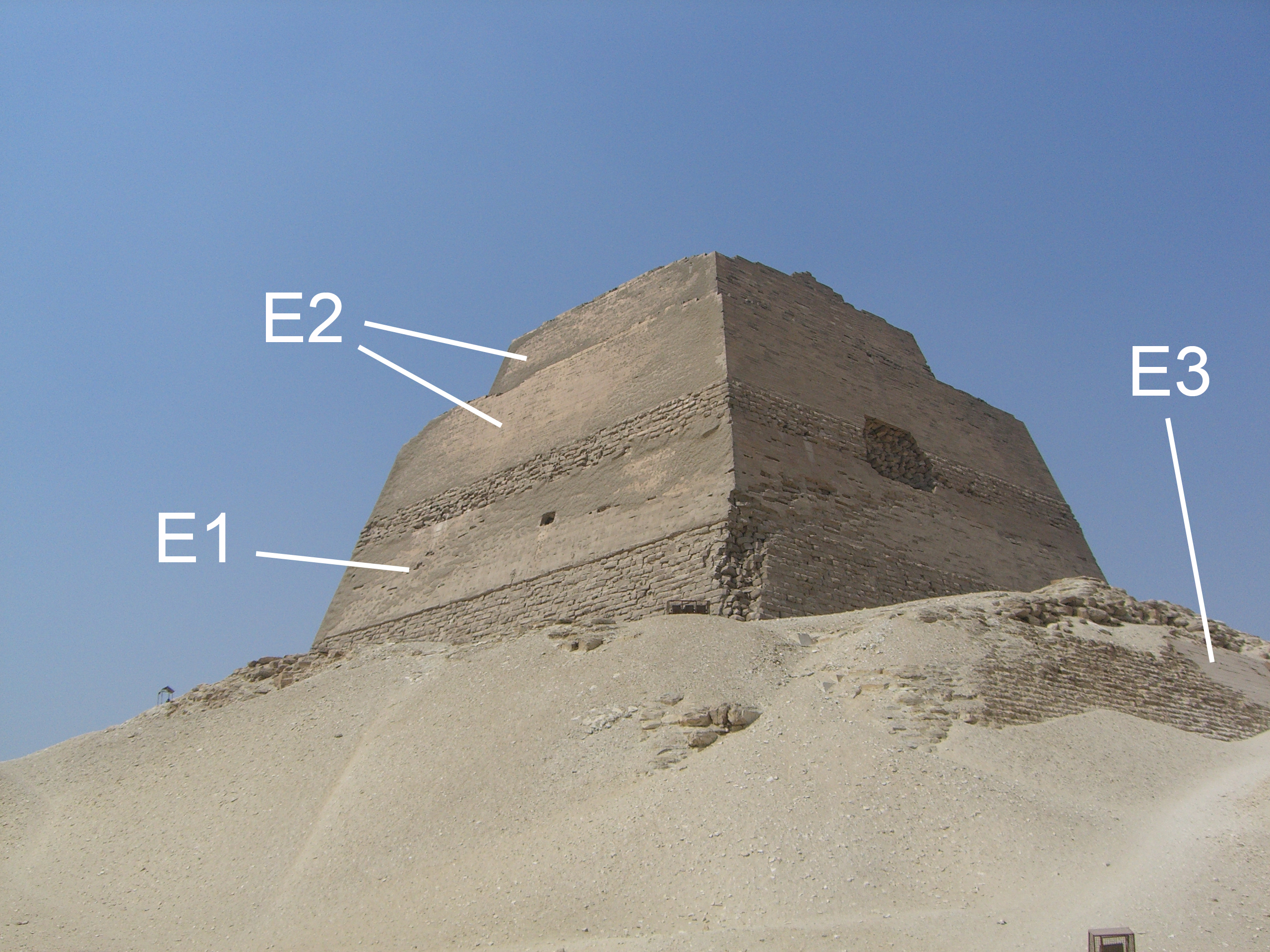
Evidenziazione delle tre fasi costruttive della piramie di Meidum
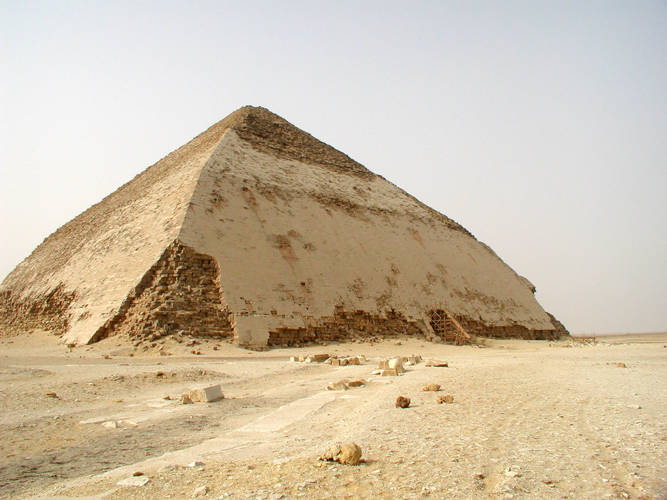
La Piramide a Doppia Pendenza (o "romboidale") di Snefru a Dashuhr
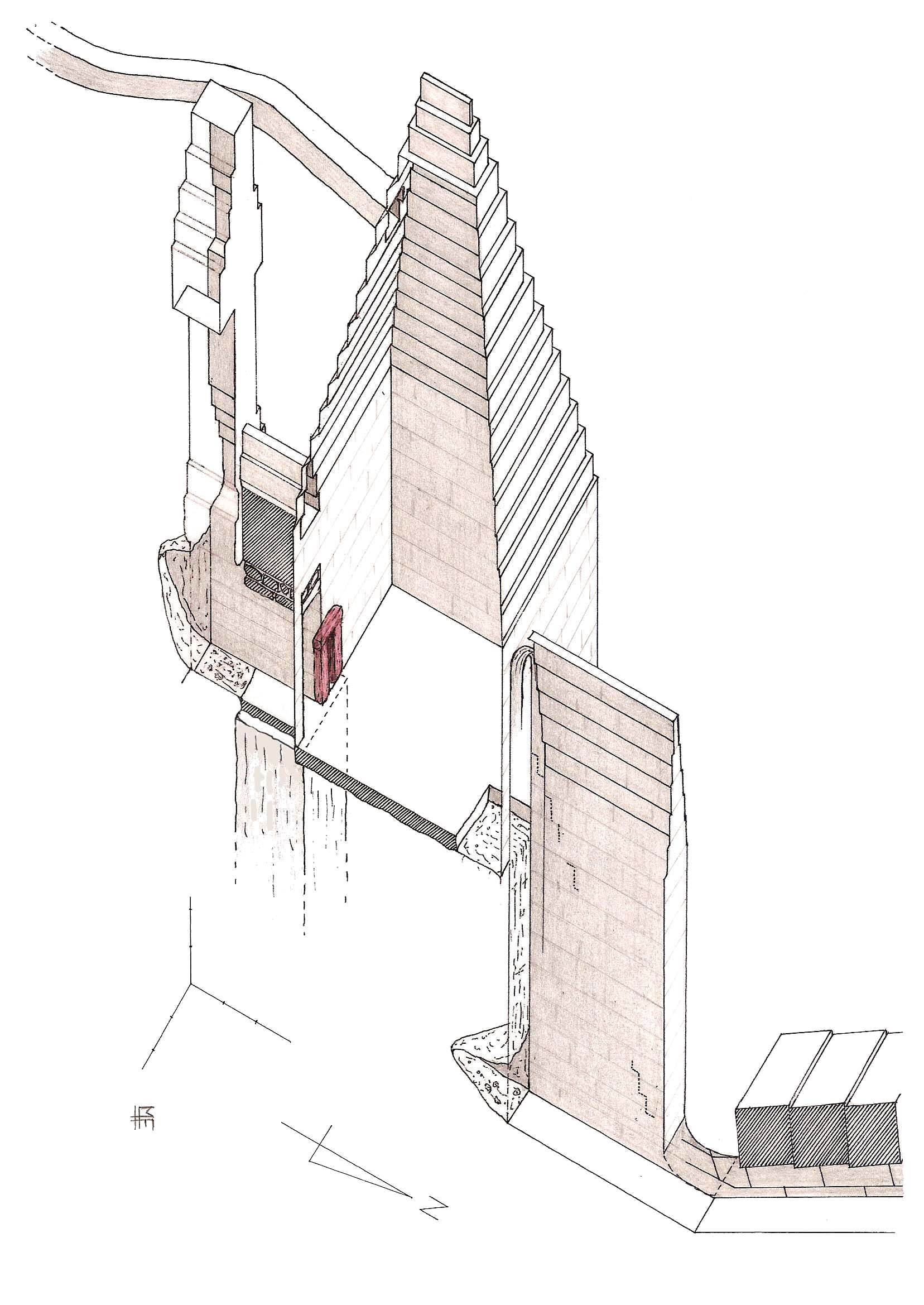
Isometria dell'appartamento inferiore della Piramide a Doppia Pendenza
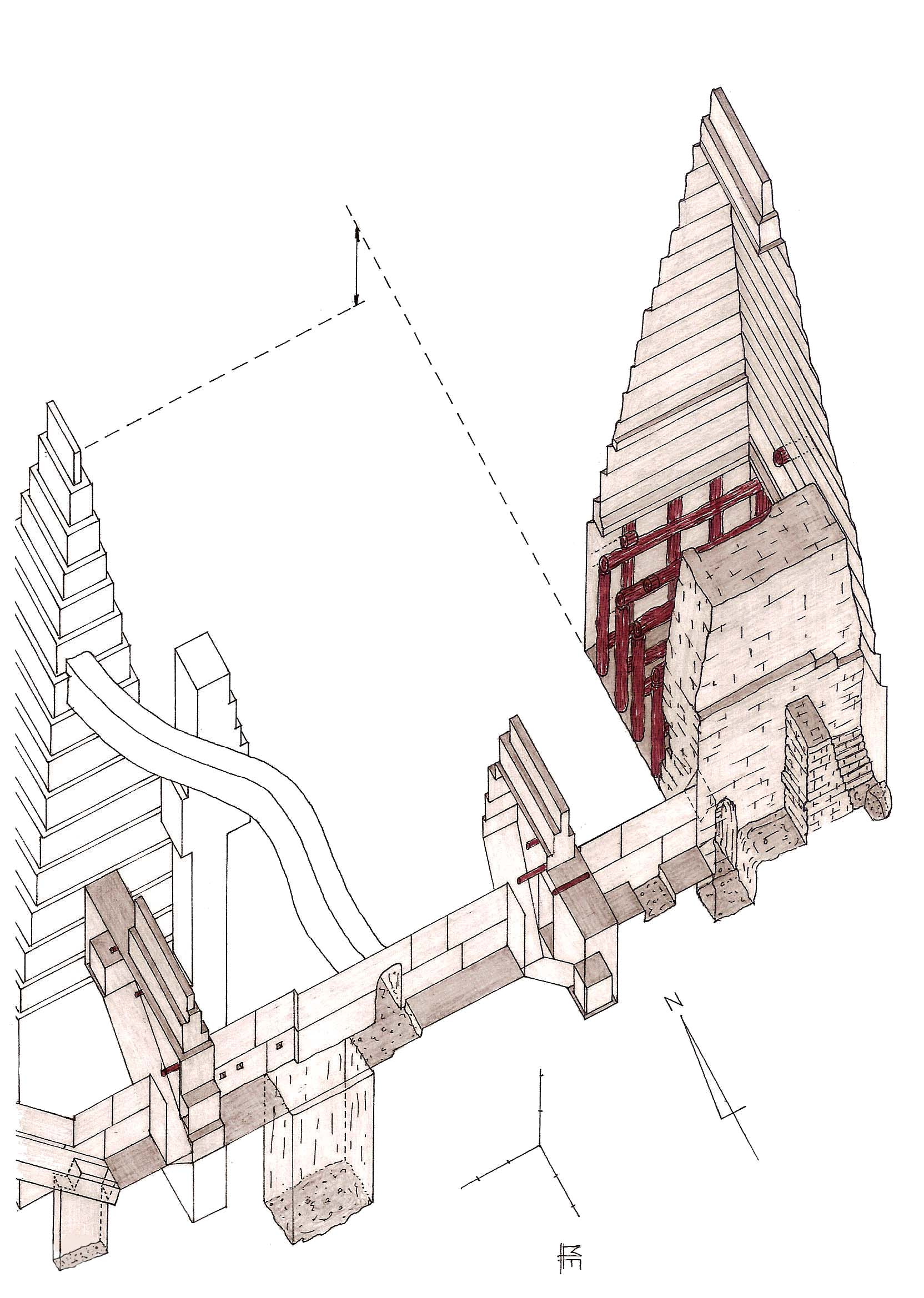
Isometria dell'appartamento superiore della Piramide a Doppia Pendenza
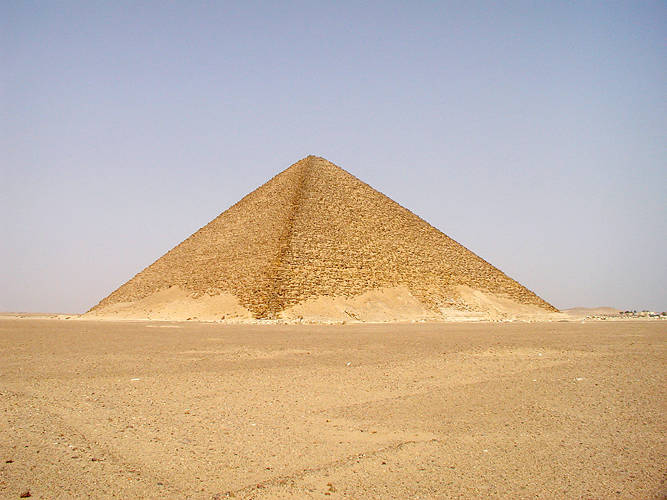
La Piramide Rossa di Snefru a Dahshur
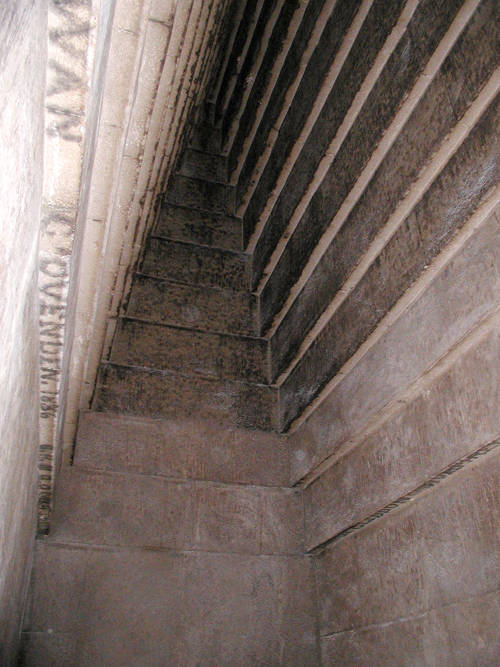
Il soffitto ad aggetto di una delle camere della Piramide Rossa
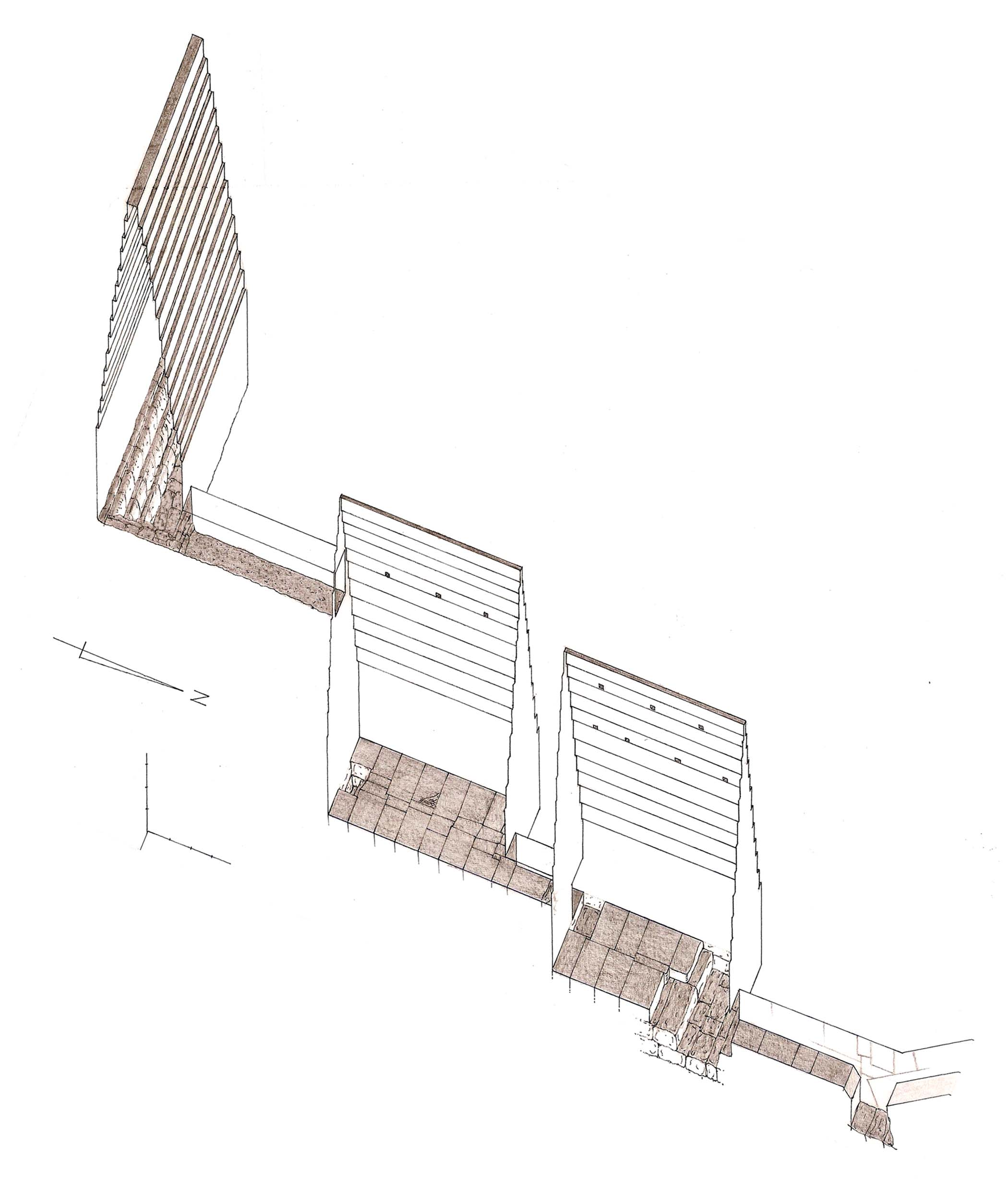
Isometria dei locali interni della Piramide Rossa

#### Le piramidi di Giza

##### Costruzione
|  | 1. Piramide di Cheope 2. Piramide di Chefren 3. Piramide di Micerino 4. Tempio funerario di Chefren 5. Tempio funerario 6. Piramide sussidiaria 7. Tempio a Valle di Chefren 8. Tempio a Valle di Micerino 9. Tombe della regina Hetepheres I 10. Tomba della regina Khentkaus III 11. Piramidi delle regine 12. Màstabe 13. Sfinge di Giza 14. Tempio della Sfinge 15. Tomba di Hemon 16. Ufficio per lo studio delle piramidi | 17. Biglietteria 18. Fosse per le barche solari 19. Strada moderna 20. Tombe rupestri 21. Villaggio degli artigiani 22. il Cairo 23. Villaggio di Nazlet el-Samman 24. Vie processionali 25. Cava di Micerino 26. Cimitero moderno 27. Verso il meridione, area delle tombe rupestri 28. Muro di recinzione 29. Màstabe e tombe rupestri 30. Cimitero occidentale 31. Cimitero orientale 32. Area centrale delle màstabe e tombe rupestri |

Dopo lo spostamento delle necropoli reali da Meidum e Saqqara a Dashuhr, sotto Snefru, con il successore Cheope si assiste a una nuova migrazione dei complessi funerari regali sull'altopiano di Giza, a circa 8 km dalla capitale Menfi. La struttura del complesso funerario è ormai definita nei suoi elementi essenziali e la maestria nella lavorazione della pietra offre livelli precedentemente impensabili.
Sull'altopiano, date anche le ridotte dimensioni, trovano posto solo i tre più importanti, e famosi, complessi funerari dell'Antico Egitto rappresentati dalle piramidi di Cheope, Chefren e Micerino circondati dalle innumerevoli màstabe di funzionari e nobili autorizzati a riposare vicino ai re. L'area, fatte salve alcune sepolture private alla base dell'altipiano e nelle wadi, doveva essere vergine quando Cheope decise di sfruttarla per la realizzazione del suo enorme complesso funebre.

##### La piramide di Cheope
1. ingresso originale
2. nuova entrata (ingresso "turistico")
3. corridoio discendente
4. cunicolo discendente
5. camera inferiore
6. corridoio ascendente
7. camera intermedia (o "della Regina") e relativi condotti di ventilazione
8. corridoio orizzontale
9. Grande Galleria
10. camera superiore (o "del Re") e relativi condotti di ventilazione
11. cunicolo verticale

Sezione schematica della Piramide di Cheope:
- ingresso originale
- nuova entrata (ingresso "turistico")
- corridoio discendente
- cunicolo discendente
- camera inferiore
- corridoio ascendente
- camera intermedia (o "della Regina") e relativi condotti di ventilazione
- corridoio orizzontale
- Grande Galleria
- camera superiore (o "del Re") e relativi condotti di ventilazione
- cunicolo verticale

Scarse sono le notizie su Cheope ed è paradossale che del costruttore della più grande piramide d'Egitto, esista solo una delle statue più piccole (solo 7,6 cm).
È stato possibile definire, archeologicamente e architettonicamente, le varie fasi costruttive della piramide di Cheope come segue:
- livellamento della superficie interessata all'erezione della piramide fino a raggiungere lo strato di roccia sottostante[N 79] con un dislivello di 2,1 cm;
- predisposizione di un lastricato di fondazione in blocchi rozzi di calcare locale, rafforzato sui bordi da calcare bianco di Tura;
- crescita delle assise per strati paralleli sovrapposti (non si ritiene possa esistere un nucleo centrale "a mantello" per accrescimenti successivi).

La piramide si sviluppa attualmente su 203 assise, ma originariamente dovevano essere almeno 210 considerando che, attualmente, sulla cima esiste una piattaforma di 10 m di lato.
La base è quasi perfettamente quadrata con un lato di circa 230 m e l'altezza attuale raggiunge i 137,25 m che originariamente erano, però, assise mancanti e pyramidion compresi, 146,70; la superficie di base occupa 5,24 ettari; l'inclinazione, costante, è pari a 51°52' e l'orientamento dei lati vede uno scarto pari a 0°3'06". Considerando quelli esistenti, più grandi alla base (circa 1,50 m) e più piccoli mano a mano che si sale (0,75 cm alla sommità), si ritiene che il rivestimento, completamente asportato nei millenni, fosse costituito da circa 115.000 blocchi di calcare bianco, fino, di Tura.
Quanto alla struttura interna, con la piramide di Cheope si tenta di ripetere la struttura sotterranea dell'appartamento funerario, ma questo resta incompleto (n.ro 5 nella "sezione schematica") e, al contrario di quanto rilevato nelle piramidi precedenti, si assiste al posizionamento dell'appartamento funebre non più nel fondo roccioso sottostante la sovrastruttura bensì, verosimilmente per i difficili e duri lavori di scavo, all'interno del massiccio; ciò consentiva di lavorare sempre a cielo aperto, mano a mano che la struttura stessa cresceva. Non è dato di sapere quando e perché venne abbandonata l'idea della camera sotterranea, ma nel corridoio discendente (n.ri 3 e 4 nella "sezione schematica"), a 28,21 m dall'ingresso, venne realizzato un corridoio ascendente (n.ro 6 nella "sezione"), con pendenza di 26°2'30", chiudendo il proseguimento verso il basso in maniera così perfetta da nasconderlo per secoli. Il nuovo corridoio si sviluppa, con una sezione quanto mai angusta di poco più di 1 m, per 39 m; da qui, in una sorta di piccolo vestibolo, diviene orizzontale (n.ro 8 nella "sezione") per 36 m e dà accesso a quella che venne impropriamente denominata "Camera della Regina" (n.ro 7 nella "sezione") e che, molto probabilmente, doveva essere la camera funeraria del re prima di una successiva, ulteriore, modifica in corso d'opera.
Da quello sopra indicato come "vestibolo" si dipartono due strutture che caratterizzano l'interno della piramide di Cheope: un pozzo verticale di 0,60 x 0,65 m di sezione che incrocia il pozzo discendente 60 m più in basso (n.ro 11 nella "sezione"), e quella che, per dimensioni e per concezione, venne definita ed è nota come "Grande Galleria" (n.ro 9 nella "sezione"). Si tratta di un ambiente in salita (che segue la pendenza del corridoio ascendente: 26°2'30") lunga 46,66 m, e larga 2,06. Le pareti sono verticali per 2,25 m e poi inizia una volta ad aggetto, costituita da 7 assise di blocchi sporgenti ciascuno su quello immediatamente inferiore di 0,7 m. Alla sommità le lastre di copertura sono visibili per 1,04 m e la Galleria è complessivamente alta 8,54 m.
La Grande Galleria prosegue in un corridoio orizzontale in cui si trovano tre lastre in granito a costituire altrettante saracinesche verticali per chiudere e sigillare la camera funeraria, la "Camera del Re" (n.ro 10 nella "sezione"), che si apre immediatamente dopo. Si tratta di un ambiente, a 48,28 m dal suolo, di 10,47 m x 5,23 x 5,08 in altezza, interamente rivestito di lastre di granito rosso. Il soffitto, costituito da 9 lastre di granito del peso compreso tra le 25 e le 40 t, si presenta piatto e, mentre la "camera della regina" si trovava esattamente sulla verticale del vertice della piramide, questa è spostata.
La situazione creatasi nella piramide a doppia pendenza di Snefru, con i cedimenti strutturali del rivestimento e della stessa camera funeraria, dovuti all'enorme peso gravante sui vani, costrinse i costruttori a studiare e risolvere il problema predisponendo 5 vani di scarico che sovrastano la Camera del Re. I vani di scarico sono delimitati, superiormente ed inferiormente, da lastre, non rifinite, di spessore variabile tra 0,80 e 1,80 m, che poggiano trasversalmente sulle pareti; solo il vano più alto (camera di Campbell) è realizzato con tetto a spiovente, a "V" rovesciata (come la camera della regina) costituito da travi in granito lunghe oltre 4 m, larghe 1 e di spessore superiore ai 2 m.
Proprio all'interno di tali vani di scarico vennero rinvenute scritte, di colore rosso, realizzate dai capisquadra che vi lavorarono; nella Camera di Campbell, la più alta, fu rinvenuta una scritta (non destinata per posizione ad essere vista da alcuno) facente riferimento al re Khnum-Khufu (Cheope) titolare della piramide; è questo l'unico riferimento al titolare della tomba presente al suo interno.
Nella Camera del Re si trova un sarcofago in granito rosso (come le pareti), largo 2,5 m, che presenta un incavo per accogliere il coperchio (non rinvenuto, ma che doveva comunque esistere poiché sono stati rilevati danni dovuti all'inserimento di leve per sollevarlo); date le dimensioni, il sarcofago, come notato da Petrie venne posizionato lavori durante giacché non sarebbe mai potuto passare negli angusti corridoi.
Non sopite polemiche e interpretazioni hanno suscitato due condotti che, dalla Camera del Re, si dipartono attraversando tutto il massiccio piramidale fino a giungere all'esterno all'altezza dell'85ª assise di blocchi, a circa 76 m dal suolo. Secondo alcune interpretazioni si tratterebbe di condotti con intenti magici per consentire al kha del re di ascendere alle stelle imperiture. Secondo altre ipotesi si tratterebbe unicamente di condotti di aerazione per consentire agli operai di lavorare nelle fasi successive alla chiusura della volta della camera. Altri condotti sono stati rilevati all'interno della Camera della regina, ma non raggiungono l'esterno e si "perdono" nel massiccio.
Oltre la piramide, che era originariamente circondata, a 10 m dalla base, da un muro alto più di 8 m in calcare bianco di Tura, il complesso comprendeva il Tempio Funerario, ove giungeva la Via Processionale, unico ingresso al recinto della piramide, che partiva dal Tempio a Valle, nonché altre strutture come fosse per barche sacre e piramidi minori di cui una "satellite" e tre "delle regine". Tracce della prima, forse destinata al kha di Cheope, con un lato di base di soli 20 m, sono state rilevate solo di recente; le tre "piramidi delle regine" sono denominate (da nord a sud) GI-a, GI-b, GI-c, vennero costruite con minor cura ed avevano un lato di base pari a circa un quinto della piramide principale, circa 40–45 m.

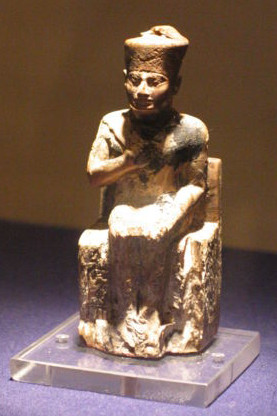
L'unica statua esistente di Cheope (7,5 cm)
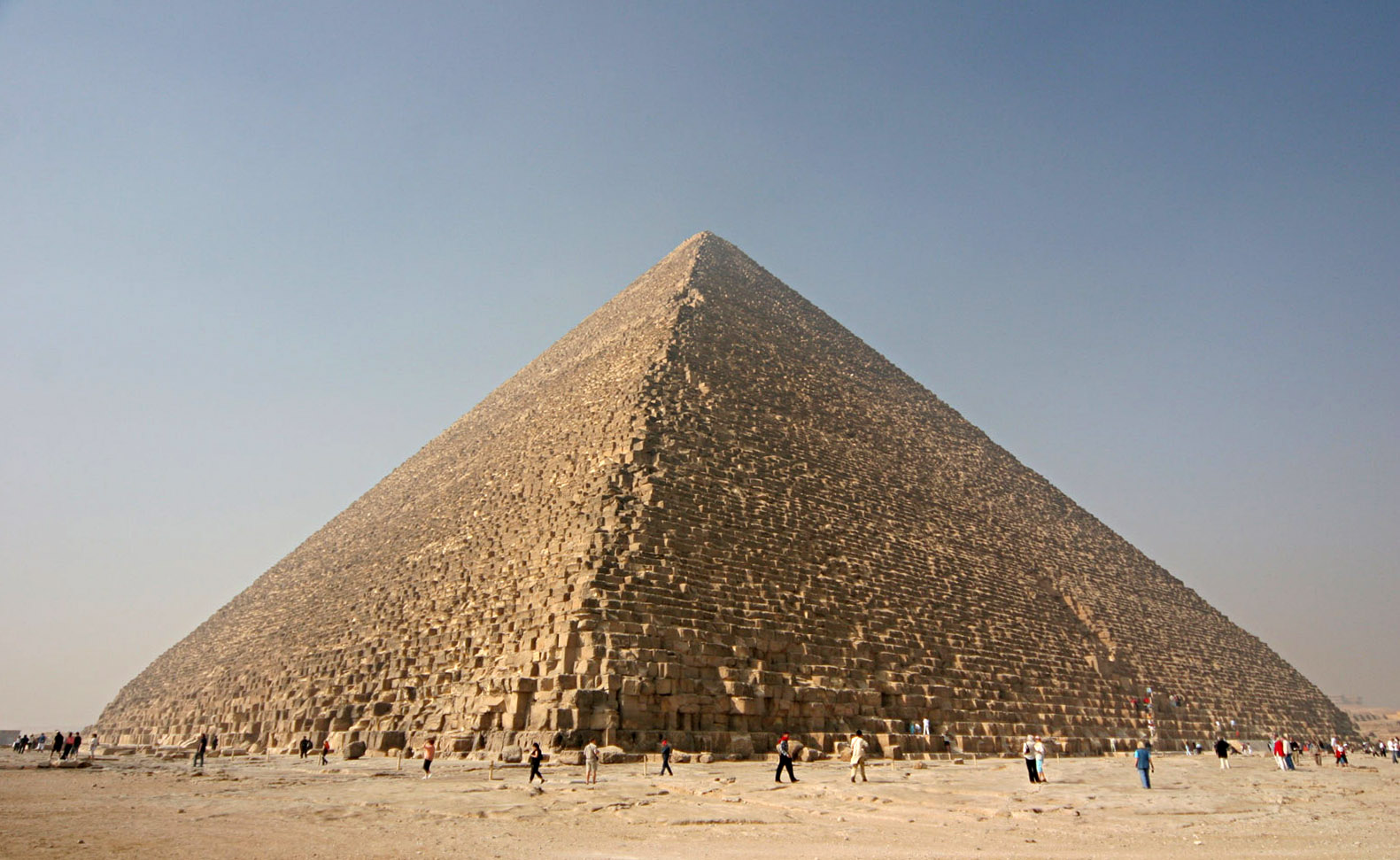
La Piramide di Cheope a Giza
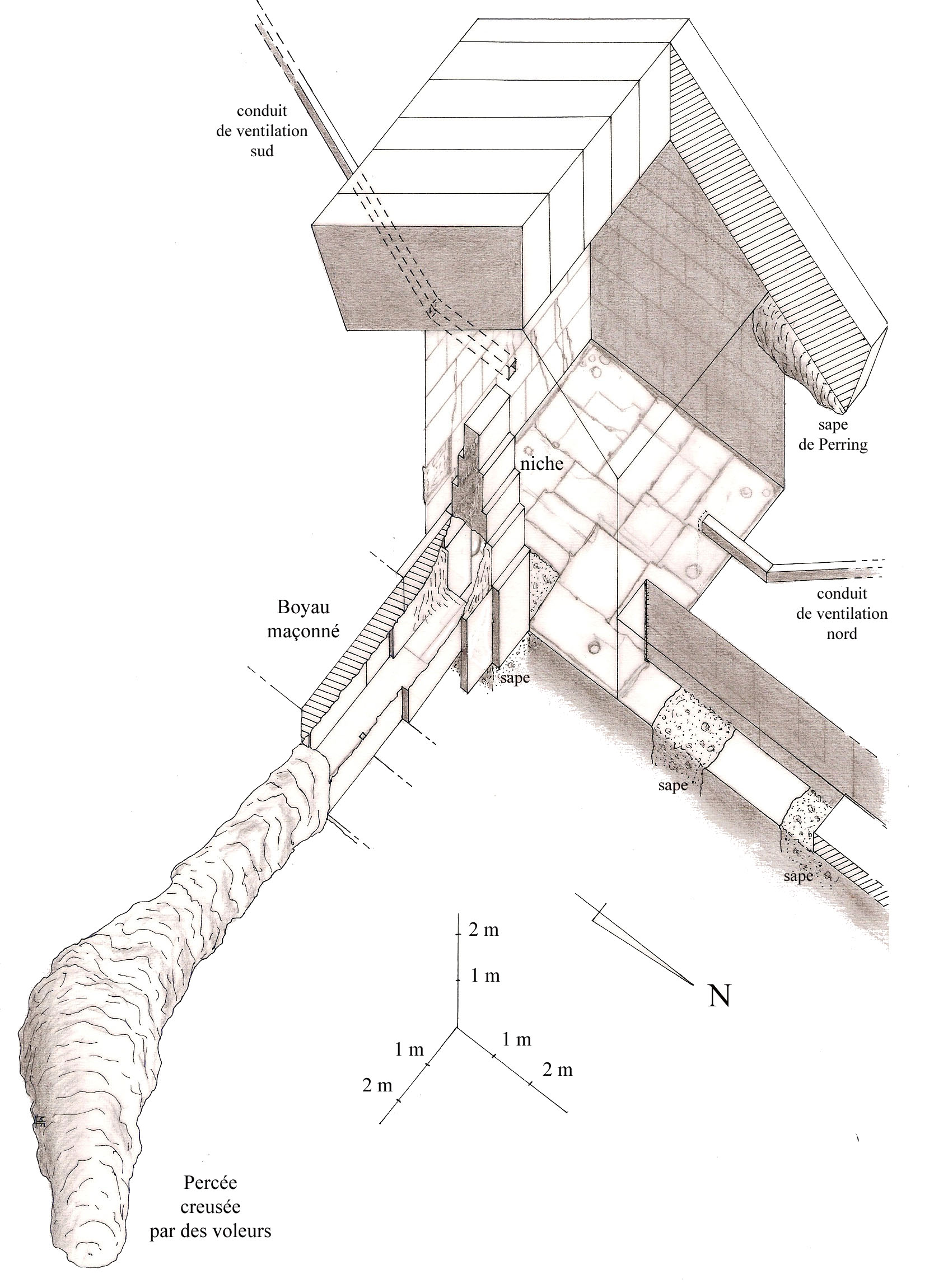
Assonometria della Camera della Regina
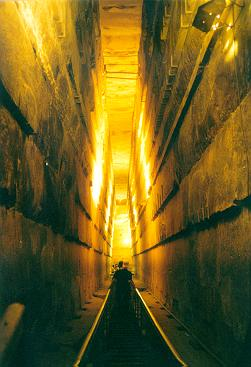
La Grande Galleria
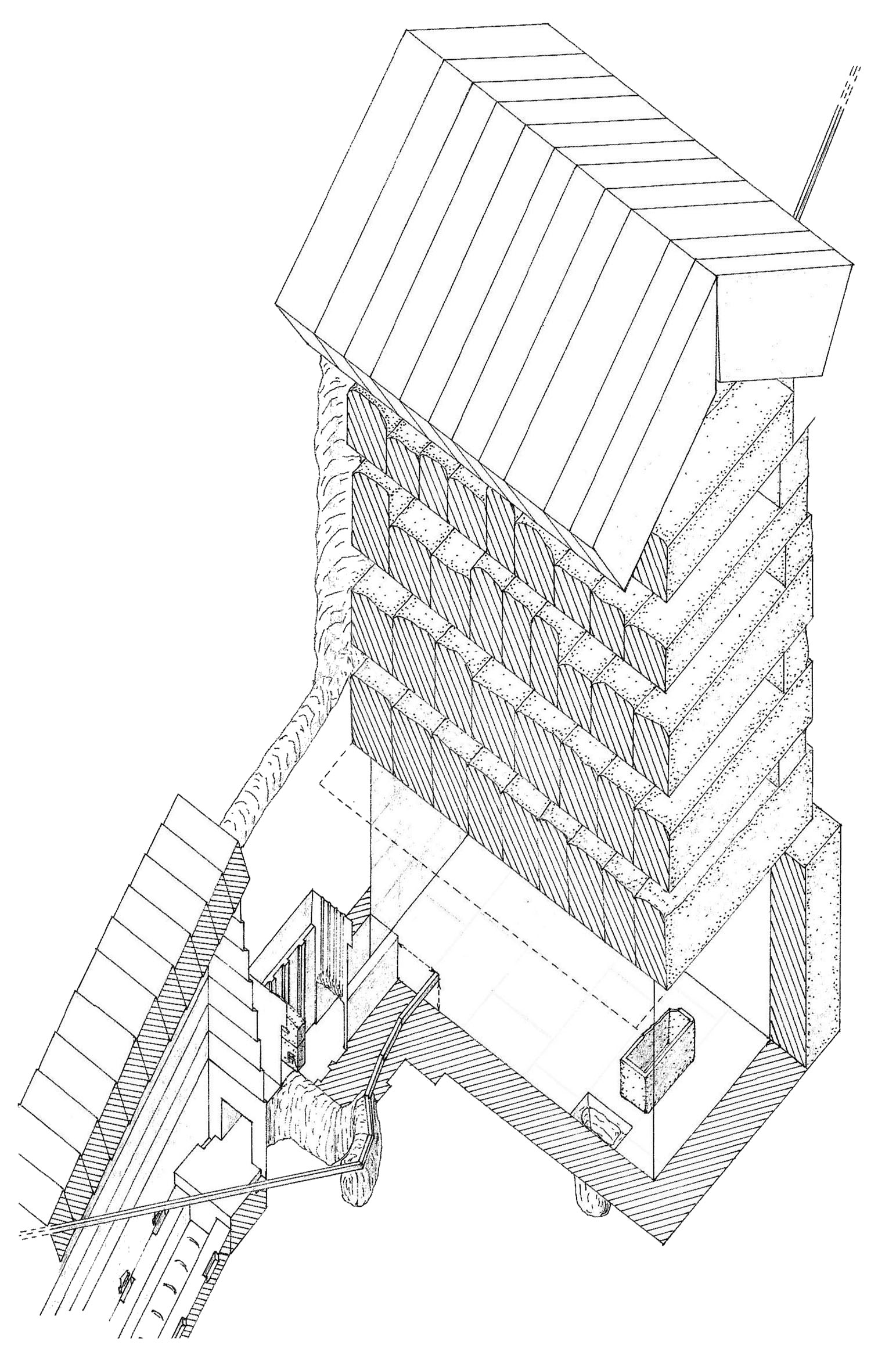
Assonometria della Camera del Re
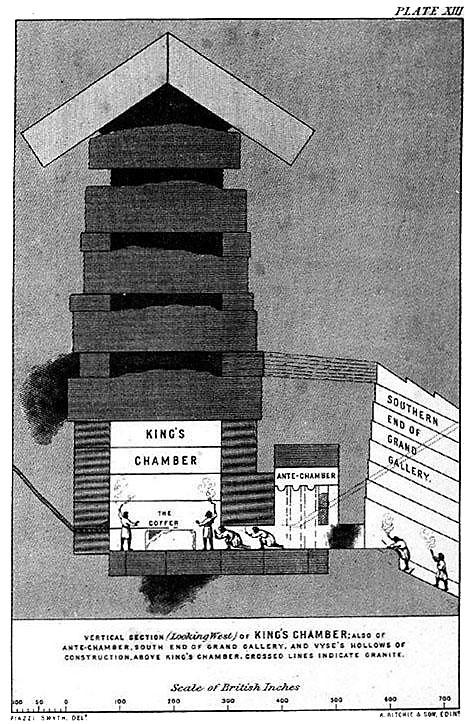
La Camera del Re e i vani di scarico in un disegno di Charles Piazzi Smyth del 1877

##### La piramide di Djedefra

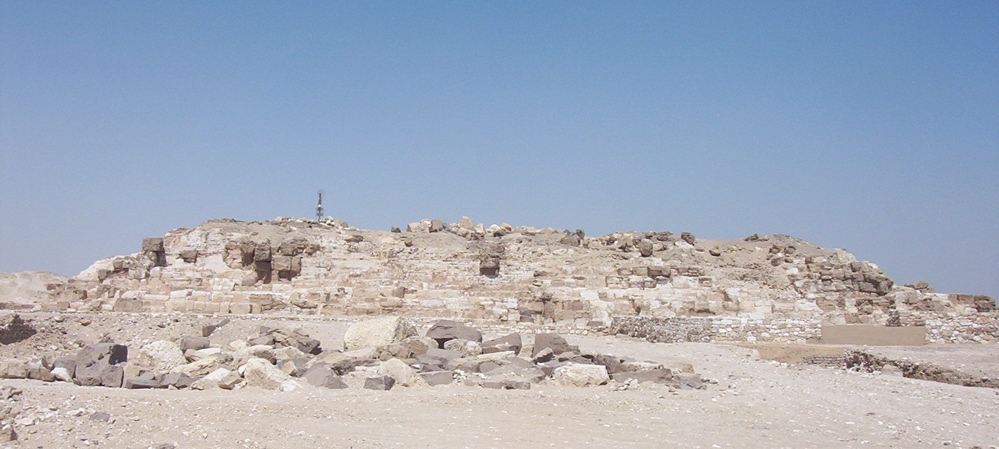
Quanto resta della piramide di Djedefra ad Abu Rawash

Djedefra/Kheper, figlio di Cheope e di una regina minore, forse di origine libica successe al padre sposando la sorellastra Hetepheres II verosimilmente per confermare il proprio diritto al trono; si ritiene, infatti, che erede al trono fosse Khawab, la cui mastaba si trova nei pressi della Piramide di Cheope, e che Djedefra sia stato, perciò, un usurpatore. Prova ne sarebbe, intanto, la scelta di Abu Rawash, a circa 8 km da Giza, per far erigere la propria piramide, nonché il rinvenimento di alcune iscrizioni e statue deliberatamente spezzate in una sorta di damnatio memoriae. La piramide di Djedefra è oggi ridotta a poche tracce che rendono scarsamente leggibile la struttura che, molto verosimilmente, era una piramide a gradoni. La morte del sovrano, tuttavia, non consentì di ultimare la tomba che, al momento della sospensione dei lavori, non doveva superare i 10–12 m di altezza e venne ulteriormente smantellata in ossequio alla damnatio memoriae sopra ventilata.
Le condizioni della piramide non consentono di ricavare misure esatte, Howard Vyse indicò un lato di base di 97,28 m, mentre Lepsius ne indicò 95 e oggi si ritiene più plausibile un lato compreso tra i 104,60 e i 106,20 m; non è possibile stabilire quale ne fosse, o quale dovesse esserne, l'altezza e l'inclinazione che doveva, tuttavia essere alquanto ripida. Anche sotto il profilo architettonico Djedefra tenta una rottura con le nuove tendenze facendo nuovamente scavare l'appartamento funerario nel sottosuolo, e non nel massiccio, con un corridoio d'acceso lungo 49 m e una pendenza di 22°35'; i resti di una piccola piramide satellite, del tempio funerario e di una fossa per barca sacra, vennero rinvenuti da Lepsius nell'area che, in assonanza con quelli che erano i complessi della III dinastia, era ricompresa all'interno di un muro di cinta.
Nel 1901 Chassinat rinvenne quelli che dovevano essere i resti del Tempio a Valle (di cui oggi non si ha alcuna traccia); da questo si dipartiva quella che, nonostante i pochi resti, è stata definita la più bella Via Processionale tra quelle conosciute: doveva essere lunga tra 1.500 e 1.700 m, era costruita su una massicciata di blocchi di calcare, per mantenerla in piano e superare i dislivelli che, in alcuni punti, raggiungevano i 12,20 m di altezza; il piano di calpestio era ampio 9 m e, complessivamente, compresi i muri fiancheggianti "a scarpa" doveva essere larga oltre 15 m.

##### La piramide di Chefren

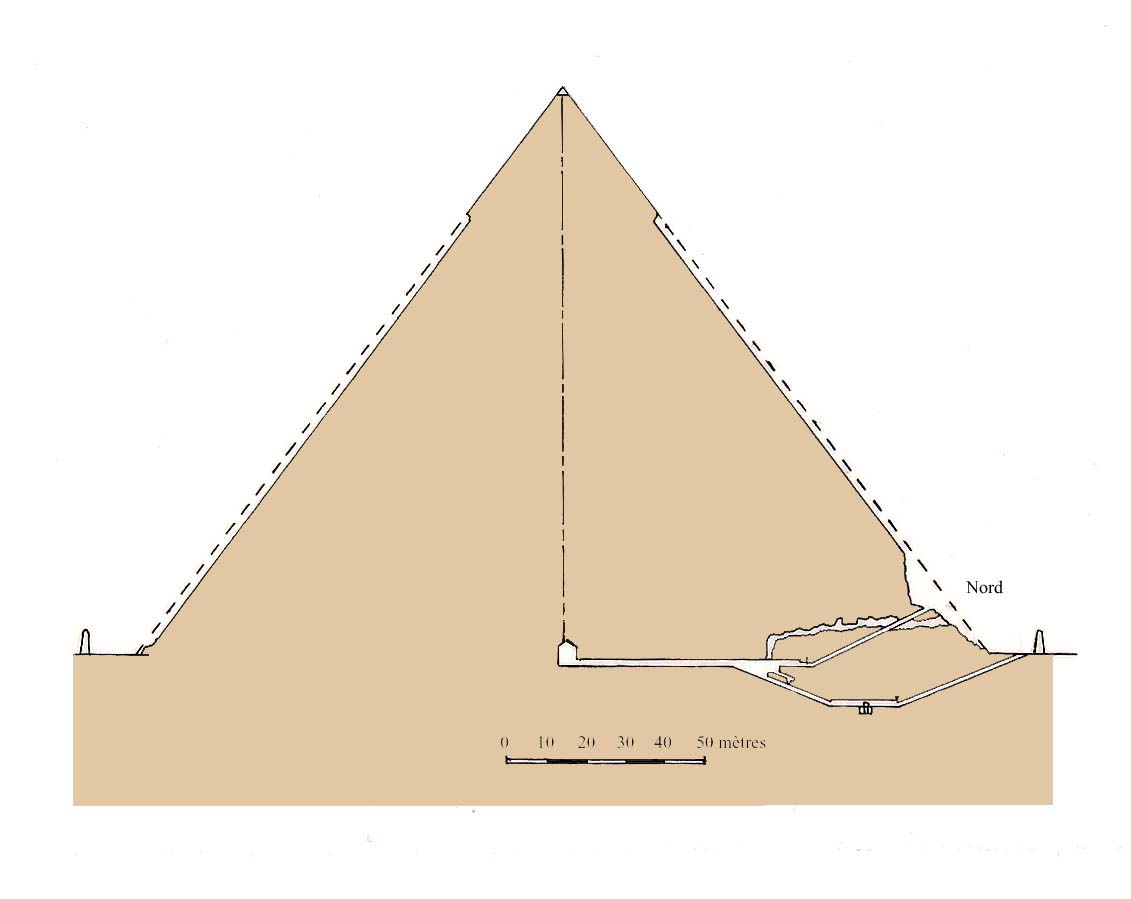
Sezione schematica della piramide di Chefren

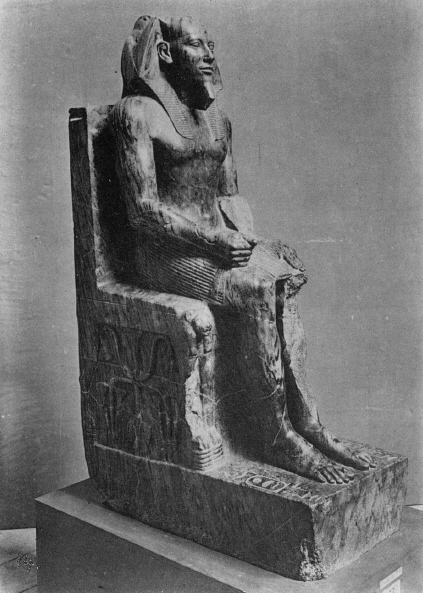
la statua di Chefren rinvenuta da Mariette nel 1860 nel vestibolo del Tempio a Valle

Successore di Djedefra fu Chefren che, verosimilmente, salì al trono dopo aver fatto uccidere il predecessore, di probabili origini libiche, per riportare la dinastia nella linea egizia. Figlio, o forse fratello, di Cheope, regnò, secondo Manetone, 66 anni; Erodoto gli assegna 56 anni di regno, ma è plausibile un periodo compreso tra i 25 e i 29 anni. A riprova del contrasto con il suo predecessore, che aveva spostato la necropoli reale ad Abu Rawash, Chefren ritorna all'altipiano di Giza ove fa costruire il suo complesso funerario nelle immediate vicinanze di quello di Cheope. La sua piramide ha un lato di base pari a 215,16 m, un'inclinazione di 52°20' e raggiungeva, originariamente, l'altezza di 143,50 m. La piramide, che presenta ancora in sito, nel quarto superiore (per circa 45 m), parte del rivestimento in calcare bianco, presenta la sommità leggermente contorta, poiché le quattro pietre angolari non vennero esattamente posizionate; il rivestimento inferiore doveva essere in granito e già in epoca egizia il monumento venne sfruttato come cava di pietre, come testimoniato da alcuni graffiti all'interno, di May, "Capo dei lavori di Sua Maestà", che durante il regno di Ramses II asportò blocchi per erigere edifici pubblici di Menfi. La spoliazione continuò nei millenni anche se un viaggiatore francese del XVI secolo scriveva che il rivestimento inferiore era ancora in buone condizioni. Come nel caso della piramide di Cheope, anche qui manca il pyramidion.
Gli accessi alla piramide, scoperti da Giovanni Battista Belzoni sono due, entrambi sul lato nord: uno sulla facciata, a 12,90 m dal suolo, scende per 37 m, e, dopo una saracinesca in granito, diviene quindi orizzontale per 52 m e giunge nella camera sepolcrale che è scavata nella roccia dell'altipiano fino all'altezza del tetto che, costituito da lastre di granito poste a "V" capovolta, si trova perciò all'interno del massiccio della piramide.
Il secondo passaggio si apre invece nell'interspazio, 10,47 m, tra la piramide e il muro che la recingeva; più antico del precedente, venne chiuso con tappi di pietra e mascherato con lastre di calcare bianco della pavimentazione. È costituito da un corridoio discendente di 41 m, largo 1,05 e alto 1,20 m, che, dopo una saracinesca in granito, diviene orizzontale per 20 m e risale poi per altri 26 m fin quasi a raggiungere la superficie. Nel tratto orizzontale si apre una camera laterale di 10,46 m x 3,13 x 2,56 d'altezza (con soffitto a "V" rovesciata) forse prevista originariamente come camera sepolcrale o, come nel caso della Camera della Regina nella piramide di Cheope, serdab per la statua reale.
La camera sepolcrale, in cui campeggia la firma di Belzoni scritta con il nero fumo, è larga 14,17 m x 4,97 x 6,84; il sarcofago, ritrovato vuoto salvo alcune ossa che risultarono essere di animale (forse di toro), è incassato nel pavimento fino a livello del coperchio, scavato in un blocco di granito e misura 2,63 m x 1,07, con uno spessore variabile tra 0,21 e 0,25 m. Le 17 coppie di lastre di copertura a "V" capovolta sono spesse 2 m; la loro perfetta connessione non ha consentito di stabilire se vi siano vani superiori di scarico. Allo stato delle conoscenze attuali, l'intera mole della piramide di Chefren non presenta vani interni ed unico spazio ricavato nel massiccio è, perciò, la parte superiore della camera funeraria.
Il complesso funerario di Chefren è abbastanza ben conservato presentando uno dei pochi esempi di Tempio a Valle noto; la piramide era circondata da un muro in calcare bianco, costruito su fondazioni larghe 3,50 m, alto forse 8 m, a 10,47 m dalla base della piramide. L'interspazio era pavimentato con lastre di calcare bianco (che, nel caso dell'accesso scoperto da Belzoni, lo ricoprivano perfettamente), dello spessore di 0,30-0,45 m, che si incastravano in appositi incavi ricavati nella roccia sottostante; il tutto era costruito in leggera pendenza per agevolare il deflusso delle acque.
Il Tempio a Valle, scavato nel 1909-1910 da Ludwig Borchardt e Georg Steindorff ha pianta quadrata di 44,80 m e le mura, a scarpa, erano alte 13,10 m; sulla facciata si aprivano due porte, alte 6 m e larghe 2,80; al centro, verosimilmente, una statua colossale di Chefren. Le due porte erano originariamente fiancheggiate da due sfingi, di cui non resta traccia se non nei basamenti di 8 m x 2, e davano accesso ad un corridoio trasversale, denominato "vestibolo", lungo 20 m e alto 9,40 il cui soffitto era costituito da lastre di granito lunghe 5 m ed il cui pavimento era in alabastro; in questo vestibolo, in un pozzo scavato nel pavimento, Auguste Mariette rinvenne, unitamente ad altre 8 non della medesima fattura, la statua del re in diorite nera oggi al Museo del Cairo. Dal centro del vestibolo un corridoio conduce ad una sala ipostila a forma di "T" capovolta, con pareti in granito rosso, in cui erano allineate (come desumibile dagli incavi nel pavimento) 23 statue di Chefren in alabastro, schisto, diorite che venivano illuminate dal basso grazie alla luce che penetrava da feritoie nelle pareti e veniva riflessa dal lucido pavimento in alabastro. Nella parte anteriore del Tempio un piano pavimentato largo circa 8 m è stato interpretato come una banchina, un imbarcadero. Su uno dei lati della sala a "T" si apriva una scala che portava sul tetto dell'edificio e, da questo, alla via processionale.
Questa si sviluppava con un percorso obliquo fino al Tempio Funerario e al recinto della piramide, superando un dislivello di circa 50 m; era lunga 494,60 m e delimitata, lateralmente, da mura a scarpa dello spessore, alla base, di 3,13 m. Il piano di calpestio della Via Processionale era largo 4,50 m e poggiava sulla roccia integrata, là ove vi fosse da correggere il livellamento, da blocchi di calcare grezzo; non si ritiene, dai reperti ancora visibili, che le pareti interne della Via Processionale fossero decorate e la luce veniva molto verosimilmente fornita da feritoie nella parte centrale del soffitto. Tutta la Via Processionale era fiancheggiata da due strade larghe da 4 a 5 m, ma solo la Via Processionale aveva accesso al Tempio Funerario.
Quest'ultimo, il meno leggibile degli elementi costitutivi del complesso funerario, aveva una facciata quasi uguale a quella del Tempio in Valle, circa 50 m, ma una profondità di quasi 112; anche in questo caso il pavimento era in alabastro, ma ne resta oggi una sola lastra. Cospicuo doveva essere il numero di statue del re presenti anche in questo tempio, ma mentre sono state trovate tracce e resti di statue di piccole dimensioni, così non è per quelle di dimensioni maggiori, forse 52 a grandezza naturale, e questo perché vennero asportate per ordine reale durante la XVIII dinastia o, successivamente, durante il lungo regno di Ramses II per essere riutilizzate in altre strutture. Attraverso un corridoio, che si apriva nella sala ipostila, si giungeva in una corte di 30 m x 18, con pavimento in alabastro, circondata da un deambulatorio in cui si aprivano cinque sale, prive di porta, larghe 2,78 m (tranne la mediana di 3,30 m) e profonde 10 m; nell'angolo ovest del deambulatorio si apriva l'unico accesso al recinto della piramide. Lo studio del Tempio Funerario di Chefren ha consentito di individuare un'ipotesi di ricostruzione planimetrica che è paradigmatica della struttura di analoghi edifici delle successive V e VI dinastia che si svilupperanno con:
- vestibolo d'ingresso;
- corte porticata a pilastri o colonne;
- vani per le statue;
- sala delle offerte;
- magazzini vari e vani di servizio;
- separazione marcata tra parte "pubblica" e parte "privata" in cui potevano, cioè, accedere solo i sacerdoti addetti al culto del defunto[125].

Sul lato sud della piramide venne eretta una piramide satellite, con lato di base di 20,90 m, la cui sovrastruttura è, oggi, completamente scomparsa.

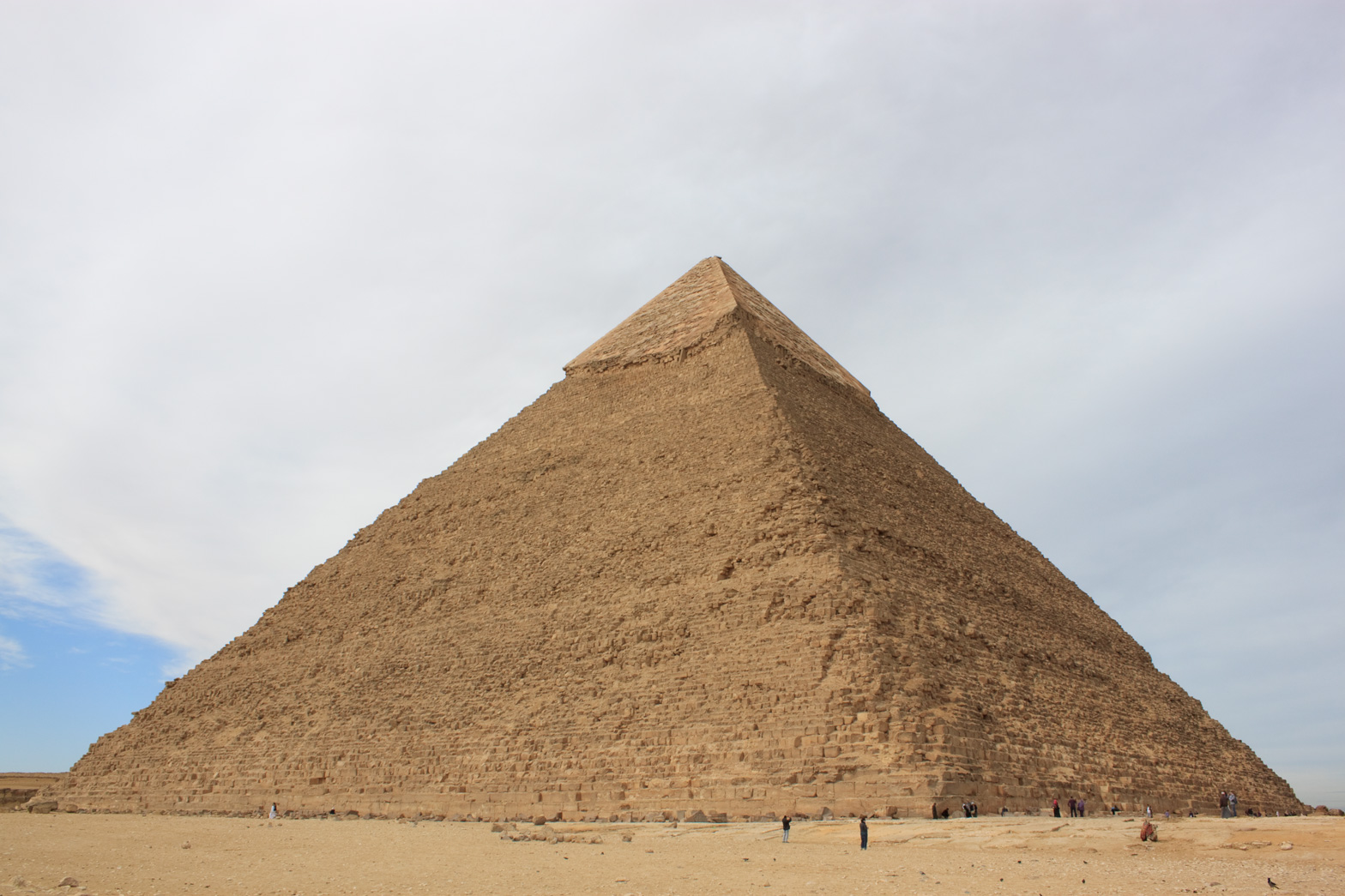
La piramide di Chefren
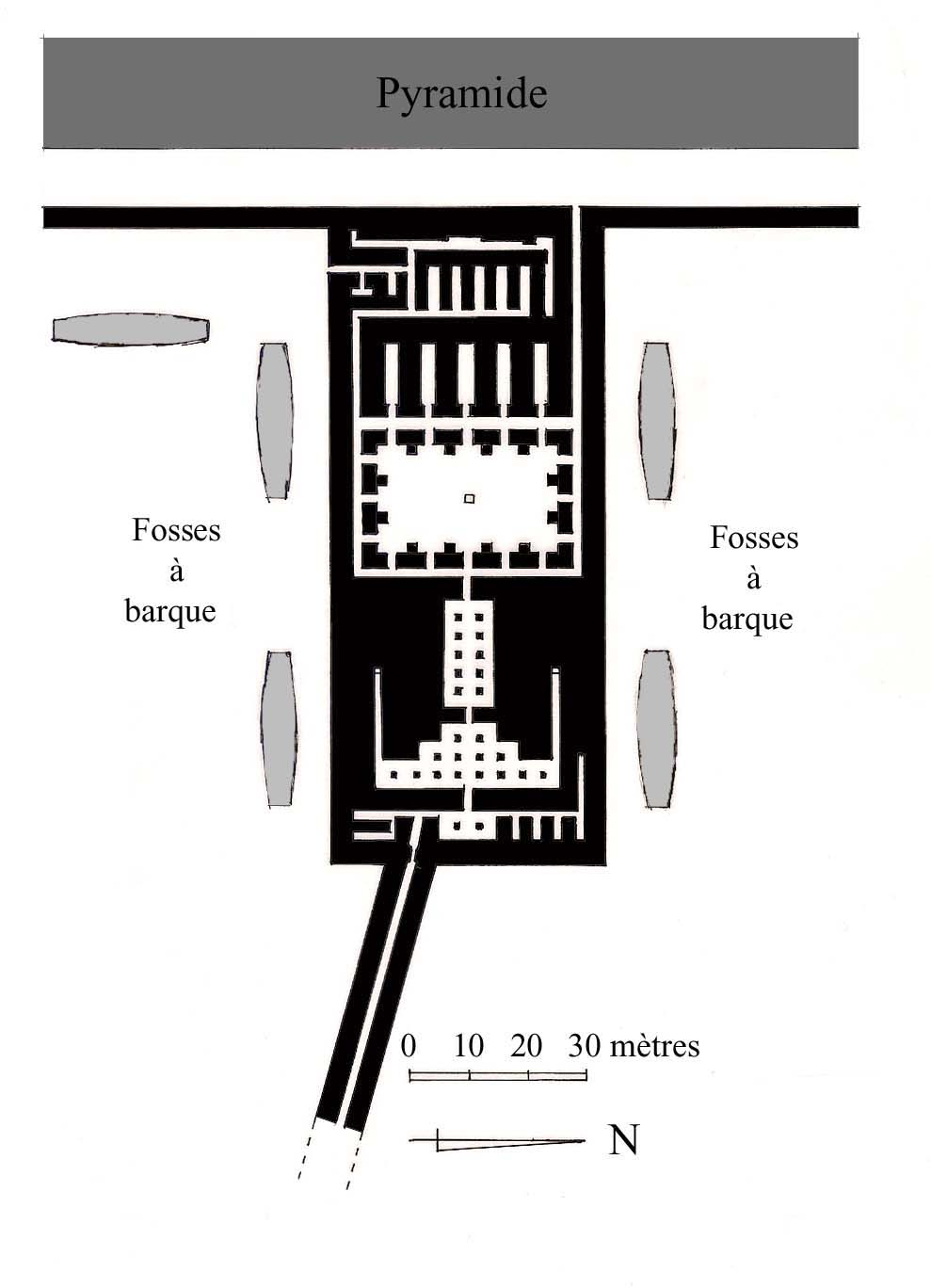
Planimetria del Tempio Funerario del complesso di Chefren
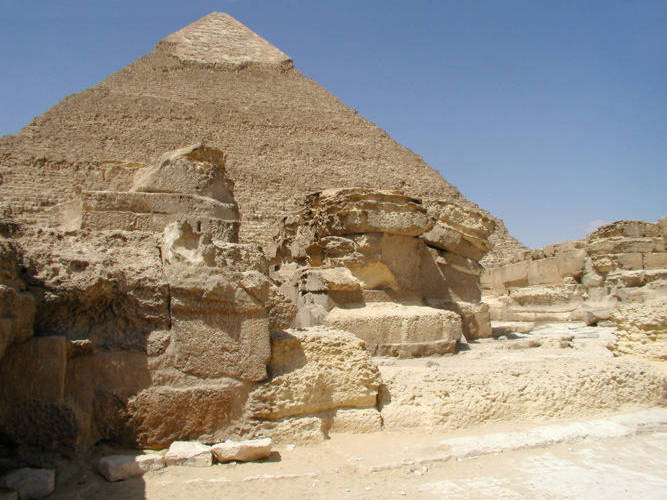
Resti del Tempio Funerario
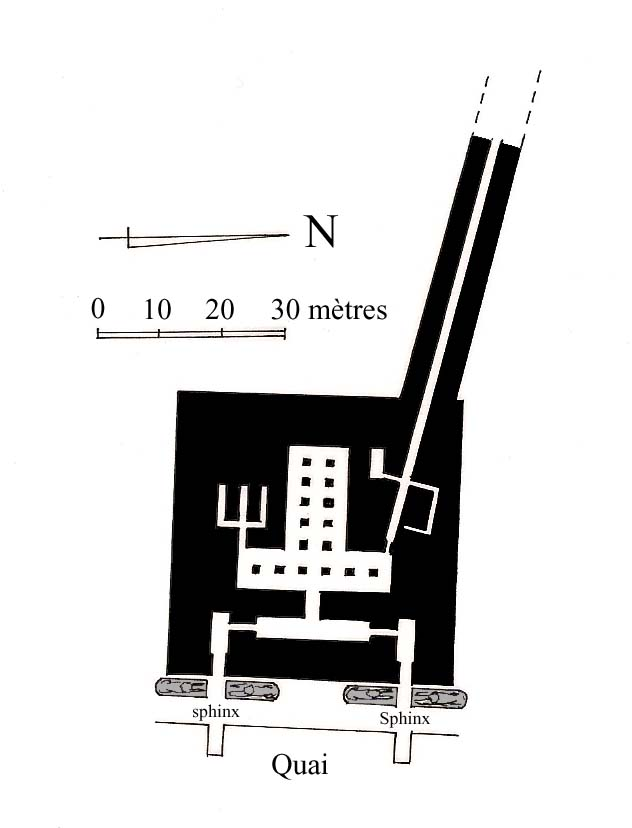
Planimetria del Tempio a Valle del complesso di Chefren
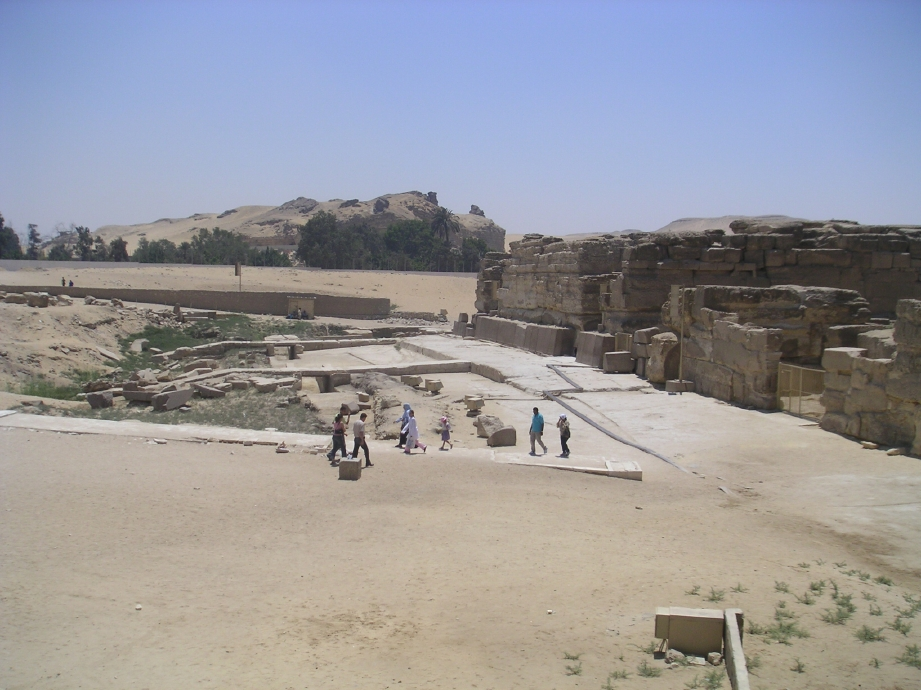
Tempio a Valle con tracce della banchina
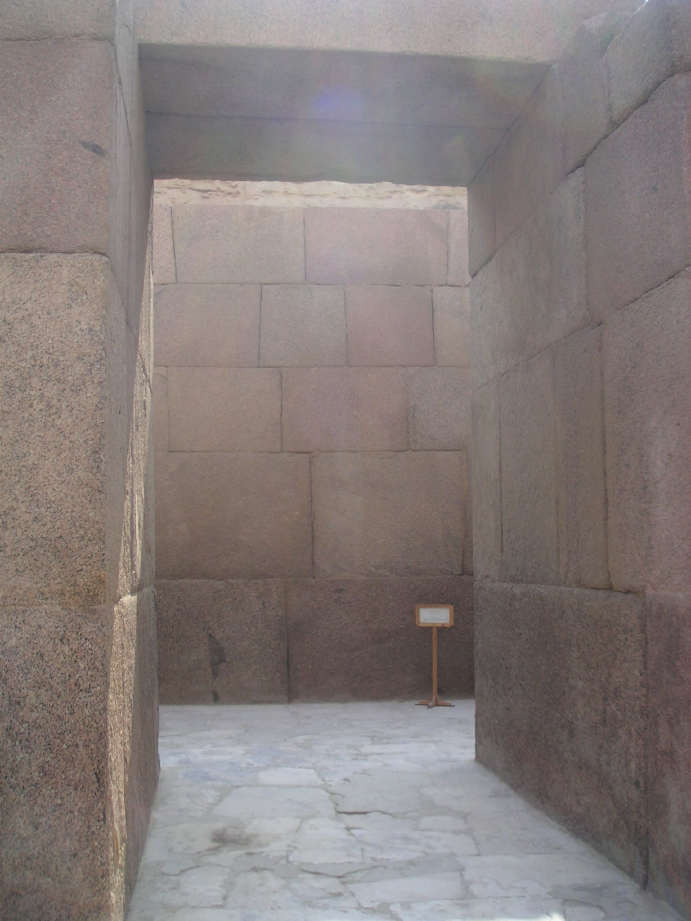
Tempio a Valle: rivestimento interno in granito di un corridoio
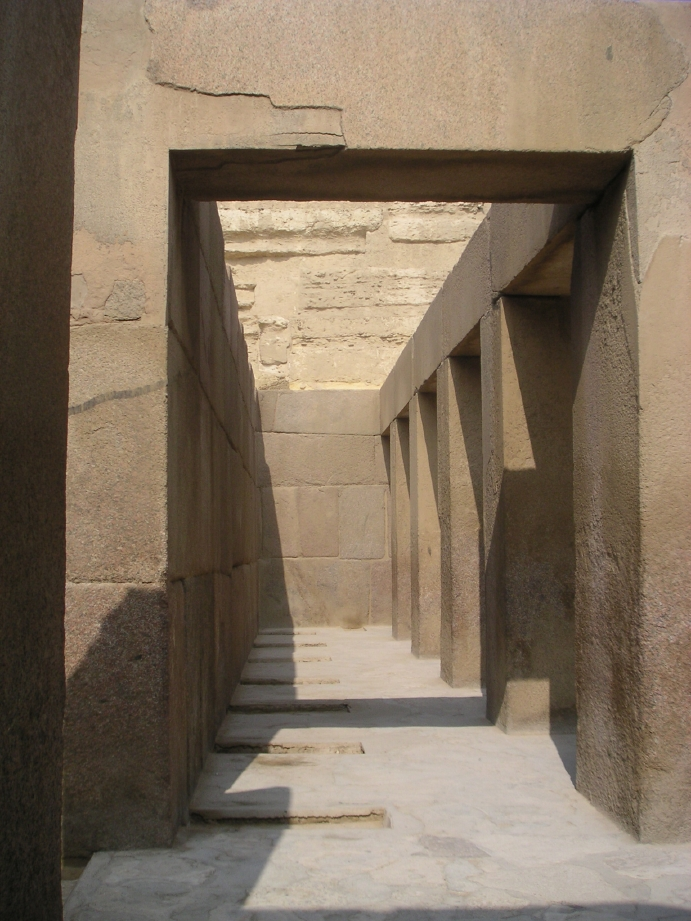
Tempio a Valle: corridoio laterale con incavi per le statue del re
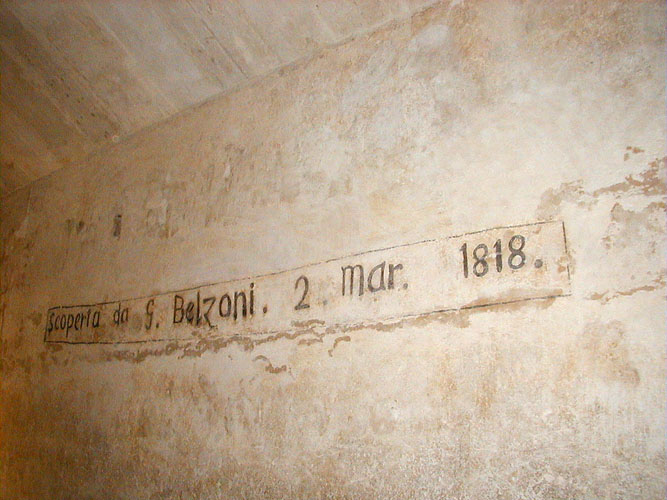
La "firma" di Belzoni nella camera funeraria
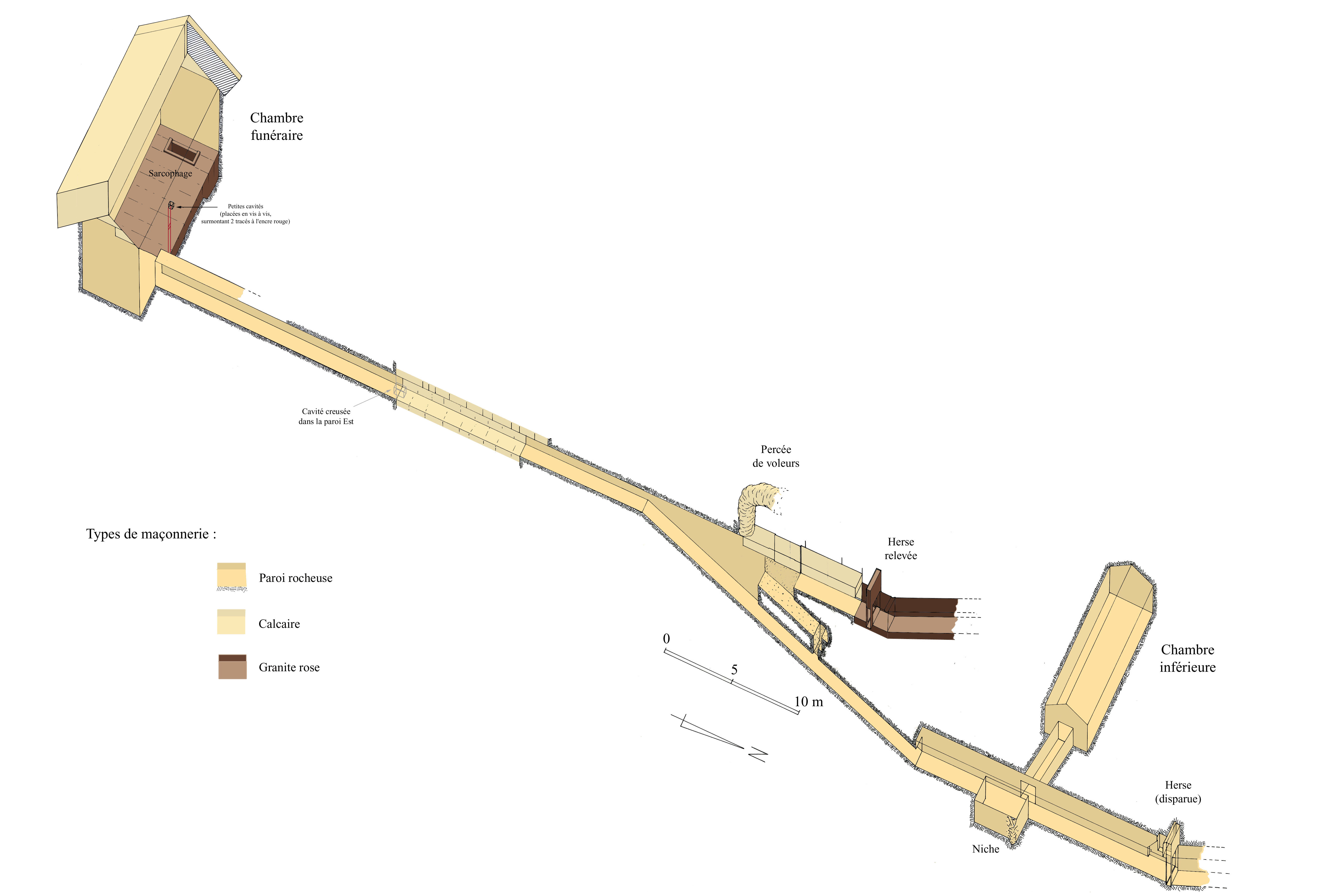
Assonometria dei locali interni della piramide di Chefren
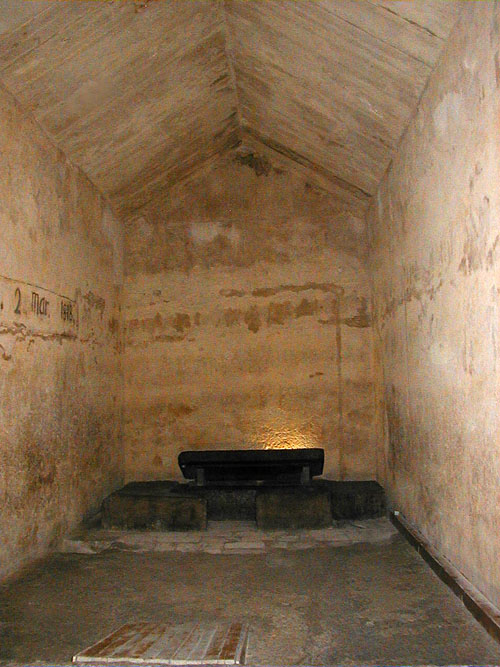
Camera funeraria della piramide di Chefren
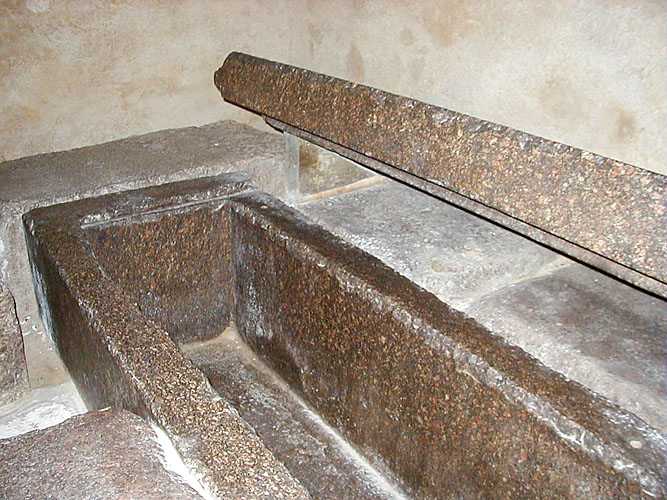
Il sarcofago in granito rosso
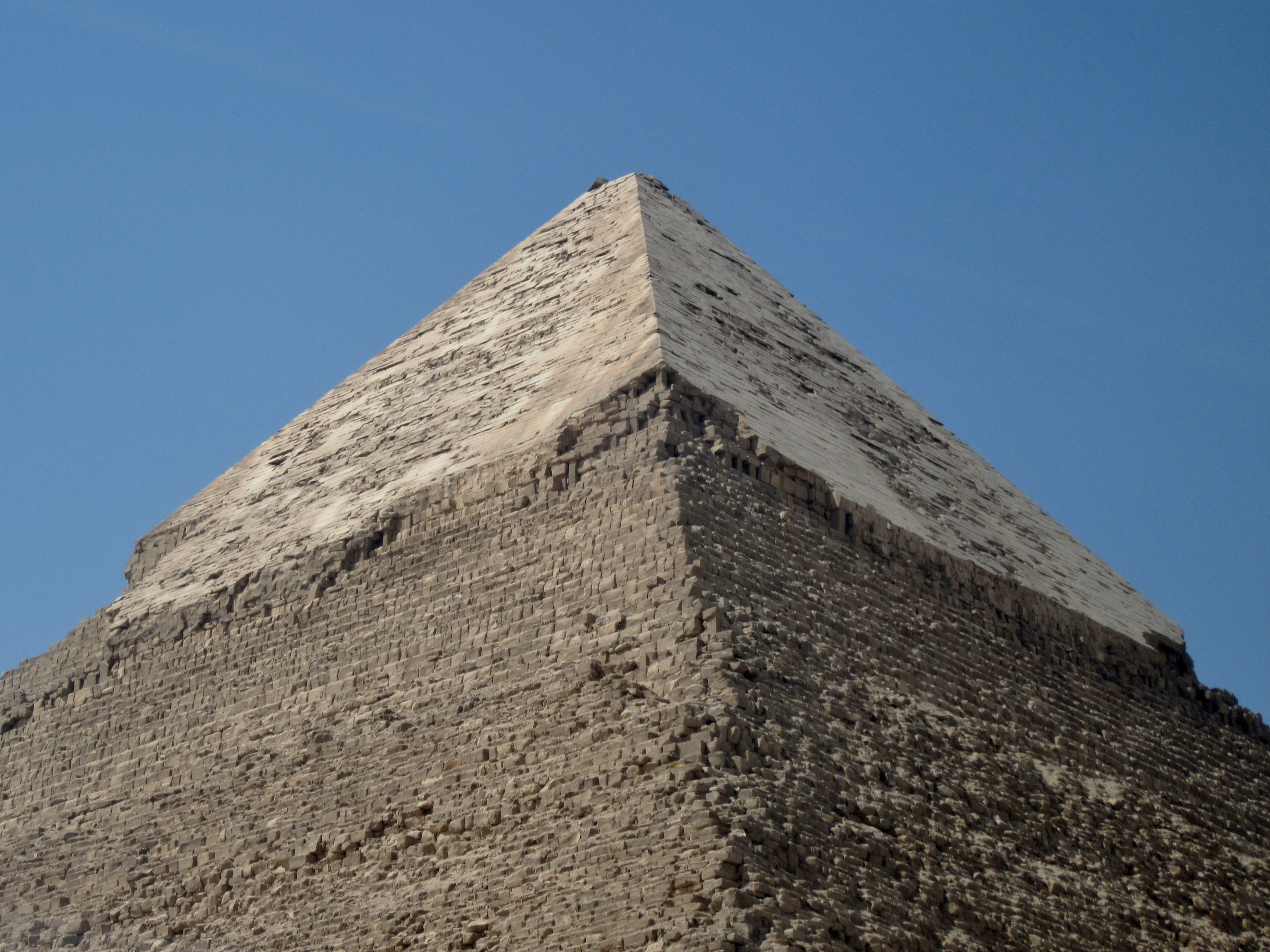
Particolare del rivestimento in calcare ancora in sito

##### La Sfinge

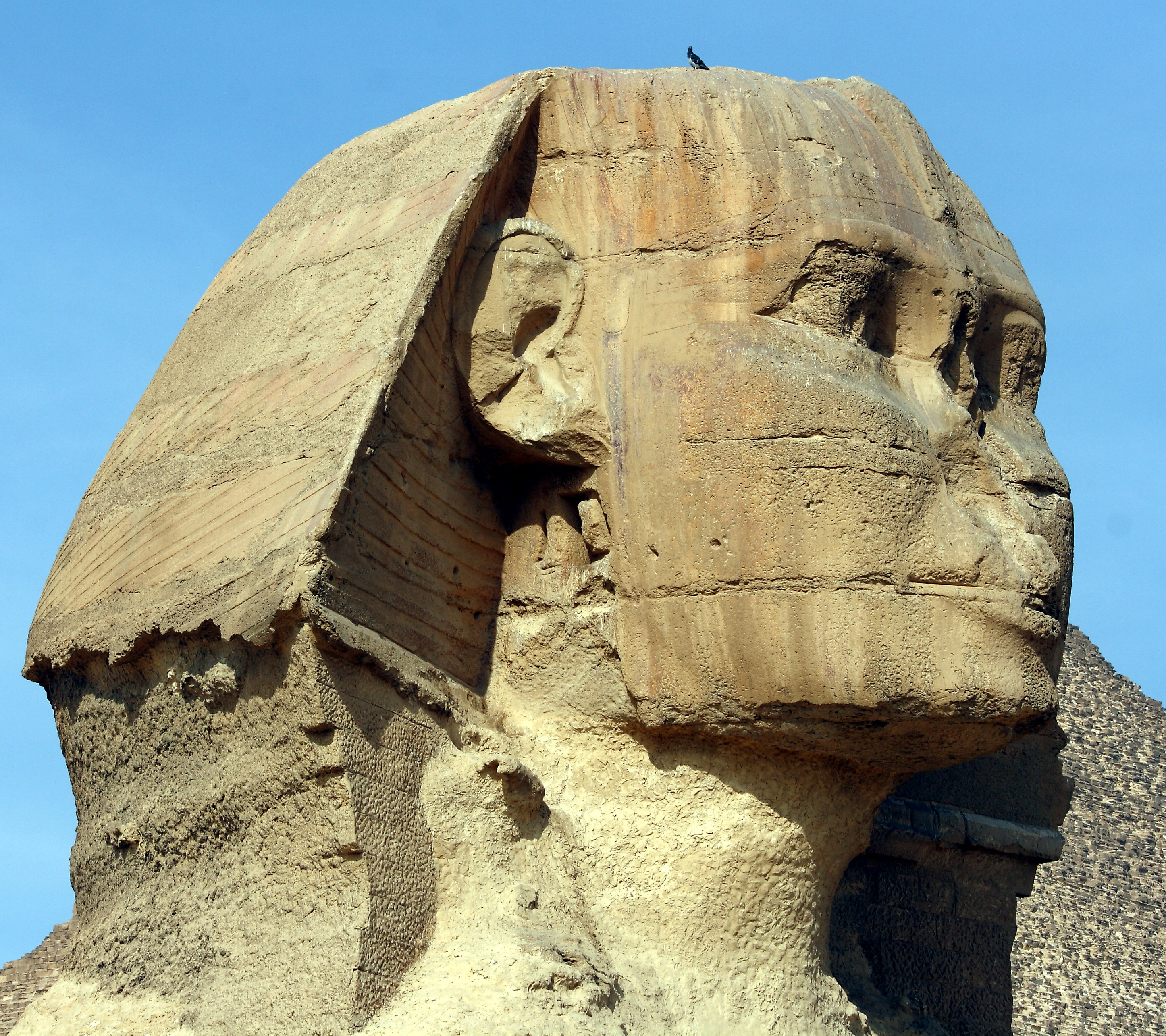
La Sfinge di Giza

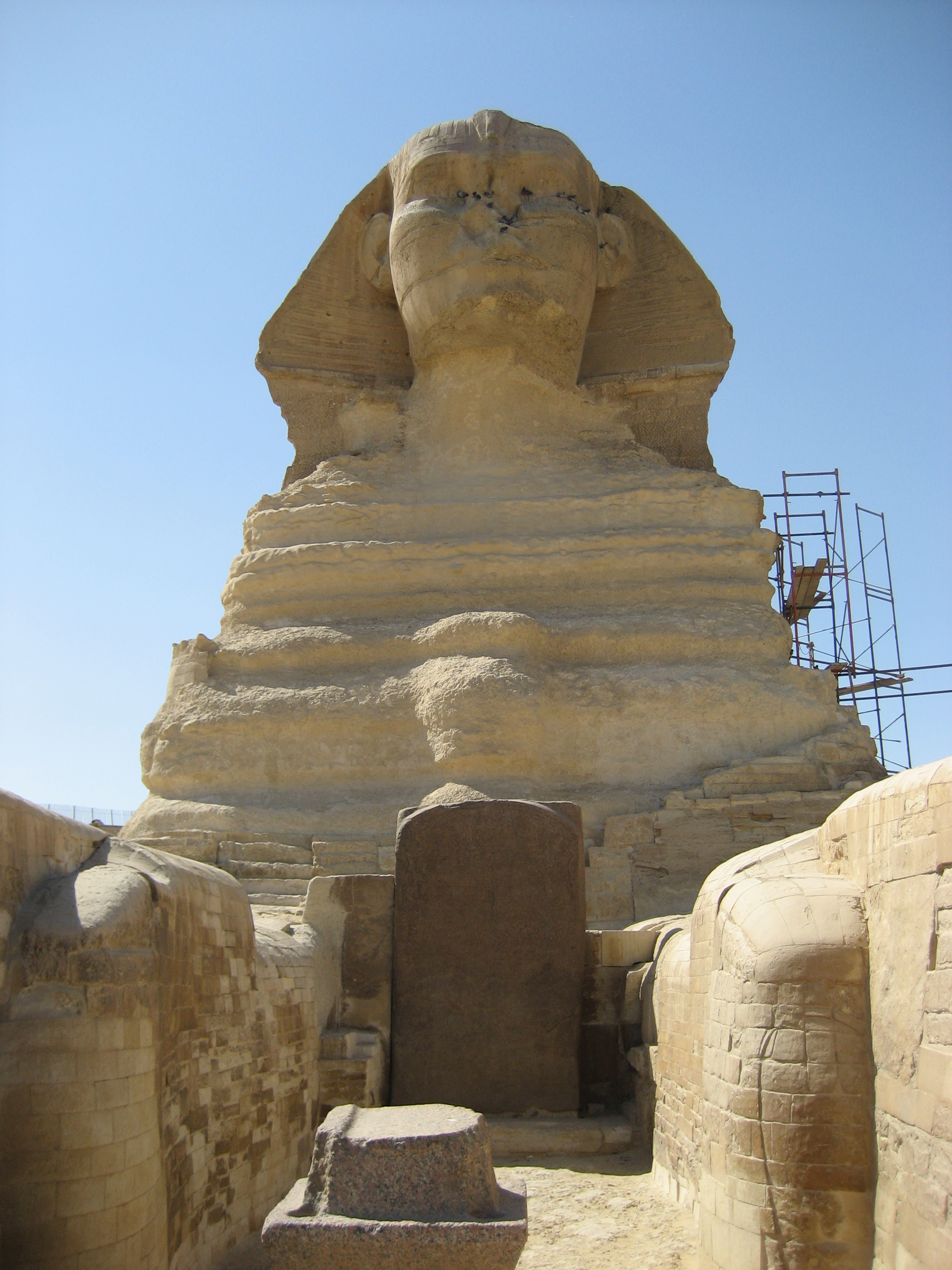
la Stele del sogno di Thutmosi IV

Benché non rientrante nell'argomento specifico di questa voce, non si può tralasciare un breve accenno all'enorme statua del re Chefren in forma di leone: la Sfinge che si erge nei pressi del Tempio a Valle. Si ritiene che durante i lavori di realizzazione della piramide di Cheope venne tralasciato di ricavare materiale, o di demolire, una collinetta di roccia di circa 80 m x 20 d'altezza che, opportunamente sgrossata, divenne il corpo di un leone accovacciato con le zampe distese mentre nella roccia venne scolpito il volto del sovrano. La scultura misura 57 m di lunghezza per 20 di altezza; il volto di Chefren, inquadrato dal copricapo nemes sulla cui fronte spiccava l'ureo, è largo 4,10 m, orecchie e naso sono lunghi 1,70 m e al mento era applicata una barba in blocchi di calcare, che fungeva anche da pilastro di sostegno per la testa.

##### La piramide di Micerino

Sezione schematica dell'interno della piramide di Micerino

Il Papiro di Torino presenta una lacuna dopo il nome di Chefren abbastanza ampia da poter contenere i nomi di altri due sovrani che potrebbero essere Djedefhor e Ba[u]fre o Bakha. A tali sovrani potrebbe essere assegnata una costruzione ormai ridotta a livello di vera e propria "Grande Fossa" (è questo il nome con cui è effettivamente conosciuta) a Zawyet el-Aryan che si ritiene fosse lo scavo per la realizzazione dell'appartamento funerario di una piramide in fase di costruzione poi abbandonata. Diverse interpretazioni filologiche hanno fornito difformi interpretazioni di un frammento recante il nome di un sovrano variamente interpretato come Aakha (Arthur Weigall), Neferkha (Alessandro Barsanti), Nebkha (Kurt Sethe), Makha (Flinders Petrie); tutti gli studiosi sono tuttavia concordi nell'interpretare la "Grande Fossa" di Zawyet el-Aryan come la probabile linea di congiunzione tra il regno di Chefren e quello del titolare della terza grande piramide: Micerino.
Secondo la Lista di Abido, il Papiro di Torino e le Tavole di Saqqara, Micerino regnò 18 anni, ma alcuni autori portano tale periodo a 28 basando il calcolo sui censimenti biennali. Scarse sono le notizie sul re Micerino il cui complesso funerario è di ridotte dimensioni. Il Tempio Funerario venne costruito in maniera frettolosa e approssimativa, forse per la morte prematura del re, ma la piramide venne progettata nelle dimensioni oggi visibili e, tuttavia, non rilevabili con precisione a causa di pesanti detriti che ricoprono la base che doveva essere di 105,50 m secondo Petrie, o 108 m secondo Lauer, per un'altezza complessiva di 66,40 m pyramidion, perso, compreso. Mentre la parte superiore era comunque rivestita di calcare bianco di Tura, le assise inferiori della piramide di Micerino (forse 16) erano di granito rosa di Aswan tanto che molti autori arabi concordano nel chiamarla Maulana, ovvero "la Dipinta". A dispetto delle sue ridotte dimensioni, tuttavia, Micerino ricorse a materiali pregiati, come il granito di Aswan, difficili da estrarre e, data la grande distanza, da trasportare. Lo storico arabo Abd al-Latif al-Baghdadi riferisce che Al-Aziz al Malik Othman, figlio di Saladino, tentò di demolire la piramide nel 1196 e lo storico arabo Muhammad al-Idrisi riferisce che la piramide venne esplorata nel 1226 e trovata vuota di tesori. La stessa doveva, comunque, presentare il rivestimento ancora in sito agli inizi del XVII secolo poiché molte sono le testimonianze di viaggiatori europei che sono concordi nel fatto che non c'erano gradini per scalarla. Non così già nella seconda metà dello stesso secolo secondo le testimonianze di viaggiatori come John Greaves, o Balthasar de Monconys, o Benoît de Maillet. Il danno maggiore, la grande breccia verticale visibile sulla facciata nord della piramide di Micerino, si deve ai tentativi di Murad Bey di trovare l'ingresso per la ricerca di tesori nascosti. Tale breccia, tuttavia, ha consentito di studiare la struttura interna della costruzione; si è così appurato che, paradossalmente, pur essendo la più piccola delle piramidi dell'area di Giza, sono stati utilizzati, per costruirla, blocchi di misura maggiore. Il massiccio è costituito da blocchi in calcare ben squadrati, di altezza uniforme.
L'appartamento funerario è scavato interamente nel sottosuolo dell'altipiano, a circa 6 m di profondità; l'ingresso si trova sulla facciata nord della piramide, a 4,20 m dal suolo (all'altezza della 5ª assise), ed è seguito da un corridoio discendente, con un'inclinazione di 26°2', per circa 31 m, qui diviene orizzontale e dà accesso ad un "vestibolo" decorato, caso unico, con pareti a "facciata di palazzo" di 3.65 m x 3,04 x 2,13 in altezza. Dopo un sistema di saracinesche in granito il corridoio prosegue per 12,60 m e porta ad un'"anticamera" di 10,48 m x 3,84 x 4 d'altezza; da tale locale un corridoio discendente di 9 m, che diviene poi orizzontale, adduce alla camera funeraria di 6,50 m x 2,30 x 3,50 in altezza. In questo locale Vyse rinvenne un sarcofago in basalto, del peso di 3 t, decorato "a facciata di palazzo" che, portato alla luce, venne indirizzato al British Museum di Londra, ma si perse nell'affondamento della Beatrice, la nave che lo trasportava.
Mentre dalla parte orizzontale del corridoio che adduce alla camera funeraria si diparte un breve corridoio che dà accesso a una camera su cui si aprono sei nicchie, nell'"anticamera" si apre un corridoio ascendente (verosimilmente quello che doveva originariamente essere il corridoio di accesso) lungo circa 20 m, ma che non raggiunge l'esterno e si ferma, perciò, nel massiccio della piramide poco sopra il livello del suolo. Proprio nell'"anticamera", inoltre, Howard Vyse rinvenne, nel 1837, pezzi di un sarcofago in legno, che consentirono l'assegnazione della piramide al sovrano: "Il re dell'Alto e Basso Egitto, Menkhaura, che vive eternamente, partorito da Nut, erede di Geb, suo prediletto.".
A causa, verosimilmente, della prematura scomparsa del re alcune parti del complesso vennero ultimate con mattoni crudi, apparentemente in fretta, dal suo successore Shepseskaf. La sensazione che si ha, osservando il complesso di Micerino è che gli antichi costruttori, con un progetto forse iniziato già sotto Chefren, stessero tendendo a valorizzare maggiormente la parte templare a discapito della piramide vera e propria; durante la restante parte dell'Antico Regno, infatti, a una riduzione delle dimensioni e della qualità delle piramidi, corrisponde un maggior dimensionamento e una maggior cura nell'edificazione e realizzazione del Tempio Funerario e del Tempio a Valle.
Quest'ultimo, nel caso di Micerino, era verosimilmente stato solo iniziato come risulta dalle fondamenta in pietra in contrasto con le pareti in mattoni, rivestite di uno spesso strato di intonaco in gesso che si dovevano al successore Shepseskhaf che:"lo fece come monumento eterno per suo Padre, il Re dell'Alto e Basso Egitto Menkhaura". Di tale tempio, scoperto ed esplorato nel 1909-1910 da George Reisner, non resta traccia essendo oggi scomparso sotto le abitazioni di un villaggio; al suo interno Reisner rinvenne la statua del re Micerino presentato agli dei dalla sposa Khamerernebty II, nonché le triadi rappresentanti il re tra deificazioni di alcuni nomi dell'Egitto
Anche il tempio funerario venne iniziato sotto Micerino, in granito, e contiene il più grande e pesante blocco di cui si abbia notizia nella piana di Giza di circa 200 t, ma anche tale costruzione venne poi successivamente completata dal suo successore Shepseskhaf in mattoni crudi intonacati di bianco; analogamente in mattoni crudi, poggianti su blocchi di calcare, venne realizzata la Via Cerimoniale, lunga 608 m, di cui restano scarse tracce e che è stata solo parzialmente scavata.
Il complesso di Micerino comprende, a sud, tre piramidi "della regina" di cui una, probabilmente destinata alla regina Khamerernebty II, in forma geometrica, con lato di base di 44 m e altezza pari a 28,40 m, verosimilmente con rivestimento in granito. Le altre due sono esempi di piramidi a gradoni con base di 31,15 m e altezza di 25,40; non è dato di sapere se fossero "perfette" o se avessero un rivestimento in pietra pregiata.

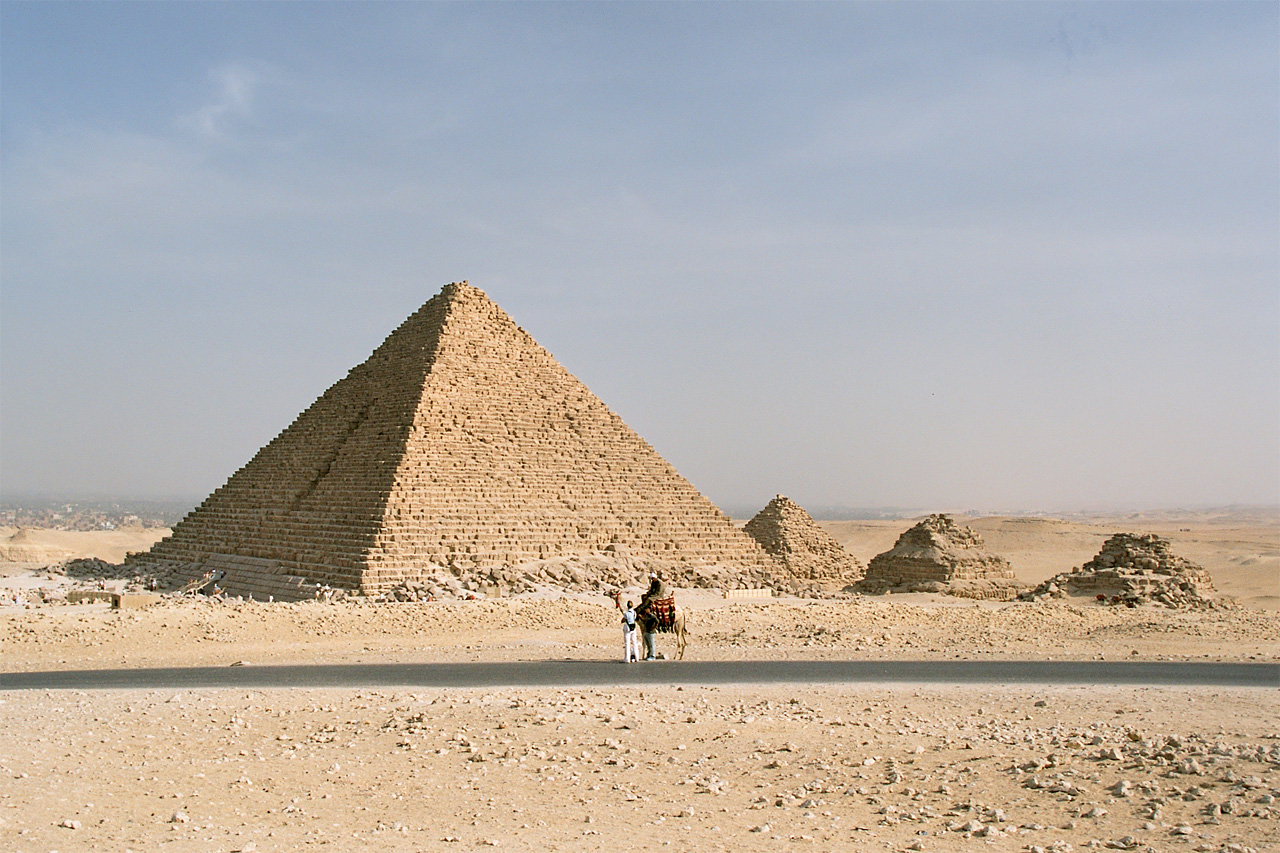
La piramide di Micerino
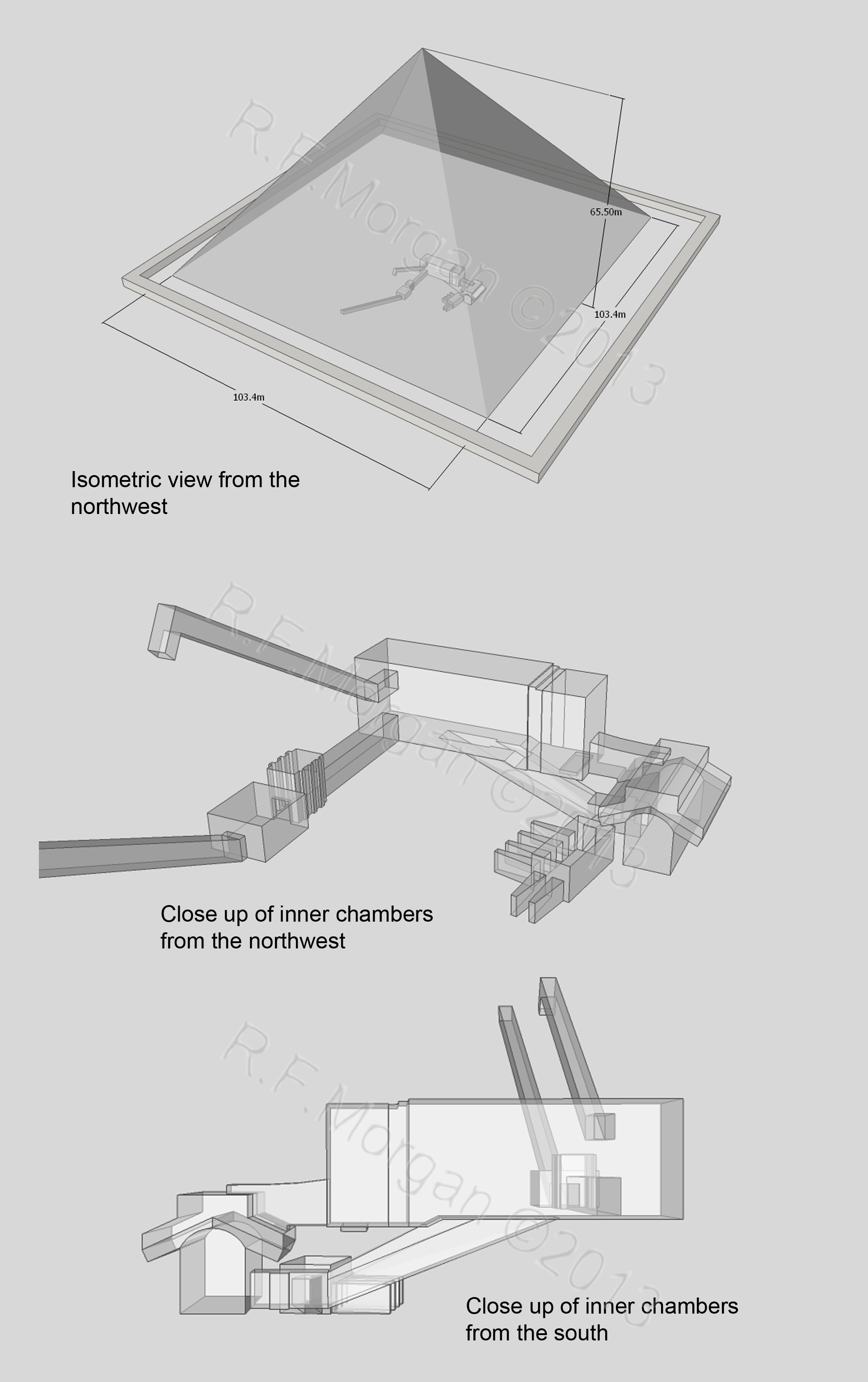
Assonometria della piramide di Micerino ricavate da modello 3D
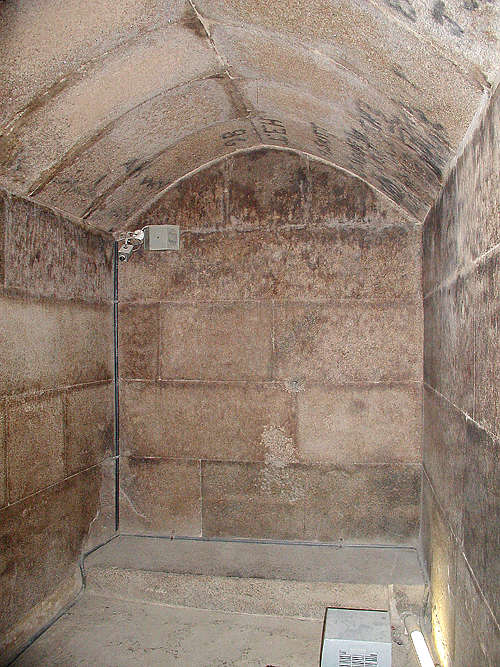
La camera funeraria
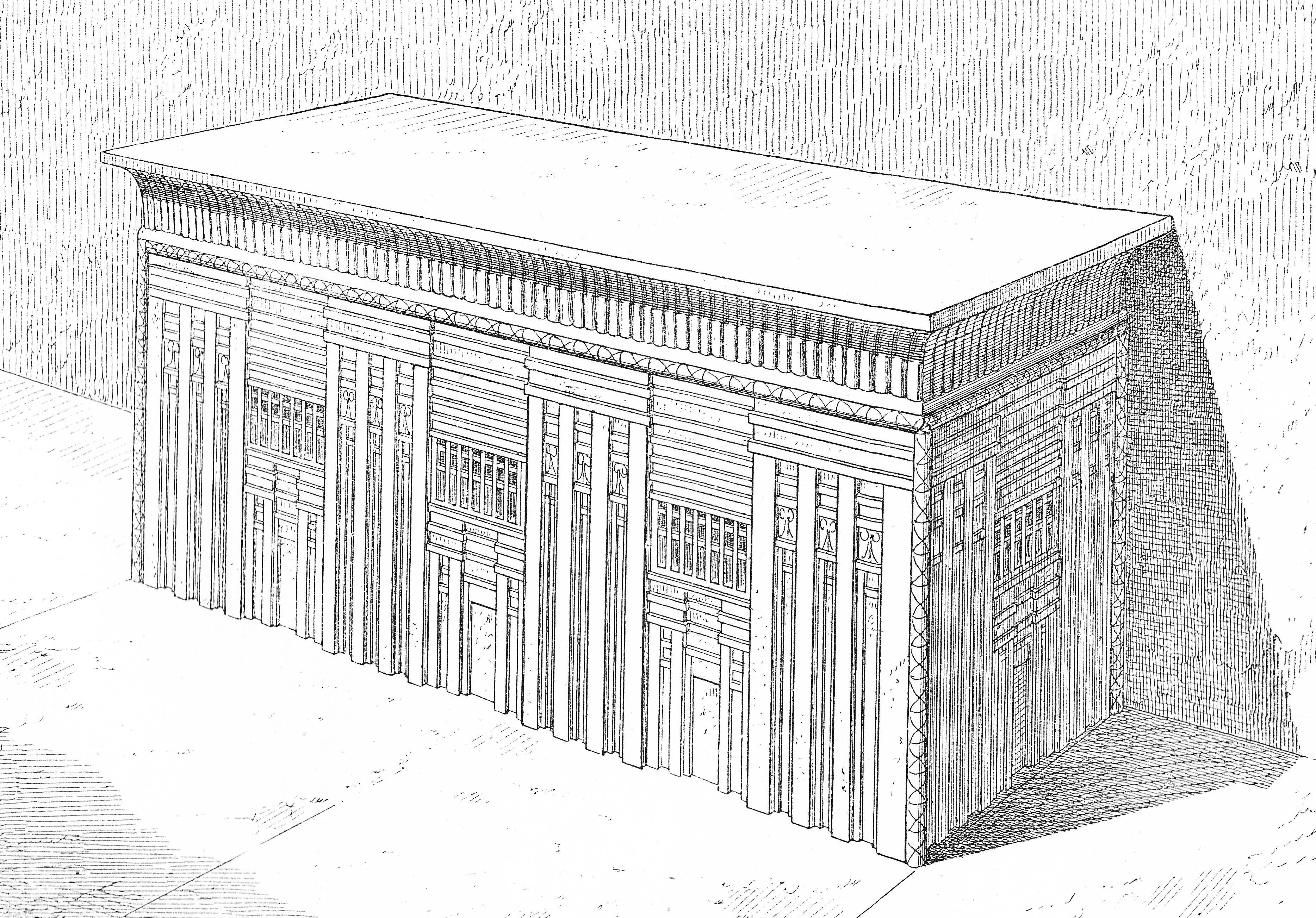
Il sarcofago di Micerino scomparso in un naufragio mentre veniva trasferito in Inghilterra
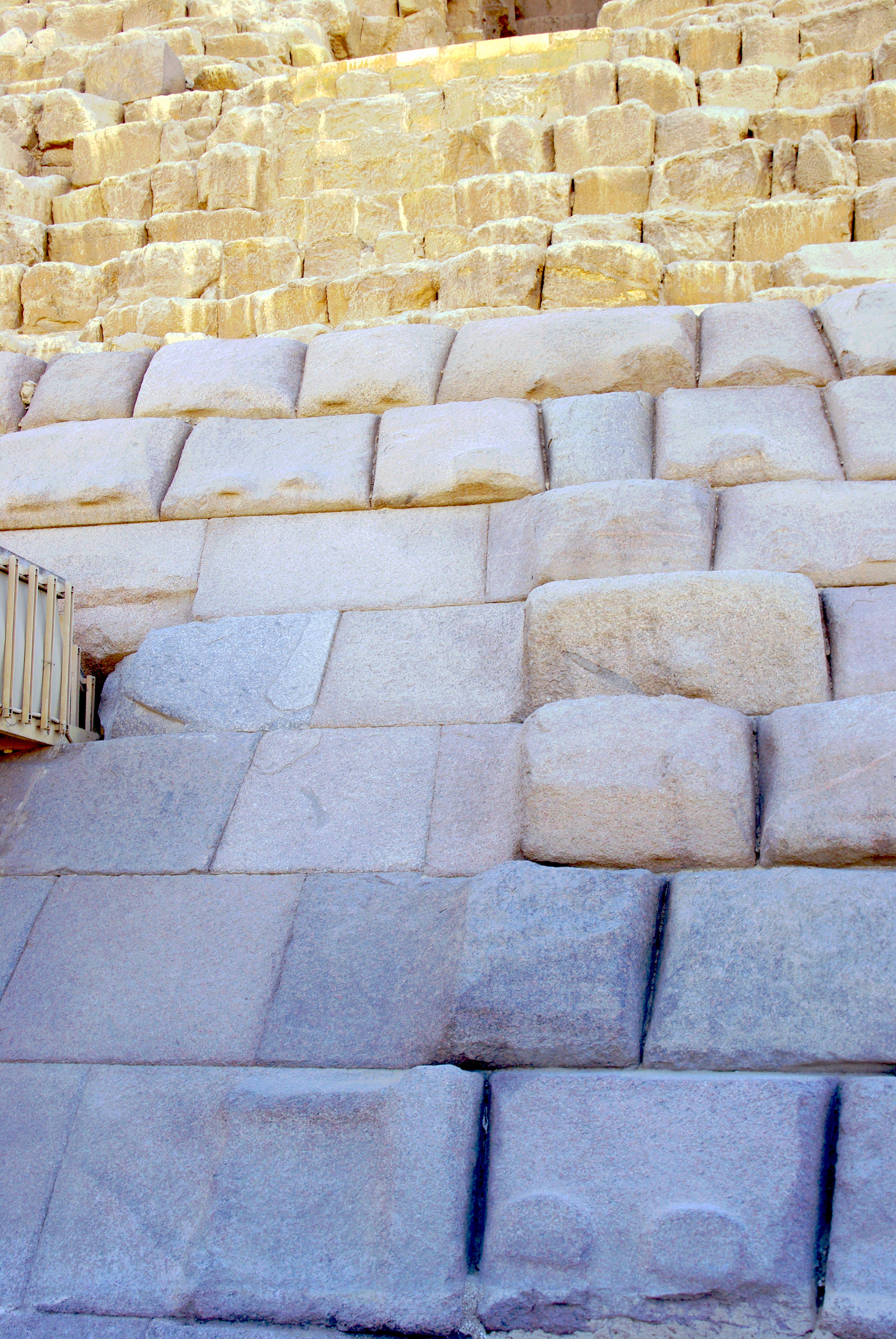
Il rivestimento in granito, non rifinito, della piramide di Micerino
Pianta del Tempio Funerario di Micerino
Il Tempio in Valle di Micerino da un modello 3D
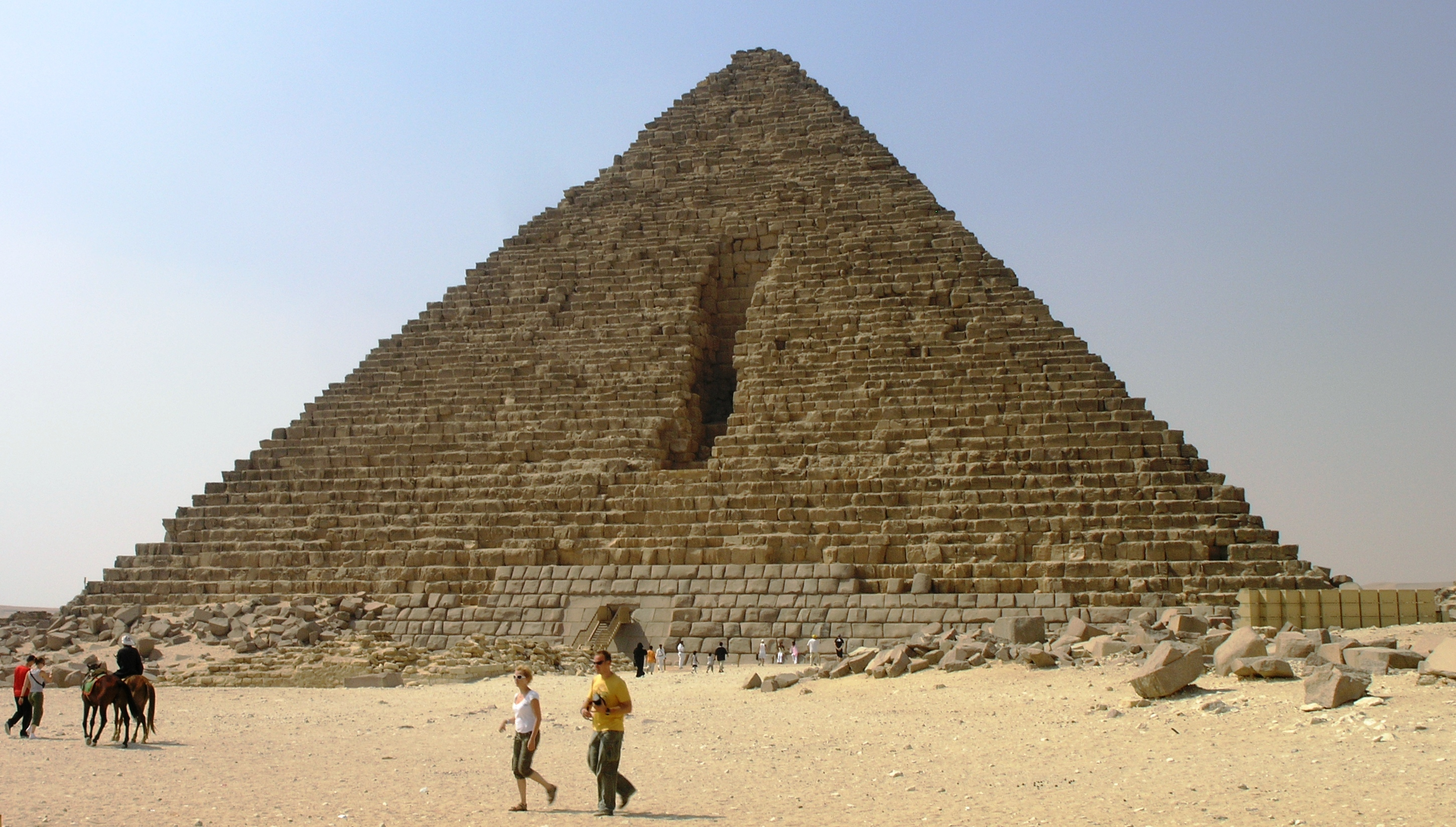
I danni alla piramide di Micerino causati dai tentativi di accesso di Murad Bey
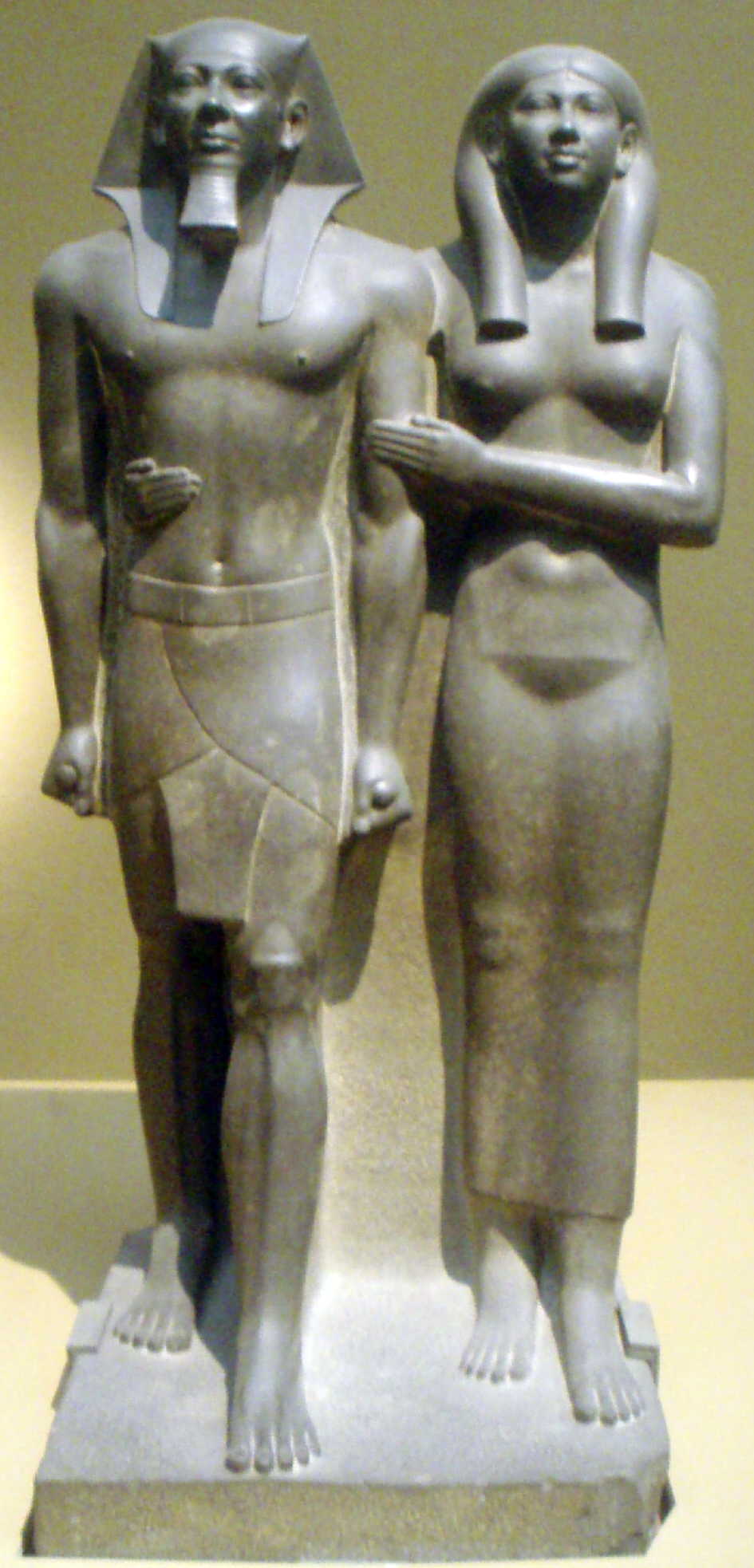
Micerino presentato agli dei dalla regina Khamerernebty II
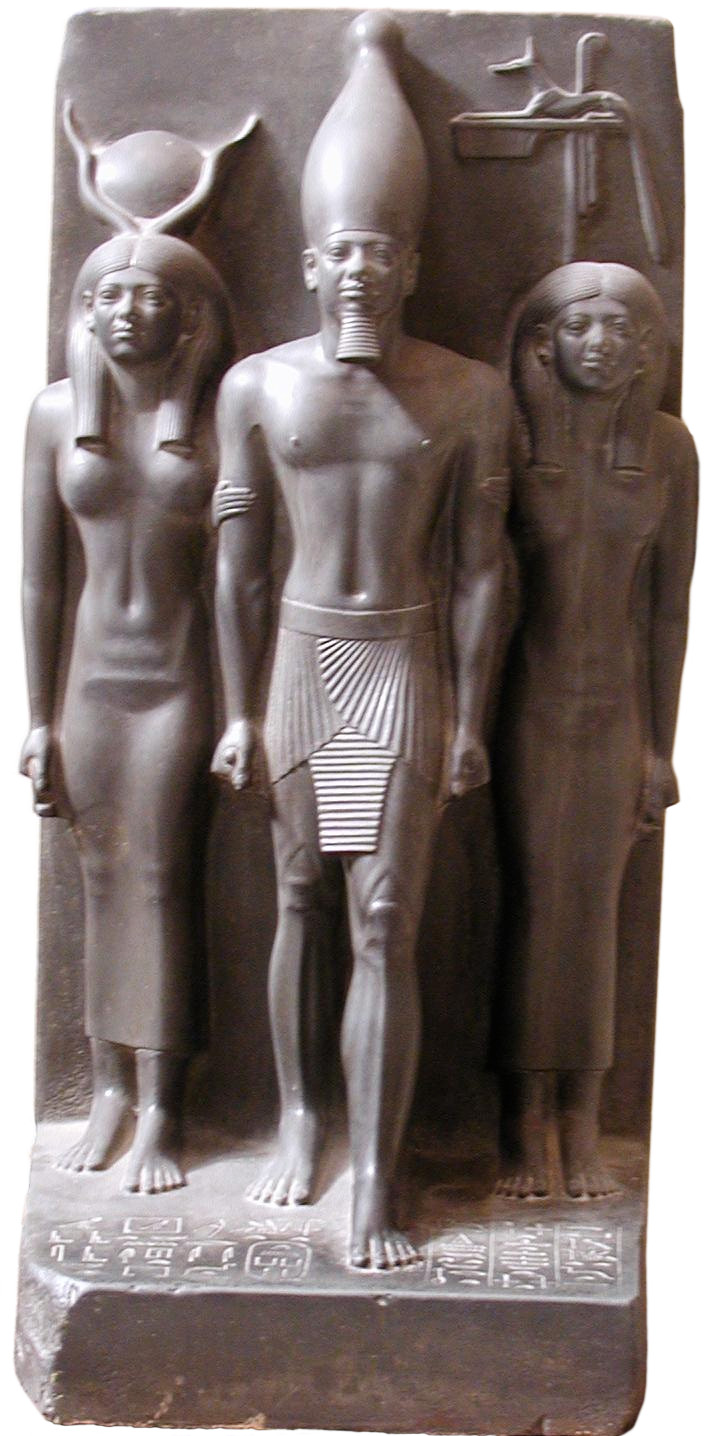
Una delle triadi rinvenute da Reisner nel Tempio a Valle di Micerino: il re tra le dee Hathor e Anput
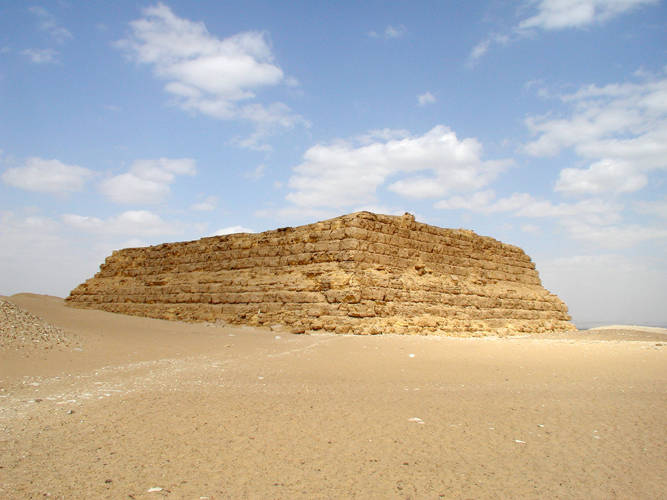
La Mastabat el-Fara'un di Shepseskhaf a Saqqara

Shepseskhaf, figlio di Micerino e di una regina minore, successe al padre; il suo regno durò, forse, solo 4 anni e, non si sa per quale motivo, forse a causa di morte prematura, interruppe la tradizione delle piramidi riservando per sé stesso una màstaba a Saqqara, oggi nota come Mastabat el-Fara'un, sia pure di enormi dimensioni, con pareti rivestite di calcare fino, eccetto il corso inferiore in granito rosso.
Dopo Shepseskhaf salì forse al trono l'ultimo re della IV dinastia, un sovrano di cui, tuttavia, non si ha notizia se non dalla lista manetoniana così come riportata da Sesto Africano ove risulta con il nome greco di Thampththis che si è ritenuto potesse essere la traslitterazione del nome egizio Djedefptah, ma non si ha alcuna traccia di un re di tal nome anche se il Papiro di Torino presenta, dopo il nome di Micerino, una lacuna che potrebbe contenere il nome di un altro re.

##### Saccheggi
Durante il primo periodo intermedio la necropoli venne sistematicamente depredata e si salvò la sola tomba della regina Hetepheres I, madre di Cheope, poiché completamente sotterranea e senza alcun elemento che ne segnalasse la presenza.
A tale periodo risalgono, inoltre, i primi prelievi di pietra dai rivestimenti delle piramidi e lo smantellamento dei templi per ricavarne pietre da costruzione; i prelievi proseguirono anche in periodi successivi e, segnatamente, durante il Medio Regno specie sotto le dinastie XI e XII. Per quanto riguarda la suppellettile funeraria, benché interamente depredate delle parti più preziose e delle ricchezze contenute, se ne ha contezza fino al VII-VI secolo a.C..

##### Oblio e riscoperta delle Piramidi di Giza

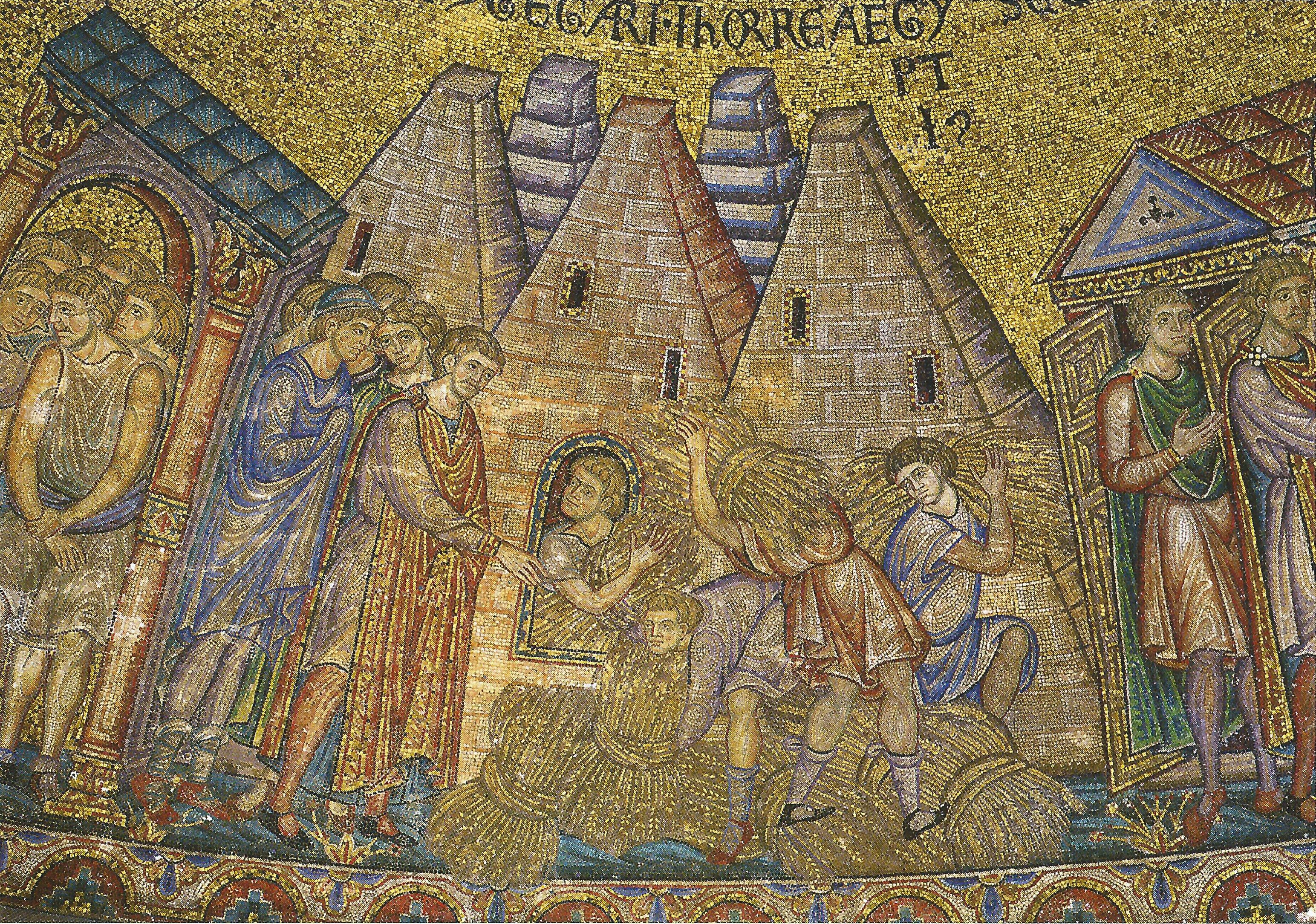
Particolare del mosaico che mostra Giuseppe (il Patriarca) e le piramidi, situato nella terza cupola nord del nartece della Basilica di San Marco di Venezia.

Nel Medioevo si perse la cognizione della vera natura delle piramidi di Giza, tanto si credeva fossero i "granai di Giuseppe". Come è narrato nella Genesi (41:47-8), Giuseppe, dopo essere stato venduto per gelosia dai fratelli, era diventato visir d'Egitto e vide in sogno che ci sarebbero stati sette anni di prosperità seguiti da sette anni di carestia; fece quindi costruire grandi granai per accumulare riserve, per superare il periodo di penuria di cibo. La tradizione identificò questi magazzini con le piramidi, sia a causa delle grandi dimensioni, sia per l'etimologia del nome "piramidi" fornita da Stefano di Bisanzio, che faceva derivare il termine dal greco "pyros", ossia "grano". Anche se nella Genesi non si trova alcun cenno a ciò, lo storico del VI secolo Gregorio di Tours diede credito a questa teoria, seguita anche dall'artista dei mosaici del transetto della Basilica di San Marco di Venezia, in una scena dedicata in cui il patriarca Giuseppe sovrintende alla raccolta del grano e sullo sfondo si vedono le piramidi per accoglierlo. I resoconti dei pellegrini confermavano la tradizione, come ad esempio quella del pellegrino anonimo di Piacenza, che afferma che i granai "sono ancora pieni".
Già alla fine dell'Età antica, comunque, la cognizione della reale natura delle piramidi si stava perdendo, come mostrano gli scritti di Egeria (IV - V sec.) e Giulio Onorio (V secolo), concordi nell'identificare le piramidi con i granai di Giuseppe.
Fu solo nel periodo dell'Umanesimo che Ciriaco d'Ancona, il padre dell'archeologia, riscoprì la vera natura di questi monumenti egizi. Egli fu il primo dopo l'Età antica a identificare correttamente le piramidi e a portare in Europa notizie su questi monumenti, che aveva ritrovato facendosi guidare dalle parole di Erodoto. Ciriaco parlò delle piramidi nei suoi Commentarii e testimoniò che esse erano l'unica meraviglia del mondo antico a essere sopravvissuta allo scorrere del tempo.

### V dinastia
Sebbene non si abbia notizia di una transizione traumatica, altrettanto scarse sono le notizie sul momento in cui avvenne il passaggio dai re della IV alla V dinastia che, con Sahura, reinserirono il teoforo Ra nel proprio nome e poi, con Neferirkara Kakai, assumeranno definitivamente il titolo "Sa-Ra", ovvero "figlio di Ra", tra i cinque nomi regali.
Sotto il profilo architettonico, con la V dinastia si assiste al ritorno alla forma piramidale, ma ad un ridimensionamento considerevole delle strutture a favore dei templi legati al culto del complesso funebre conseguente. Più in generale, viene data particolare enfasi ai complessi templari destinati al culto di Ra; paradossalmente, tuttavia, la riduzione delle dimensioni delle piramidi da parte dei re della V dinastia, sembra rispondere principalmente a considerazioni di ordine politico.
Da un lato il destinare le grandi risorse necessarie a usi diversi (e non a caso la V dinastia sarà considerata, nell'Antico Regno, una delle più prolifiche in quanto a spedizioni commerciali), dall'altro la reiterazione del tentativo, ancora, di allontanamento dal clero eliopolitano nonostante la nascita dei grandi templi solari che caratterizzano i primi re di questa dinastia. È sintomatico, infatti, che i templi solari, fatto salvo quanto poi si verificherà con il Nuovo Regno, costituiscano una parentesi alquanto breve nella storia architettonica dell'Antico Egitto di meno di 100 anni, il che denota una rapida apparizione e una cessazione altrettanto improvvisa quasi coincidente con la comparsa, all'interno delle tombe reali (con Unis), dei Testi delle Piramidi e una modifica della concezione funeraria precedente.
In tal senso deve interpretarsi anche lo spostamento della necropoli reale da Giza a Saqqara, prima, e ad Abusir, poi.
Altra motivazione, di ordine sociopolitico, che valga a giustificare le differenti dimensioni e la minor qualità delle piramidi di questo periodo sarebbe da ricercare in un minor afflusso di beni alle casse reali, di pari passo con il decentramento amministrativo e il concomitante, lento, aumento di potere delle gerarchie locali che, iniziato verso la fine della V dinastia, con la VI raggiungerà il livello di passaggio al caotico Primo Periodo Intermedio.

#### La piramide di Userkaf
Figlio dell'ultimo re della IV dinastia, Shepseskaf, e della regina Khentkhaus, figlia di re Djedefhor, e perciò stesso pienamente legittimato ad assumere il potere reale, Manetone indica in Userkaf il primo re della V dinastia che, avendo regnato tra i 7 e i 10 anni, scelse, per la costruzione del suo complesso funerario l'area di Saqqara e, segnatamente, l'area più prossima al complesso di Djoser. Dopo la breve parentesi degli ultimi re della IV dinastia che avevano privilegiato màstabe come loro sepolture, Userkaf ritornò alla piramide perfetta, "Puri sono i luoghi di Userkaf". Per costruire la piramide venne spianata un'area in forte pendenza e, in questa fase, proprio sfruttando i lavori di livellamento, venne scavato il corridoio discendente che adduceva all'appartamento. Benché la forma fosse del tutto simile alle piramidi della IV dinastia, quella di Userkaf presentava un nucleo costituito da blocchi grossolanamente squadrati molti dei quali, come testimoniato da scritte in ocra rossa, prelevati da altri monumenti e riutilizzati; l'asportazione totale del rivestimento nei secoli, e specialmente nel medio evo, comportò il crollo totale della piramide di cui non resta, oggi che un informe cumulo di blocchi. Jean-Philippe Lauer rilevò un lato di 73,30 m, per un'altezza di circa 49 m, ma data l'assenza totale di rivestimento e le dimensioni di alcuni blocchi spezzati rinvenuti alla base, si ritiene che tali misure siano da aumentare fortemente. Alcune tracce di iscrizione sui blocchi di calcare del rivestimento hanno lasciato supporre che la piramide e l'appartamento funerario possano aver subito un restauro nel corso della XIX dinastia.
Nessuna traccia è stata rilevata del Tempio a Valle e poche le tracce della Via Processionale; poche tracce restano anche del Tempio Funerario che venne smantellato, fino alle fondamenta, in epoca saitica (XXIV - XXVIII dinastia) per la costruzione di quattro altre tombe

#### Le piramidi di Abusir
Alla morte di Userkaf salì al trono Sahura che, secondo la Pietra di Palermo, regnò "7 censimenti" ovvero 14 anni giacché avvenivano ogni due anni. Con Sahura la necropoli reale si sposta nuovamente, sebbene di pochi chilometri, da Saqqara ad Abusir. Anche il predecessore Userkaf aveva in qualche modo scelto tale località poiché qui fece erigere il suo "Tempio Solare" e qui troveranno posto i complessi funerari di Sahura, Neferirkhara, Raneferef (probabilmente un effimero regnante), Niuserra e della regina madre Khentkhaus

### VI dinastia
Durante la VI dinastia tutte le piramidi, di tipo canonico, hanno con buona approssimazione le stesse dimensioni, circa 80 metri di lato di base e 52 metri di altezza, e vi è un uso limitato di materiali pregiati.
Ci sono giunte praticamente in rovina e sorgono quasi tutte a Saqqara sull'altopiano che dominava l'antica capitale egizia di Menfi nelle vicinanze della Piramide di Djoser.
Tra le piramidi della VI dinastia annoveriamo quelle di Teti, con sarcofago in basalto, Pepi I, con i resti di una Falsa porta, Merenra II che risulta non terminata ma fornita di cappella a nord, Tempio a valle e Rampa processionale, Pepi II dove nel complesso piramidale troviamo anche tre piramidi secondarie riservate a tre delle consorti del sovrano, le regine Iput II, Neith e Udjebten, Kakara Ibi ancora parzialmente da esplorare ma significativa per l'evoluzione delle iscrizioni dei Testi delle piramidi, a quelli che diventeranno i Testi dei sarcofagi, Khui edificata a Dara.
La tradizione iniziata da Unis viene continuata inserendo testi religiosi all'interno delle piramidi, sulle pareti di camere interne. I soffitti di colore blu hanno incise stelle dorate raffigurazione del cielo notturno come nella tomba di Teti. Le pareti sono decorate con geroglifici blu o verdi, colori che rappresentano l'acqua e la rinascita, recitanti i Testi delle piramidi. Di splendida fattura i geroglifici verdi della tomba di Pepi I. La costruzione di piramidi si interrompe durante il primo periodo intermedio.

### La XII dinastia e le ultime piramidi

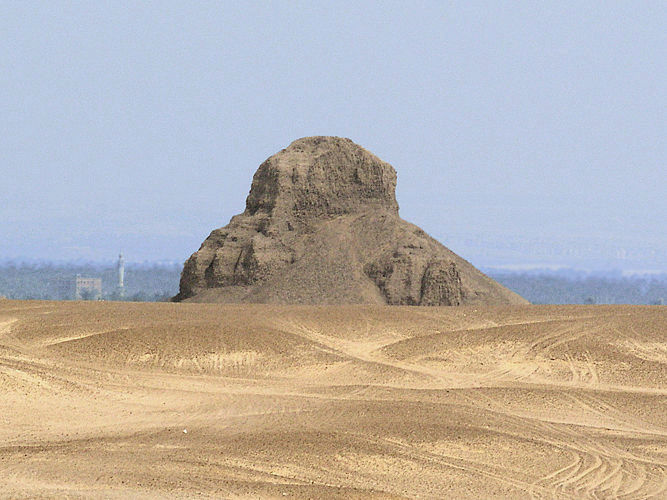
La piramide di Amenemhat III, della XII dinastia.

I faraoni della XII dinastia ripresero l'usanza di farsi seppellire in tombe a forma di piramide. Le loro piramidi erano rivestite di calcare pregiato ma, ad eccezione della piramide di Amenemhat I, il materiale usato non era più la pietra, ma i mattoni. Lo stato di conservazione in cui ci sono arrivate (esemplificato dalle immagini a lato) è assai precario. Le dimensioni erano maggiori di quelle della VI dinastia: l'altezza superava i 100 metri. Viene di nuovo scelto il sito di Dahshur, già usato da Djoser. In questo periodo si moltiplicano le piccole piramidi costruite per le regine o altri componenti della famiglia reale. Le ultime due piramidi note risalgono alla XIII dinastia, durante il secondo periodo intermedio e con i sovrani del Nuovo Regno furono preferite altre tipologie di tombe.

## Elenco
L'elenco riporta le principali piramidi in Egitto. In colore giallo scuro le piramidi attribuite a faraoni, in giallo chiaro le piramidi secondarie e in azzurro le altre strutture architettoniche (mastabe, templi solari) identificate in passato come piramidi.
| Dinastia | Proprietario      | Nome                                         | Sito            | Lepsius | Dimensioni                | Volume       | Inclinazione          | Tipologia  | Conservazione    |
| -------- | ----------------- | -------------------------------------------- | --------------- | ------- | ------------------------- | ------------ | --------------------- | ---------- | ---------------- |
| III      |                   | Piramide Lepsius 1                           | Abu Rawash      | I       |                           |              |                       |            | incompleta       |
| III      | Djoser            | Piramide di Djoser                           | Saqqara         | XXXII   | 121 × 109 × 60 m          | 330.400 m³   |                       | a gradoni  | integra          |
| III      |                   | Padiglione settentrionale di Djoser          | Saqqara         | XXXIII  |                           |              |                       | secondaria | integra          |
| III      |                   | Padiglione meridionale di Djoser             | Saqqara         | XXXIV   |                           |              |                       | secondaria | integra          |
| III      | Sekhemkhet        | Piramide di Sekhemkhet                       | Saqqara         |         | 120 × 120 × 7 m           | 33.600 m³    |                       | a gradoni  | incompleta       |
| III      | Khaba             | Piramide di Khaba                            | Zawyet el-Aryan | XIV     | 84 × 84 × 20 m            | 47.040 m³    |                       | a strati   | incompleta       |
| IV       | Snefru            | Piramide di Meidum                           | Meidum          | LXV     | 144 × 144 × 92 m          | 638.733 m³   | 51° 50' 35"           | a gradoni  | incompleta       |
| IV       | Snefru            | Piramide romboidale                          | Dahshur         | LVI     | 188 × 188 × 105 m         | 1.237.040 m³ | 54° 50' 35" / 43° 22' | romboidale | integra          |
| IV       |                   | Piramide secondaria di Snefru                | Dahshur         | LVII    |                           |              |                       | secondaria |                  |
| IV       | Snefru            | Piramide rossa                               | Dahshur         | XLIX    | 220 × 220 × 105 m         | 1.694.000 m³ | 43° 22'               | complessa  | integra          |
| IV       |                   | Piramide Lepsius 50                          | Dahshur         | L       |                           |              |                       |            |                  |
| IV       | Cheope            | Piramide di Cheope                           | Giza            | IV      | 230 × 230 × 146 m         | 2.583.283 m³ | 51° 50' 40"           | complessa  | integra          |
| IV       |                   | Piramide secondaria settentrionale di Cheope | Giza            | V       |                           |              |                       | secondaria | integra          |
| IV       |                   | Piramide secondaria centrale di Cheope       | Giza            | VI      |                           |              |                       | secondaria | integra          |
| IV       |                   | Piramide secondaria meridionale di Cheope    | Giza            | VII     |                           |              |                       | secondaria | integra          |
| IV       | Dedefra           | Piramide di Djedefra                         | Abu Rawash      | II      | 106,2 × 106,2 × ~68 m     | 131.043 m³   | ~52°                  | complessa  | incompleta       |
| IV       |                   | Piramide secondaria di Djedefra              | Abu Rawash      | III     |                           |              |                       | secondaria | completa         |
| IV       | Baka              | Piramide di Baka                             | Zawyet el-Aryan | XIII    | ~200 × ~200 m             |              |                       | complessa  | incompleta       |
| IV       | Chefren           | Piramide di Chefren                          | Giza            | VIII    | 215,25 × 215,25 × 143,5 m | 2.211.096 m³ | 53° 10'               | complessa  | integra          |
| IV       | Micerino          | Piramide di Micerino                         | Giza            | IX      | 103,4 × 103,4 × 65,5 m    | 235.183 m³   | 51° 20' 25"           | complessa  | integra          |
| IV       |                   | Piramide secondaria occidentale di Micerino  | Giza            | X       |                           |              |                       | secondaria | integra          |
| IV       |                   | Piramide secondaria centrale di Micerino     | Giza            | XI      |                           |              |                       | secondaria | integra          |
| IV       |                   | Piramide secondaria orientale di Micerino    | Giza            | XII     |                           |              |                       | secondaria | integra          |
| IV       | Shepseskaf        | Mastaba di Shepseskaf                        | Saqqara         | XLIII   |                           |              |                       | mastaba    |                  |
| V        | Userkaf           | Piramide di Userkaf                          | Saqqara         | XXXI    | 73,5 × 73,5 × 49 m        | 87.906 m³    | 53° 07' 48"           | complessa  | integra          |
| V        | Userkaf           | Tempio solare di Userkaf                     | Abu Gurab       | XVII    |                           |              |                       | santuario  | integra          |
| V        | Sahura            | Piramide di Sahura                           | Abusir          | XVIII   | 78,75 × 78,75 × 47 m      | 96.542 m³    | 50° 11'               | complessa  | integra          |
| V        | Neferirkara Kakai | Piramide di Neferirkara Kakai                | Abusir          | XXI     | 105 × 105 × 72,8 m        | 257.250 m³   | 54° 30'               | complessa  | integra          |
| V        |                   | Piramide Lepsius 22                          | Abusir          | XXII    |                           |              |                       | secondaria | integra          |
| V        |                   | Piramide Lepsius 23                          | Abusir          | XXIII   |                           |              |                       | secondaria | integra          |
| V        |                   | Piramide Lepsius 24                          | Abusir          | XXIV    |                           |              |                       | secondaria | integra          |
| V        |                   | Piramide Lepsius 25                          | Abusir          | XXV     |                           |              |                       | secondaria | integra          |
| V        | Neferefra         | Piramide di Neferefra                        | Abusir          | XXVI    | 65 × 65 m                 | n.d.         | 78° 30'               | complessa  | incompleta       |
| V        | Niuserra          | Tempio solare di Niuserra                    | Abu Gurab       | XV      |                           |              |                       | santuario  | integra          |
| V        |                   | Piramide Lepsius 16                          | Abusir          | XVI     |                           |              |                       |            | non identificata |
| V        | Niuserra          | Piramide di Niuserra                         | Abu Gurab       | XX      | 79,9 × 79,9 × 51,68 m     | 112.632 m³   | 51° 50' 35"           | complessa  | integra          |
| V        | Ptahshepses       | Mastaba di Ptahshepses                       | Abusir          | XIX     |                           |              |                       | mastaba    | integra          |
| V        |                   | Piramide Lepsius 27                          | Abusir          | XXVII   |                           |              |                       |            | distrutta        |
| V        |                   | Piramide Lepsius 28                          | Abusir          | XXVIII  |                           |              |                       |            | incompleta       |
| V        | Menkauhor         | Piramide di Menkauhor                        | Saqqara         | XXIX    | 52 × 52 m                 | n.d.         | n.d.                  | complessa  | incompleta       |
| V        | Djedkara Isesi    | Piramide di Djedkara Isesi                   | Saqqara         | XXXVII  | 78,60 × 78,60 m           | 107.835 m³   | 52°                   | complessa  | distrutta        |
| V        |                   | Piramide secondaria di Djedkara Isesi        | Saqqara         | XXXVIII |                           |              |                       | secondaria |                  |
| V        | Unis              | Piramide di Unis                             | Saqqara         | XXXV    | 57,7 × 57,7 × 43 m        | 47.390 m³    | 56° 18'               | complessa  | distrutta        |
| VI       | Teti              | Piramide di Teti                             | Saqqara         | XXX     | 68,58 × 68,58 × 45,72 m   | 107.835 m³   | 53° 07' 48"           | romboidale | integra          |
| VI       | Pepi I            | Piramide di Pepi I                           | Saqqara         | XXXVI   |                           |              |                       |            |                  |
| VI       | Merenra I         | Piramide di Merenra I                        | Saqqara         | XXXIX   |                           |              |                       |            |                  |
| VI       | Pepi II           | Piramide di Pepi II                          | Saqqara         | XLI     |                           |              |                       |            |                  |
| VI       |                   | Piramide secondaria di Pepi II               | Saqqara         | XLII    |                           |              |                       | secondaria |                  |
| VIII     | Ibi               | Piramide di Ibi                              | Saqqara         | XL      |                           |              |                       |            |                  |
| I PI     | Khui              | Piramide di Khui                             |                 |         |                           |              |                       |            |                  |
| X        | Merikara          | Piramide di Merikara                         |                 |         |                           |              |                       |            |                  |
| XII      | Amenemhat I       | Piramide di Amenemhat I                      | El-Lisht        | LX      |                           |              |                       |            |                  |
| XII      | Sesostri I        | Piramide di Sesostri I                       | El-Lisht        | LXI     |                           |              |                       |            |                  |
| XII      |                   | Mastaba di El-Lisht                          | El-Lisht        | LXII    |                           |              |                       | mastaba    |                  |
| XII      |                   | Mastaba di Senusretankh                      | El-Lisht        | LXIII   |                           |              |                       | mastaba    |                  |
| XII      |                   | Mastaba di Senusret                          | El-Lisht        | LXIV    |                           |              |                       | mastaba    |                  |
| XII      | Amenemhat II      | Piramide di Amenemhat II                     | Dahshur         | LI      |                           |              |                       |            |                  |
| XII      |                   | Tempio solare di Amenemhat II                | Dahshur         | LII     |                           |              |                       |            |                  |
| XII      |                   | Tempio solare di Amenemhat II                | Dahshur         | LIII    |                           |              |                       |            |                  |
| XII      | Sesostri II       | Piramide di Sesostri II                      | El-Lahun        | LXVI    |                           |              |                       |            |                  |
| XII      | Sesostri III      | Piramide di Sesostri III                     | Dahshur         | XLVII   |                           |              |                       |            |                  |
| XII      |                   | Mastaba di Dahshur                           | Dahshur         | XLVIII  |                           |              |                       | mastaba    |                  |
| XII      | Amenemhat III     | Piramide di Amenemhat III                    | Dahshur         | LVIII   |                           |              |                       |            |                  |
| XII      | Amenemhat III     | Piramide di Hawara                           | Hawara          | LXVII   |                           |              |                       |            |                  |
| XII      | Amenemhat IV      | Piramide di Amenemhat IV                     | Mazghuna        | LIV     |                           |              |                       |            |                  |
| XII      |                   | Mastaba di Siese                             | Dahshur         | LV      |                           |              |                       | mastaba    |                  |
| XII      | Nefrusobek        | Piramide di Nefrusobek                       | Mazghuna        | LIX     | 52,5 × 52,5 m             | n.d.         | n.d.                  | complessa  | incompleta       |
| XIII     | Ameny Qemau       | Piramide di Ameny Qemau                      | Dahshur         |         | 52 × 52 × 35 m            | n.d.         | 55°                   |            |                  |
| XIII     | Djedekheperu      | Piramide di Khendjer                         | Saqqara         | XLIV    | 52,2 × 52,2 × 37,35 m     | 34.300 m³    | 55°                   |            |                  |
| XIII     |                   | Piramide Lepsius 45                          | Saqqara         | XLV     |                           |              |                       |            |                  |
| XIII     |                   | Piramide Lepsius 46                          | Saqqara         | XLVI    |                           |              |                       |            |                  |
| XVIII    | Ahmose            | Piramide di Ahmose                           | Abido           |         | 52,5 × 52,5 × 10 m        | n.d.         | 60°                   |            |                  |

### Annotazioni
1. ↑  Letteralmente "della forma del fuoco" verosimilmente per la forma appuntita che ricorda, appunto, una fiamma.
2. ↑  Stefano di Bisanzio, dal canto suo, ritenne che il termine πυραμίς derivasse invece dal greco πυρός pyròs con il significato di "frumento" e ciò per avvalorare l'ipotesi che le piramidi fossero "i granai di Giuseppe" della vicenda biblica. Nel IV secolo Ammiano Marcellino (Historiae XXII, 15-28) riferiva, invece, che il termine derivava dal greco πῦρ pȳr, ovvero "fuoco, fiamma", per il restringimento verso l'alto, in ciò suffragato anche da Isidoro di Siviglia (Ethymologiae, XV, 11.4) che indicava come "questi edifici cominciano larghi e finiscono stretti come le fiamme e in greco fuoco si dice πῦρ".
3. ↑  Il papiro Rhind si trova oggi presso il British Museum di Londra; alcuni frammenti si trovano presso il Brooklyn Museum di New York.
4. ↑  Antoine-Isaac Silvestre de Sacy,  orientalista francese, citato da Cimmino 1998, riteneva che il termine piramide derivasse dal greco pirama, ovvero altezza, elevazione argomentando che la radice rama fosse comune all'ebraico, al caldeo, al siriaco, al samaritano e Louis-Mathieu Langlès (1763-1824), filologo, orientalista, linguista, sottolineava che il termine copto per fuoco è khrom che, con l'articolo, si pronuncia pi-khrom.
5. ↑  L'egiziano antico non prevedeva le vocali; onde consentire di leggerlo più agevolmente, si è solito oggi "vocalizzarlo", ovvero aggiungere vocali arbitrariamente.
6. ↑  Il titolo era caratterizzato, in un embrione di scrittura geroglifica, dal disegno di un giunco.
7. ↑  Il titolo era caratterizzato, in un embrione di scrittura geroglifica, dal disegno di un'ape.
8. ↑  La discendenza dei re egizi da Horus non venne mai posta in discussione e oltre quindici secoli dopo la sua enunciazione, il Papiro dei Re, oggi al Museo egizio di Torino, scritto sotto Ramses II, riporta la dinastia divina individuando gli dei come veri e propri re dei quali viene indicato anche il periodo di regno: Ptah, Ra, Shu, Geb, Osiride, Seth, Horus l'Antico, Thot, Maat, Horus il Giovane figlio di Osiride. È interessante notare che in un momento imprecisato dell'Antico Regno, Horus l'Antico fu assimilato ad Horus il Giovane molto verosimilmente (Cimmino 1998, p. 86) per chiarire che la terra, ove regna il faraone, è il riflesso speculare del cielo in cui regna Horus.
9. ↑  Intorno alla seconda metà del IV millennio a.C. (Cimmino 1998, p. 80) si erano già costituite, di fatto, due entità statali: a sud, con capitale Naqada e sotto il dominio del dio Seth, e a nord, con capitale Behdet e dio Horus. La vittoria del regno del nord, in questo scorcio del IV millennio,  avrebbe aggregato quello del sud così favorendo l'"esportazione" a sud del culto di Horus e di quello di Ra. Intorno al 3200 a.C. il sud, a sua volta, avrebbe iniziato l'azione di riscossa giungendo, con Menes/Narmer, all'unificazione del Paese, all'inizio dell'era dinastica e al riconoscimento, spontaneo o imposto da fattori politici, del dualismo formale tra le due parti (Cimmino 1998, p. 81) del Paese; dualismo che si riflette nel termine "Due Terre" riferito comunque al Paese intero e che, nei periodi di minore coesione politica e di anarchia, porterà comunque le due parti ad un movimento politicamente centrifugo di separazione e indipendenza.
10. ↑  Gli altri titoli compariranno successivamente: con la III dinastia il nome di Horus d'Oro e con la IV il titolo Sa-Ra, ovvero figlio di Ra.
11. ↑  L'atto iniziale di Atum, dopo l'emersione del monticello primordiale dal Nun, l'oceano primordiale, fu la creazione della luce, ovvero di Ra con il quale si incorporò in Ra-Atum che, assunte le sembianze dell'uccello Bennu, volò sulla pietra benben considerata, perciò, simbolo centrale del culto solare. Interessante rilevare (Cimmino 1998, p. 350) che i greci trascrissero il termine egizio bnw in phoenix traendone la leggenda dell'uccello che ogni cinquecento anni, adombrando comunque il mito solare, si consuma nelle fiamme e rinasce dalle proprie ceneri.
12. ↑  È interessante notare (Cimmino 1998, p. 350) che Ra, benché sia il dio principale di Eliopoli, ovvero "città del sole", non appaia nella cosmogonia eliopolitana, bensì in quella ermopolitana, città più a sud, secondo cui sulla superficie del Nun comparve una collinetta, su cui si posò un uovo, che si aprì facendo scaturire Ra che si lanciò all'assalto del cielo. Secondo un'altra versione, sul Nun galleggiava un fiore di loto chiuso; allo sbocciare dei petali il sole illuminò il mondo. La chiusura serale dei petali, per il riposo del sole, giustificava la sera e, quindi, la notte. In tal senso sarebbe perciò interpretabile, per inciso, la statua rinvenuta nella tomba di Tutankhamon (n. 0008 della catalogazione di Howard Carter e fotografie nn. 480-1705-1745-1879-1881 Harry Burton) rappresentante la testa del giovane faraone scaturente da un fiore di loto.
13. ↑  Nel 1935 Walter Bryan Emery scavò una serie di mastabe della I dinastia a Saqqara che si presentavano solo di poco dissimili, concettualmente se non architettonicamente, da quelle scavate ad Abido, alla fine dell'800, da Amélineau prima e da Petrie dopo.
14. ↑  Verso la fine dell'800 Émile Amélineau, con scarso bagaglio tecnico e finanziato privatamente da chi privilegiava la scoperta di "tesori" allo studio delle vestigia archeologiche, scavò sedici tombe ad Abido danneggiando irreparabilmente le poche strutture in mattoni crudi ancora esistenti e rendendone quindi difficile la lettura storico-archeologica. Flinders Petrie, che successivamente avrebbe identificate le tombe come sepolture della I e II dinastia, a proposito degli scavi di Amélineau ebbe a scrivere: "Per quattro anni si è consumato lo scandalo degli scavi di Amélineau presso le tombe reali di Abido [...] Si vantava di aver ridotto in frantumi i pezzi dei vasi di pietra [...] e bruciò i manufatti in legno della I dinastia nella sua cucina".
15. ↑  Il pozzo sepolcrale di Djoser (Cimmino 1998, p. 108) venne scavato precedentemente all'erezione del primo gradone: è costituito da un pozzo di 7 m di lato, alla profondità di 28 m. La camera venne però rivestita (pareti, soffitto e pavimento) con lastre di granito rosa riducendo il vano ad un vero e proprio sarcofago di m 2,96 x 1,65 x 1,65 in cui, nel 1928, venne rinvenuto un piede grossolanamente imbalsamato.
16. ↑  Scavata sotto un grande massiccio terrazzato che costituisce parte integrante della recinzione del complesso funerario, anche in questo caso si trova a 28 m di profondità in un pozzo di 7 m di lato (Cimmino 1998, p. 111), anche in questo caso rivestito di granito, ma il vano finale, di m 1,60 x 1,30, non era di certo bastevole ad ospitare un sarcofago.
17. ↑  La denominazione di "testi delle piramidi" può essere considerata quanto meno eccessiva là ove si consideri che solo in quattro piramidi sulle oltre 90 conosciute, risalenti alla V e VI dinastia, sono stati trovati testi di tal genere.
18. ↑  Il Kha, una delle parti costitutive del concetto di anima, fu prerogativa esclusiva degli dèi e del re fino al Primo Periodo Intermedio (2160-2055 a.C.).
19. ↑  Il riferimento è al combattimento tra Horus e Seth durante il quale quest'ultimo, trasformatosi in un maiale, lo accecò da un occhio.
20. ↑  Il riferimento è al combattimento tra Horus e Seth durante il quale il primo evirò il secondo.
21. ↑  Epiteto non chiaro e non interpretabile alla luce delle attuali conoscenze.
22. ↑  Il riferimento è alla leggenda secondo cui Osiride, credendola Iside ("Sostituta"), si sarebbe con lei congiunto; il "senza matrice" è invece un riferimento alla sterilità della dea.
23. ↑  È bene tener presente, tuttavia, che il concetto solare dell'aldilà del re non esclude totalmente la venerazione per Osiride, o per altre divinità di cui talvolta ugualmente il re viene indicato come figlio, dacché alcune formule fanno esplicito riferimento ai benefici offerti da altri dei e dallo stesso Osiride: "Tu non te ne vai come morto Unis, tu te ne vai come vivo, assiso sul seggio di Osiride, col tuo scettro in mano tu impartisci ordini ai vivi". (dai Testi delle Piramidi della Tomba di Unis, 213. 134-135c).
24. ↑  La denominazione di Testi delle Piramidi lascerebbe intendere che questi siano rinvenibili in molteplici strutture, ma può essere considerata quanto meno eccessiva là ove si consideri che solo in quattro piramidi sulle oltre 90 conosciute, risalenti alla V e VI dinastia, sono stati trovati testi di tal genere, peraltro non completamente codificati ed invece adattati al titolare della tomba.
25. ↑  Scrisse Alexandre Moret (1868 - 1938) egittologo francese: "Questi grandi triangoli che formano i lati delle piramidi sembrano cadere dal cielo come raggi del sole. [...] l'impressione più profonda è quella di un edificio che sorge dal suolo facendo convergere verso un punto del cielo quattro pareti lisce che sembrano poi ricadere sulla terra in triangoli perfetti." (da Au temps des Pharaons, 1925, Parigi, p. 162)
26. ↑  Le discrepanze più marcate si riscontrano nell'ubicazione delle sepolture e nell'orientamento dei corpi: nel Basso Egitto sono infatti posizionate all'interno dei villaggi, o all'interno delle abitazioni, ed i corpi presentano differenti orientamenti; in Alto Egitto le necropoli sono dislocate in aree isolate, ai margini del deserto ed i corpi sono generalmente orientati con il capo a sud ed il volto ad ovest.
27. ↑  Era, ed è, usanza delle popolazioni più primitive, dopo un certo periodo dalla scomparsa, tornare alla tomba per prelevare parti del corpo, generalmente ossa, da conservare con intento apotropaico o semplicemente di ricordo del defunto. Fu verosimilmente in queste occasioni che venne scoperta la mummificazione naturale, dovuta alle condizioni particolari della sepoltura caratterizzate dall'ambiente desertico particolarmente secco e asciutto, e si ritenne che quella condizione fosse necessaria per la sopravvivenza nell'aldilà. Con la costruzione di tombe in muratura, venendo a mancare appunto le condizioni climatiche, i corpi si decomponevano; per tale motivo, e per le convinzioni maturate precedentemente, si pervenne ai lunghi esperimenti che porteranno alla generalizzata usanza della mummificazione artificiale.
28. ↑  Scavato da James Edward Quibell nel 1897-98, e successivamente da Frederick William Green, rivelò una datazione compatibile con il 3200 a.C. con sovrapposizioni fino al Nuovo Regno.
29. ↑  Sette re e una regina (Marneith) della I dinastia costruirono le loro tombe ad Abido; non è possibile individuare una data di cesura netta nell’usanza del seppellimento ad Abido da parte dei regnanti della II dinastia. Khasekhemui fu forse l’ultimo re che scelse per la sua sepoltura l’area di Abido e, segnatamente, la necropoli di Peqer, la moderna Umm el-Qa'ab.
30. ↑  Di fatto,  l'assenza di testi e la scarsità di documenti di ogni genere sul periodo dell'unificazione non consente di valutare se vi fu passaggio graduale tra la situazione precedente e quella che si venne successivamente a creare, o se tale passaggio avvenne traumaticamente come, del resto, alcuni manufatti del periodo (prima fra tutti la Tavoletta di Narmer) lascerebbero intendere; l'unificazione stessa, perciò, appare documentalmente come un episodio improvviso il cui verificarsi viene attribuito ad un unico re: Meni o Menes.
31. ↑  In realtà Mennefer, da cui i greci trarranno il nome Menphys, e quindi Menfi, era il nome della piramide di Pepi I a Saqqara.
32. ↑  Parola araba che, per corrispondenza di forma, indica una panca, o una sorta di sgabello.
33. ↑  L'elemento costituito dalle pareti inclinate, che apparirà costantemente nell'architettura egizia, deriva dalla trasposizione in materiale più duraturo delle pareti in cannicci intrecciati originariamente spalmate di fango che tendeva a scivolare verso il basso causando un ispessimento della base rispetto alla parte alta della parete.
34. ↑  Walter Bryan Emery (1902-1971), egittologo britannico, sostenitore della Teoria della razza dinastica.
35. ↑  Si trattava in realtà di lunghi corridoi (la rampa della piramide di Cheope era lunga circa 600 m) coperti che lasciavano filtrare la luce solo attraverso strette fessure in alto nelle pareti.
36. ↑  Tomba n.ro 3038 di Saqqara, originariamente assegnata al re Adjib della I dinastia (2995 - 2985 a.C.), primo re menzionato nella tavola di Saqqara. Studi approfonditi hanno consentito tuttavia di appurare che la tomba venne iniziata durante il regno di re Den e solo terminata sotto Adjib a cui, peraltro, molto verosimilmente non apparteneva essendone titolare il funzionario Nebitka come risulterebbe da sigilli recanti tale nome impressi nei mattoni crudi.
37. ↑  La mastaba, scoperta nel 1931 dall'egittologo inglese Cecil Mallaby Firth (1878 - 1931) (scopritore anche del serdab del complesso di Djoser) venne realizzata originariamente con pareti verticali di 22,7 m x 10,55; la parete orientale, verticale, presentava una scala di accesso, in discesa, alla camera sepolcrale, ed un'altra, in salita, che dava accesso ad un magazzino. Le altre tre pareti, per un'altezza complessiva, ad oggi, di 2,35 m, vennero invece ricoperte da otto gradini larghi 0,35 m e alti 0,25 a mo' di piramide tronca, con un'inclinazione di 49°. Nella seconda fase costruttiva, la mastaba a crepidoma di Nebitka venne ampliata fino a 35 m (o forse più) x 12.55; nella terza fase la sovrastruttura a gradini venne ricoperta, su tutti e quattro i lati, da una struttura a "facciata di palazzo", ovvero a rientranze e sporgenze. Struttura e proporzioni ricordano concretamente, sia pure in piccolo, il complesso di Djoser.  Proprio il fatto che i gradini fossero inglobati in una sovrastruttura, ha fatto tuttavia supporre ad alcuni autori (tra cui Cimmino 1998, p. 353) che Imhotep, architetto della piramide di Djoser, non potesse essersi ad essi ispirato per la sua costruzione.
38. ↑  Narra la leggenda che re Djoser avesse chiesto ad Imhotep una tomba da cui, una volta defunto, il suo Kha potesse scorgere la non lontana capitale Mennefer (circa 25 km); per tale motivo l'architetto avrebbe sovrapposto una seconda màstaba alla prima, poi una terza e così via fino al numero di sei prima che il re si ritenesse soddisfatto del risultato ottenuto.
39. ↑  Precedentemente si hanno pochi esempi di uso della pietra e solo per piccole parti accessorie di alcune tombe reali o mastabe di funzionari:
  - I dinastia, Abido: pavimento della tomba di Den;
  - I dinastia, Saqqara: pavimento di una cappella annessa ad una màstaba risalente all'epoca di Qa'a
  - I dinastia, Helwan: rivestimento delle pareti interne di una màstaba;
  - I dinastia, Tarkhān e Saqqara: lastre di copertura dei soffitti in legno della màstaba della regina Herneith, sposa di re Djer e di un'altra tomba;
  - II dinastia, Umm el-Qa'ab: rivestimento delle pareti della tomba di Khasekhemui;
  - II dinastia, Saqqara: rivestimento interno di màstaba in mattoni;
40. ↑  Il muro di recinzione, alto da 9,63 m a 10,48 per uno spessore dai 2,30 ai 30 m, si sviluppa per 544,90 x 277,60 m e comprende un'area di circa 15 ettari. Nel muro si apre un solo accesso, largo 1 m e lungo 6, cui segue il colonnato d'ingresso lungo 54 m, ma 14 sono i simulacri di porta riprodotti in pietra nel perimetro esterno come portali chiusi (4 su ciascuno dei lati lunghi e 3 sui lati corti).
41. ↑  Ancor più grandiosa appare l'impresa di Imhotep là ove si consideri che non aveva alcun modello cui affidarsi.
42. ↑  La màstaba originaria, quadrata, di 62,90 m di lato, venne:
  - ampliata con aggiunta sui quattro lati di murature in lieve pendenza pari a 4 m alla base e 3,35 alla sommità;
  - ampliata nel solo lato est (trasformando la pianta da quadrata a rettangolare) per 8,32 m.

Successivamente si giunse ad:
  - abbandonare la struttura originaria a màstaba per iniziare la costruzione del monumento a gradoni, che dovevano essere solo tre, con leggera inclinazione delle pareti e rivestimento in calcare fino di Tura;
  - erigere il quinto e sesto gradone integrando il rivestimento in calcare.

Allo stadio finale la piramide si presentava, perciò, composta da sei gradoni sovrapposti; base 109,02 x 121 m; altezza complessiva 59,93 m (oggi ridotti a 58,63); ampiezza dei gradoni 8,10 m.
43. ↑  Sono state avanzate molteplici ipotesi sul motivo di una così enorme collezione di vasi; alcuni studiosi (Cimmino 1998, p. 111), ritengono che Djoser li abbia fatti recuperare dalle tombe dei suoi predecessori depredate a seguito di disordini conseguenti all'unificazione stessa o alle imposizioni religiose e teologiche ed al cosiddetto scisma sethiano che, durante la II dinastia, vide opporsi i seguaci di Horus e quelli di Seth. Tale ipotesi trova la sua ragion d'essere, tra l'altro, nell'assenza di vasi recanti il serekh di Peribsen, sovrastato dall'animale di Seth, mentre sono presenti quasi tutti i nomi di Horus dei re della I e II dinastia.
44. ↑  Di questi, notevolmente danneggiati anche da crolli delle volte, circa 8.000 sono stati, ad oggi, ricostruiti.
45. ↑  Esiste diatriba sulla funzione della Tomba a Sud: secondo alcuni studiosi sostituirebbe la doppia sepoltura precedente a Saqqara e Abido; secondo altre ipotesi si sarebbe trattato del deposito per i vasi canopici, o per le corone reali (ipotesi suffragata dal fregio continuo di cobra che ne sovrasta la sommità), o che si trattasse di una "falsa tomba" realizzata per sviare eventuali ladri dalla ricerca di quella autentica.
46. ↑  La piramide è nota come "falsa piramide": iniziata sotto Huni, venne probabilmente ultimata sotto il suo successore Snefru che la usò come nucleo di una piramide perfetta il cui rivestimento esterno, tuttavia, crollò lasciando a vista tre degli otto gradoni che la costituivano.
47. ↑    - Il complesso sorge nell'unica area elevata rimasta disponibile dopo la realizzazione del complesso di Djoser;
  - i blocchi usati sono di dimensioni quasi doppie di quelli di Djoser;
  - è palese maggior perizia nella disposizione del blocchi;
  - presenza, nel riempimento di una parete di un blocco recante il nome di Djoser.
48. ↑  Muhammed Zakaria Goneim (1905 - 1959), egittologo egiziano, lavorò in special modo a Saqqara; la sua scoperta più importante fu la piramide a gradoni di Sekhemkhet.
49. ↑  Lo scopritore, Zakaria Goneim, denominò questa piramide "Buried Pyramid", ovvero "Piramide Sepolta", poiché era palese che fosse stata deliberatamente ricoperta di sabbia e quasi completamente interrata subito dopo l'interruzione dei lavori.
50. ↑  Sarcofago monolitico in alabastro di 2,35 m x 1,13 x 1,05.
51. ↑  Lungo 42,10 m, largo 1,50.
52. ↑  Alla camera funeraria, a 29 m di profondità, si accedeva per il tramite di un pozzo a sezione quadrata di 3,30 m di lato; un sarcofago in legno rinvenuto nel 1966, circondato da frammenti di foglia d'oro e da vasi tipici della III dinastia, molto deteriorato, conteneva lo scheletro di un bambino di circa due anni. L'ipotesi che potesse trattarsi del titolare del complesso, Sekhemkhet, venne scartata giacché, secondo il Papiro di Torino, il re avrebbe regnato almeno 6 anni; alcune rappresentazioni a Wadi Maghara, inoltre, lo rappresentano già adulto.
53. ↑  Larghezza dei corridoi 1,40 m, altezza 1,80.
54. ↑  Per la forma sembra obesa, né di una piramide perfetta, è nota anche come Haram el-Kebab, ovvero "Vai a letto col kebab".
55. ↑  Il crollo del rivestimento e l'ammassarsi di detriti alla base, è dovuto al sistema di smantellamento posto in essere dai cavatori di pietra arabi che, nel Medioevo, iniziarono a prelevare i blocchi dall'alto facendoli rotolare su quelli sottostanti causandone la frattura e la proiezione di schegge che si sono accumulate creando così l'attuale tumulo alto circa 50 m.
56. ↑  Sono oggi visibili tre gradoni che sono, in realtà, il quinto, il sesto e il settimo, essendo gli altri sepolti dall'alto cumulo di detriti.
57. ↑  Djoser; Sekhemkhet; Kahba e Huni.
58. ↑  Cimmino 1998, pp. 122-125, ne indica quattro (Zawyet el-Aryan, Seila, El-Kolah e una a Nubt), ed accenna solo a sei altre ad Elefantina e due ancora a Sinki, mentre Lehner 2003, p. 96, ne indica sette.
59. ↑  Seila è la località in cui avvenne lo scontro finale tra Horus e Seth e questo giustificherebbe l'individuazione, riportata da Lehner 2003, p. 96, come segnacolo di località legata al culto delle due divinità.
60. ↑  Gli scarsi studi eseguiti su questa piramide, che si pensava potesse essere la sepoltura della regina Hetepheres I, madre del re Cheope, hanno tuttavia dato esito negativo e discordi sono anche i pareri degli studiosi sull'epoca di costruzione che viene fatta oscillare tra la IV dinastia e, più probabile, le dinastie Hyksos del Secondo Periodo Intermedio
61. ↑  Sono stati rinvenuti blocchi recanti graffiti di rozzi progetti che raffigurano la piramide a due, tre, quattro gradoni.
62. ↑  Sono riscontrate influenze reciproche con Byblos, specie per l'approvvigionamento di legname di pregio che scarseggiava in Egitto; in un tempio della città cananea sono state rinvenute offerte agli dei locali recanti i nomi di sovrani d'Egitto (Cimmino 1998, p. 357), e nei "Testi delle piramidi" si fa cenno alla divinità Khaytan di Byblos. Contatti sono accertati anche, più in generale, con l'area siro-palestinese, e con le isole dell'Egeo; in particolare, nelle necropoli di Mokhlos e Zakhros, a Creta, sono stati rinvenuti vasi in pietra che, benché quasi sicuramente realizzati localmente, appaiono di derivazione egizia. Altri, provenienti da Knossos sono invece palesemente di provenienza egizia e risalgono ad un periodo compreso tra il predinastico e la VI dinastia (P. Warren, 1969, Minoan stone vases, Londra e P. Warren, 1995, Minoan Crete and Pharaonic Egypt, in "Egypt the Aegean and
the Levant", pp. 1-28).
63. ↑  Secondo Lehner 2003, p. 99, Snefru intraprese tale opera nell'anno 28 o 29 del suo regno.
64. ↑  Secondo altre ipotesi si sarebbe, invece, trattata dell'ultima.
65. ↑  La volta è cioè costituita da travature sovrapposte di cui ognuna "aggetta" (ovvero sporge in fuori dalla verticale) su quella sottostante fino al culmine.
66. ↑  Considerando che per gli antichi egizi ogni monumento doveva avere un "nome", come le persone (Lehner 2003, p. 100), tale condizione viene variamente interpretata: le due stele rimasero anepigrafi per la morte del re? In tal caso la piramide non sarebbe stata la prima, bensì l'ultima delle tre recanti il nome di Snefru; o perché la tomba doveva trasformarsi in un semplice cenotafio e non venne ultimata alla morte del re? o, ancora, perché si erano manifestati segni di cedimento delle strutture?
67. ↑  Il che l'avrebbe resa la terza più alta dopo Cheope (146 m) e Chefren (136 m).
68. ↑  Teoria non considerata giustificata giacché anche per costruire con pendenza variata i tempi di realizzazione sarebbero stati abbastanza lunghi da non garantire una consistente maggior velocità dei lavori.
69. ↑  Ipotesi anche in questo caso considerata troppo audace e senza alcun riscontro in altre strutture architettoniche dell'Antico Regno.
70. ↑  Jean Yoyotte (1927-2009), egittologo francese, dell'Institut Français d'Archéologie Orientale (IFAO), dal 1965 al 1985 direttore degli scavi a Tanis e direttore della ricerca sulle antiche religioni dell'Egitto.
71. ↑  Il nome fa riferimento al colore dell'arenite di cui è costituita e all'accentuazione che essa assume specie al tramonto, ma originariamente tale non poteva essere poiché aveva un rivestimento di calcare bianco. Tale rivestimento venne completamente smantellato e rimosso nel medioevo per la costruzione de il Cairo.
72. ↑  La diatriba sull'assegnazione a Snefru anche di tale piramide è stata risolta grazie ad alcuni elementi caratterizzanti:
  - lungo la "via cerimoniale" esistono parecchie tombe di membri della famiglia del re;
  - diverse iscrizioni menzionano una piramide meridionale di Snefru, il che fa supporre l'esistenza di una piramide settentrionale;
  - in una stele dell'anno ventunesimo di regno di Pepi I, posta a circa due chilometri dalla piramide nei pressi della località ove sorgeva il tempio a valle, si conferma un decreto che esenta da alcune prestazioni il clero di "questa città funeraria delle due piramidi di Nebmarē Snefru".
73. ↑  L'organizzazione di scavi sistematici in questo, come in altri complessi funerari, ha fatto ipotizzare che non si trattasse di singoli individui o bande di razziatori di piccole dimensioni, bensì di squadra organizzate al punto da far supporre che nel Primo Periodo Intermedio, e in altri periodi di disordini ed anarchia, gli stessi capi locali e nomarchi abbiano disposto l'apertura delle tombe da depredare approfittando, peraltro, dalla minor sorveglianza da parte vuoi della polizia locale, vuoi delle stesse maestranze che, verosimilmente, facevano anche parte delle squadre di razzìa.
74. ↑  E ciò anche in considerazione del fatto che, molto verosimilmente, la piramide era visitabile in epoca tolemaica, come dimostra la presenza di una moneta di tale epoca al suo interno, e venne usata come sepoltura abusiva anche fino al III/II secolo a.C.
75. ↑  Flinders Petrie, citato da Cimino 1998, p. 146, stimò che le linee di congiunzione tra i blocchi del rivestimento della piramide di Cheope avevano uno spessore inferiore al millimetro.
76. ↑  L'altopiano di Giza si estende a circa 40-50 m sul livello del Nilo, per poco più di un chilometro da nord a sud e circa 2 sull'asse est-ovest delimitato da due wadi.
77. ↑  Manetone assegna a Cheope 63 anni di regno, il Papiro di Torino ne indica, invece, 23 (periodo forse più realistico), mentre Erodoto indica 50 anni. Resta il fatto che la datazione più antica ricavabile da documenti indica l'anno sedicesimo.
78. ↑  La statuina in avorio, recante il nome di Horus del re Her-Medjedu, venne rinvenuta nel 1903, da Fliders Petrie, nei pressi di Abido.
79. ↑  La piramide ingloba un considerevole massiccio roccioso (di cui non è possibile sapere l'altezza,  ma che è visibile in almeno quattro punti interni ed esterni alla costruzione) che venne anch'esso sagomato "a scala" per accogliere i blocchi di calcare della base ed alcune delle assise superiori.
80. ↑  Appaiono mancanti, alla sommità, alcune assise di blocchi e il pyramidion. Secondo Diodoro Siculo (I secolo a.C.) sulla cima della piramide c'era una piattaforma di 6 cubiti, circa 3 m. Narrazioni di viaggiatori storici (Cimmino 1998, p. 360 che cita Goyon 1980), giustificherebbero l'aumento delle assise mancanti a causa anche dell'usanza di far oscillare e poi rotolare, per gioco, i blocchi dall'alto; sarebbero, in tal modo, sparite almeno due assise.
81. ↑  Secondo misurazioni commissionate nel 1925 dal Service des Antiquités a Ludwig Borchardt, la base misurava 230,40 m x 230,51 x 230,60 x 230,54. Tra il lato più lungo, 230,60 m, e quello più corto, 230,40, esisteva perciò una differenza di 20 cm. Secondo misurazioni più recenti ed esatte (Lehner 2003, p. 109), l'errore sarebbe, invece, dell'ordine di 4,4 cm.
82. ↑  Un calcolo empirico, considerando blocchi mediamente di un metro cubo ciascuno, vuole che la piramide di Cheope sia costituita da 2.300.000 - 2.600.000 blocchi, per un peso complessivo di 6.500.000 tonnellate.
83. ↑  L'ingresso originale, a 16,65 m dal suolo (quello "turistico attuale" si apre più in basso), dà accesso ad un corridoio discendente lungo, complessivamente, 105 m di cui 77 scavati nella roccia dell'altipiano (Cimmino 1998, pp. 152-153). A circa 30 m di profondità il corridoio diviene orizzontale per circa 9 m fino a una camera, palesemente incompiuta, di circa 14 m x 8,23 x 3,49. In questa si aprono l'abbozzo di un pozzo verticale (non coevo alla costruzione e forse dovuto ad un tentativo di razzia), ed un ulteriore corridoio orizzontale lungo 18 m, di sezione così piccola che avrebbe consentito solo ad un operaio alla volta di scavare sdraiato (Lehner 2003, p. 111).
84. ↑  Secondo Lehner 2003, p. 111, la "Camera della Regina" poteva anche assolvere il compito assunto dal serdab della piramide di Djoser ed essere stata realizzata, perciò, per contenere una statua del kha del re.
85. ↑  La camera "della regina" si trova a circa 20 m d'altezza, misura 5,74 m x 5,20 e nel punto più alto del tetto a spioventi raggiunge i 6,20 m. Per la prima volta si incontra un tetto di tal genere, costituito da lastre a "V" rovesciata lunghe 6 m circa (Cimmino 1998, p. 153) e non ad aggetto.
86. ↑  Si ritiene (tra gli altri Cimmino 1998, p. 154) che tale pozzo servisse lavori durante per lo scarico dei detriti di lavorazione (che venivano poi portati all'esterno da operai che lavoravano nel pozzo discendente) e, al termine dei lavori, per consentire ai lavoratori di uscire dalla tomba dopo averla sigillata.
87. ↑  1,20 m x 1,75 x 0,50 di spessore.
88. ↑  Flinders Petrie (citato da Cimmino 2003, p. 155) rilevò che pavimento e soffitto non sono esattamente in piano, che le pareti non sono verticali e che gli angoli non sono perfettamente retti; tali "imprecisioni" derivano, tuttavia, da lesioni dovute all'enorme peso sovrastante nelle linee di giuntura tra i blocchi, lesioni che, tuttavia, si causarono lavori durante, poiché vennero tamponate con malta.
89. ↑  Il primo dei vani di scarico venne scoperto nel 1765 da Nathaniel Davison (1736 - 1809) grazie a un'eco irregolare ascoltata mentre risaliva la Grande Galleria. Davison trovò l'accesso al primo dei vani di scarico all'altezza del quinto aggetto della Galleria. Successivamente, nel 1837, John Shae Perring (1813 - 1869) e Richard William Howard Vyse (1784 - 1853) scoprirono le successive quattro scavando un cunicolo lateralmente alla camera di Davison. Dal basso verso l'alto i vani sono oggi noti come:
  1. camera di Davison;
  2. camera di Wellington;
  3. camera di Nelson;
  4. camera di Lady Arbuthnot (in memoria di Ann Fitzgerald, moglie di Sir Robert Keith Arbuthnot, morta a Firenze nel 1882);
  5. camera di Campbell (1779 - 1857, Maggior Generale scozzese dell'esercito britannico, dal 1833 al 1841 console generale britannico in Egitto)
90. ↑  L'altezza complessiva della Camera del Re, dal pavimento all'intradosso della camera di Campbell, è di 21,23 m.
91. ↑  Per il senso di soffocamento e la difficoltà di respirazione in genere esistente all'interno delle piramidi, John Shae Perring poté lavorare all'interno della piramide a Doppia Pendenza solo grazie a un'inspiegabile corrente d'aria fresca; il fenomeno venne riscontrato nel 1951 da Ahmad Fakhry (1905 - 1973), egittologo egiziano, che scrisse "in alcuni giorni ventosi si poté udire all'interno della piramide...un rumore che a volte durava per dieci secondi circa. ...l'apertura che causò questa corrente d'aria nel 1839 e ... nel 1951 deve essere ancora individuata".
92. ↑  Ciò andrebbe a conferma del fatto che i condotti della Camera del Re siano effettivamente null'altro che condotti di aerazione. Nella Camera della Regina, infatti, la conclusione dei lavori non rendeva più necessario proseguire i condotti fino all'esterno. Nel caso della Camera del Re, invece, tale espediente continuava ad essere necessario non solo per il completamento della camera stessa, ma anche per le cerimonie funerarie che in quella sala si sarebbero svolte alla morte del re.
93. ↑  Secondo Herbert Ricke (1901 - 1976), egittologo e storico dell'architettura tedesco, il tempio funerario di Cheope (di cui non esiste traccia) riproduceva in modo alquanto fedele il tempio di Abido.
94. ↑  Erodoto nel volume II delle sue Storie, 124, così descrive la via cerimoniale: "ha una lunghezza di 5 stadi (circa 1050 m), una larghezza di 5 orge (circa 21 m) e un'altezza, dove è maggiormente elevata, di 8 orge (circa 16,80 m), ed è di pietra levigata e coperta di figure incise". Per la conversione delle misure, si tenga presente che Erodoto non usava il sistema metrico attico, bensì quello egiziano detto filetereo (così Cimmino 1998, p. 165). Scavi eseguiti nel 1964 hanno consentito di rinvenire le fondamenta della Via Processionale il cui spazio destinato alla deambulazione doveva essere di circa 2 m fiancheggiato da due muri spessi, alla base, circa 3 m. Tracce di tali muri, e di pareti con rilievi erano stati rinvenuti nel 1930-1939 da Reisner. Si ritiene che la via processionale del complesso di Cheope fosse, al contrario di quelle delle piramidi precedenti, coperta.
95. ↑  Anche di questo tempio, ove verosimilmente si svolgevano le cerimonie connesse all'imbalsamazione del re, non si ha traccia e si ritiene, viste anche le misure offerte da Erodoto, possa essere sepolto sotto il villaggio di Nazlet el-Simmân, oggi inglobato nell'abitato di Giza. Data la vicinanza con il Nilo, o con corsi o specchi d'acqua congiunti con il fiume, i templi a valle sono stati i primi ad essere smantellati per ricavarne pietre da costruzione, ed è perciò molto raro trovarne di ancora "leggibili".
96. ↑  Le tre piramidi erano verosimilmente destinate: GI-a alla regina Heteperes, madre del re (la cui vera tomba venne tuttavia trovata poco discosta e intatta); GI-b alla regina Meritetes, come testimoniato da un'iscrizione nella vicina màstaba di Khawab, forse figlio di Cheope e della stessa regina; GI-c alla regina Henutsen, nome tuttavia noto solo dalla XXI o XXVI dinastia quando la piramide venne destinata alla dea Iside come "Signora delle Piramidi".
97. ↑  Djedefra, nome di Horus Kheper, viene indicato con il nome Radjedef da Alan Gardiner.
98. ↑  Reisner ipotizzò che Djedefra, di origini libiche, avesse fatto assassinare il fratello Khawab, figlio della regina Meritetes ed erede legittimo, e fosse poi stato ucciso, a sua volta, per ordine di Chefren per riportare la dinastia in ambito egizio.
99. ↑  La piramide, o meglio ciò che ne resta, venne assegnata a Djedefra dopo le campagne di scavo 1900-1903 condotte da Émile Gaston Chassinat e Flinders Petrie riferisce che alla fine dell'800 la piramide di Djedefra era considerata una cava di pietre per la realizzazione di opifici e opere pubbliche durante il governo di Mehmet Ali.
100. ↑  Si ipotizzano 57 m, con un'inclinazione di 48°, o 67 m, con inclinazione di 52°.
101. ↑  Secondo alcuni nipote di Djedefra.
102. ↑  Chefren volle che la sua piramide fosse più bassa, sia pure di soli 3 m, per rispetto del suo predecessore, ma la stessa venne costruita su un livello dell'altipiano più alto di 10,11 m (secondo Vyse) talché appare comunque più alta.
103. ↑  Belzoni misurò la saracinesca: 1,83 m in altezza, 0,37 m in spessore, scorreva all'interno di scanalature profonde 0,25 m e, sul pavimento, andava a incastrarsi in un incavo profondo 0,04 m che aveva lo scopo di non consentire l'inserimento di una leva per sollevarla. La saracinesca, tuttavia, al momento della scoperta da parte di Belzoni non era chiusa del tutto tanto che un suo collaboratore, il mercante e collezionista greco Giovanni Athanasi (1799 - 1850), particolarmente magro, riuscì a passarvi sotto e a vedere perciò, per primo, la camera funeraria di Chefren.
104. ↑  Per altre scoperte importantissime, come quella della tomba di Sethy I (KV17), Belzoni si era visto sottrarre il merito da archeologi di fama; in questo caso, pensò bene di "firmare" la sua scoperta con la scritta: "Scoperta da G. Belzoni, 2 marzo 1818".
105. ↑  Il fatto che i Templi a Valle fossero costruiti sulle rive del fiume, fece sì che tali monumenti fossero i primi ad essere "aggrediti" per il recupero di pietra da costruzione già lavorata. Tale è uno dei motivi per cui è raro trovare Templi a Valle in buone condizioni; altro motivo deriva ugualmente dalla vicinanza all'acqua che se ha, nei millenni, ricoperto le strutture, ha anche agevolato la costituzione di insediamenti abitativi che si sono sovrapposti o sfruttato gli stessi templi per la costruzione di abitazioni. È il caso, ad esempio, del villaggio di Nazlet el-Simmân che, molto verosimilmente, copre il Tempio a Valle del complesso di Cheope.
106. ↑  Benché sfinge sia un termine greco, l'egittologo e filologo Battiscombe Gunn ritenne che i greci lo avessero a loro volta fatto derivare dall'egiziano šsp'n hḫ con il significato di "statua vivente".
107. ↑  In realtà, la sfinge rappresenterebbe il dio Hr-m-ht (Har-em-Akh, ovvero Horus dell'Orizzonte) che i greci traslitterarono come Harmakis, ma anche tale assegnazione al dio Horus compare, per la prima volta, con la XVIII dinastia, nel Nuovo Regno, e segnatamente con il faraone Thutmosi IV che, assopitosi all'ombra della statua colossale, venne dal dio destinato al trono a patto che lo liberasse dalla sabbia che lo ricopriva: "[...] Ascoltami! Guardami! Figlio mio Tuthmosi. Io sono tuo padre, Har-em-Akh-Khepri-Ra-Atum, che darà a te il reame in terra alla testa dei viventi. Tu indosserai la corona bianca e la corona rossa sul trono di Geb [...]. Il Paese sarà tuo nella sua lunghezza e larghezza [...] Tu dovrai essere un protettore per il mio stato che è di essere sofferente in tutte le membra[...] la sabbia di questo deserto sul quale sono, mi ha raggiunto, datti da fare per me [...]" (dalla Stele del sogno, posta tra le zampe della sfinge, nella traduzione di James Henry Breasted).
108. ↑  In scala 22:1 secondo Lehner 2003, p. 127.
109. ↑  In scala 30:1 secondo Lehner 2003, p. 127.
110. ↑  In epoca imprecisata, durante la dominazione dei Mamelucchi, la testa della sfinge venne prescelta come bersaglio per tiri d'artiglieria che la lasciarono nelle attuali condizioni.
111. ↑  Un'iscrizione non ufficiale, scoperta nel 1949 nello Wadi Hammamat e risalente forse alla XII dinastia, ma apparentemente facente riferimento a sovrani della IV dinastia, riporta, inscritti nel cartiglio:
  - il re dell'Alto e Basso Egitto Cheope
  - il re dell'Alto e Basso Egitto Djedefra
  - il re dell'Alto e Basso Egitto Chephren
  - il re dell'Alto e Basso Egitto Djedefhor
  - il re dell'Alto e Basso Egitto Ba[u]fre.
112. ↑  Lato di base forse 180 m secondo Lepsius, o 200 secondo Barsanti. Il complesso doveva essere di proporzioni davvero gigantesche calcolate, in base ai resti del muro di recinzione e della Via Processionale, in circa 20 ettari, là ove si consideri che il complesso di Djoser ne copre "solo" 15 e quello di Cheope 16. La qualità delle pietre e soprattutto il loro taglio perfetto, denotano grande esperienza e, per tale motivo, è stato escluso possa trattarsi di una costruzione risalente alla III dinastia.
113. ↑  Fatte salve le notizie, tutt'altro che edificanti, che sul suo conto fornisce Erodoto che, è bene comunque ricordare, scrive a circa 2500 anni di distanza dai fatti.
114. ↑  La superficie coperta è pari a circa 1/4 di quella delle piramidi di Cheope o di Chefren ed il volume è pari a circa 1/10 dei quello della piramide di Cheope.
115. ↑  Anche Plinio il Vecchio fa riferimento alla colorazione rossa delle piramidi quando, nel XXXVI capitolo della sua Naturalis Historia, scrive: "la colorazione rossa delle piramidi potrebbe simboleggiare la filiazione solare del sovrano". È ricorrente l'idea che le piramidi fossero dipinte, ma è ormai accertato che non fossero dipinte e che la colorazione rossa rilevata dai viaggiatori doveva verosimilmente derivare dal colore del granito rosso dei rivestimenti delle assise inferiori.
116. ↑  Della "Beatrice" si persero le tracce dopo una tempesta, nel 1838, nei pressi di Alicante; si ritiene che il relitto, ed il suo prezioso contenuto, possa trovarsi nelle acque di Cartagena. Dai manifesti di carico risulta che la Beatrice trasportava, oltre al sarcofago di Micerino, altre circa 200 casse di reperti.
117. ↑  Erano forse state installate anche le pietre di pavimentazione.
118. ↑  La costruzione doveva essere particolarmente fragile al punto che circa 250 anni più tardi, Pepi I, della VI dinastia, ne fece erigere uno nuovo, ancora in mattoni crudi, che ricalcava la struttura planimetrica e architettonica del precedente.
119. ↑  Oltre la statua doppia con la regina e una statua colossale del re, in alabastro, rinvenuta nel Tempio Funerario:
  - La dea Hathor, seduta, tra il re (in piedi) e la deificazione del nomo di Ermopoli (Boston, Museum of Fine Arts, cat. 09.200);
  - il re tra la dea Hathor e la deificazione del nomo di Tebe (Il Cairo, Museo egizio del Cairo cat. 40678);
  - il re tra la dea Hathor e la deificazione del nomo di Anput (Il Cairo, Museo egizio del Cairo cat. 40679);
  - il re tra la dea Hathor e la deificazione del nomo di Diospolis (Il Cairo, Museo egizio del Cairo cat. 46499);
  - frammenti di una triade del re tra la dea Hathor e un dio non identificato.
120. ↑  Nell'angolo nord-ovest di quanto resta del Tempio Funerario.
121. ↑  La perdita del rivestimento ha portato agli attuali 25,40 m d'altezza.
122. ↑  Pur non esistendo prove nel senso, è stato ipotizzato (tra gli altri Cimmino 1998, p. 206) che l'abbandono della piramide, simbolo solare, possa essere derivato, più che dalla volontà di interrompere la tradizione dei predecessori, dal tentativo di allontanare la casa regnante dal clero eliopolitano che stava acquistando particolare potere.
123. ↑  99,60 m x 74,40, inclinazione delle pareti di 70°.
124. ↑  Benché la stesura sia di molto successiva agli eventi narrati (XVI-XVII dinastia), si ritiene che il Papiro Westcar, i cui racconti sono ambientati alla corte di Cheope e perciò noto anche come Storie del faraone Cheope e dei maghi, sia trascrizione di testi molto più antichi che poggino, perciò, su realtà comunque storiche. Come in altri casi nella letteratura egizia, con il metodo della "profezia", sebbene scritta successivamente, si prefigura la nascita di tre re: Userkaf, fondatore della V dinastia, Sahura e Neferirkara Kakai. Nel caso di Userkaf, a riprova del legame stretto con il clero eliopolitano, prima di salire al trono sarà effettivamente Primo Profeta del tempio di Ra ad Eliopoli. La "profezia" tuttavia vede i tre re nascere da Ra e da Redgedet mentre, storicamente, almeno i primi due, Userkaf e Sahura, dovevano essere figli di Shepseskaf e della regina Khentkhaus, figlia di re Djedefhor e perciò pienamente legittimati a salire al trono. Ciò a dimostrazione che se diatriba vi fu con l'ultimo re della IV dinastia, fu solo di ordine religioso e non dinastico.
125. ↑  Che la regina Khentkhaus fosse la madre dei primi due re della V dinastia è testimoniato dalla cosiddetta "quarta piramide" di Giza segnalata nel 1754 da Claude Louis de Fourmont (1703 - 1780, orientalista e archeologo francese, nel 1755 scrisse "Description historique et géographique des plaines d’Héliopolis et de Memphis") e successivamente segnalata anche da Lepsius, nel 1845, che la indicò come "un ammasso di blocchi di calcare" che doveva comunque essere stata almeno una piramide incompiuta. Nel 1929-1930, Selim Hassan (1887 - 1961, egittologo egiziano) trovò su un architrave che dava accesso a quella che doveva essere stata la camera funeraria, riferimenti alla regina Khentkhaus, moglie di Shepseskhaf, indicata come figlia di Micerino e madre di due re. Nel caso fosse identificata come piramide, questa sarebbe l'ultima della IV dinastia.
126. ↑  Sotto il regno di Sahura sono attestate missioni commerciali a Biblo e nella Siria interna, nonché nel Paese di Punt, ad Aswan per la riapertura delle cave di diorite e nel Sinai per lo sfruttamento delle miniere. Analoghe missioni sono attestate sotto Niuserra.
127. ↑  Templi solari vennero eretti da 7 dei 9 re della V dinastia:
  - Userkaf eresse la "Corte delle offerte di Ra" (scarsi resti in mattoni crudi studiati archeologicamente tra il 1960 e il 1962 e di nessuna utilità scientifica), menzionato in una coppa di alabastro rinvenuta nell'isola greca di Kytera;
  - Sahura eresse il "Possedimento di Ra" (non ancora archeologicamente localizzato);
  - Neferirkara Kakai: "Luogo del cuore di Ra" (non ancora archeologicamente localizzato);
  - Shepseskara: "Il cuore di Ra è nella gioia" (non ancora archeologicamente localizzato);
  - Niuserra: "Il cuore di Ra si rallegra" (ad Abu Gurab), unico che è stato possibile esplorare, e che in qualche modo, pur non essendo un complesso funerario, ne ricalca le strutture con un edificio a valle (non un tempio), una Via Cerimoniale che adduceva al recinto templare, e una corte in cui si innalzava il pilastro su cui si ergeva la pietra Benben;
  - Menkauhor: "Orizzonte di Ra" (non ancora archeologicamente localizzato).
128. ↑  Principale fautore di tale allontanamento fu probabilmente Djedkara Isesi che, regnando per 28 anni, non fece costruire templi solari. Sintomatico fu anche il fatto che il suo successore, Unis, non inserì il nome teoforo collegato a Ra nel suo e per la prima volta fece incidere nella sua tomba i Testi delle Piramidi.
129. ↑  Meglio nota agli abitanti del luogo, ai tempi della scoperta (1831-1832) e dell'unica visita nota agli appartamenti funerari (1839) da parte di John Shae Perring, come el-Haram el-Merkabesh, ovvero "la piramide crollata". Ad oggi, dopo quella di Perring, non è stato possibile visitare nuovamente l'appartamento funerario, scavato nella roccia del pianoro,a causa di un enorme blocco di calcare che incombe precariamente sull'ingresso.
130. ↑  Secondo la descrizione di Perring si tratta due camere disposte ad angolo retto: un'anticamera di 4,12 m x 3,11, e la camera funeraria di 7,78 m. x 3,11, alta 4,30 m con soffitto a "V" rovesciata, all'interno della quale Perring rinvenne un sarcofago di basalto incastrato nel pavimento.
131. ↑  Molte località dell'Egitto sono denominate Abusir parola araba che deriva dal greco Busiris, ma tale parola, a sua volta, deriva dall'egiziano Per-Wsir, ovvero "Casa di Osiride", con riferimento a tutte le località in cui le parti del dio, smembrato da Seth, vennero sepolte.
132. ↑  Del tempio Solare di Userkaf non restano che labili tracce, ma viene menzionato su una coppa di alabastro rinvenuta nell'isola greca di Kyteria.

### Fonti
1. ↑  Cimmino 1998, p. 22.
2. ↑  Cimmino 1998, p. 21.
3. 1 2  Cimmino 1998, p. 79.
4. ↑  Cimmino 1998, Cap. V, pp. 78-98.
5. ↑  R. Anthes (1959), Egyptian Theology in the Third Millunnium B.C., in Journal of Near Eastern Studies (JNES), XVIII, pp. 169-212.
6. 1 2 3  Cimmino 1998, p. 90.
7. ↑  Cimmino 1998, pp. 81-82.
8. ↑  Cimmino 1998, p. 82.
9. 1 2  Aldred 2002, p. 49.
10. 1 2  Cimmino 1998, p. 85.
11. ↑  Cimmino 1998, p. 80.
12. ↑  Cimmino 1998, p. 84.
13. 1 2 3 4 5  Cimmino 1998, p. 87.
14. ↑  El Mahdy 2003, pp. 140-142.
15. ↑  El Mahdy 2003, p. 144.
16. 1 2  Cimmino 1998, p. 88.
17. 1 2  Cimmino 1998, p. 89.
18. ↑  Cimmino 1998, p. 352.
19. ↑  El Mahdy 2003, p. 148.
20. 1 2 3  Cimmino 1998, p. 91.
21. ↑  Cimmino 1998, p. 92.
22. ↑  Cimmino 1998, p. 96.
23. 1 2  Roveri 1969, p. 13.
24. ↑  William C. Hayes (1964), Most Ancient Egypt, capitoli III-IV, Journal of Near Eastern Studies (JNES), XXIII, pp. 217-274.
25. 1 2  Roveri 1969, p. 16.
26. ↑  Roveri 1969, p. 14.
27. ↑  Reisner 1936, pp. 1-5.
28. ↑  Lehner 2003, pp. 72-75.
29. ↑  Roveri 1969, p. 24.
30. 1 2  Lehner 2003, p. 73.
31. ↑  Corteggiani 2007, p. 218.
32. ↑  Lehner 2003, pp. 31 e 74.
33. ↑  Lehner 2003, p. 74.
34. ↑  O'Connor 2009, p. 216.
35. ↑  Lehner 2003, p. 77.
36. 1 2  Aldred 2002, p. 41.
37. 1 2  Aldred 2002, p. 40.
38. ↑  Lehner 2003, pp. 78-79.
39. ↑  Cimmino 1996, p. 83.
40. 1 2  Aldred 2002, p. 50.
41. ↑  Cimmino 1998, pp. 101 e 353.
42. ↑  Lehner 2003, pp. 80-81.
43. ↑  Aldred 2002, p. 56.
44. ↑  Cimmino 1998, pp. 102-103.
45. ↑  Cimmino 1998, pp. 106-107.
46. ↑  Cimmino 1998, p. 104.
47. ↑  Cimmino 1998, pp. 108-109.
48. ↑  Aldred 2002, p. 52.
49. ↑  Cimmino 1998, p. 110.
50. ↑  Aldred 2002, pp. 52 e 112.
51. 1 2 3 4 5  Lehner 2003, p. 94.
52. 1 2  Cimmino 1998, p. 117.
53. 1 2 3  Cimmino 1998, p. 118.
54. ↑  Cimmino 1998, p. 119.
55. 1 2  Cimmino 1998, p. 120.
56. 1 2 3  Lehner 2003, p. 95.
57. 1 2 3  Cimmino 1998, p. 121.
58. 1 2  Lehner 2003, p. 97.
59. 1 2  Cimmino 1998, p. 127.
60. 1 2 3 4 5  Cimmino 1998, p. 129.
61. 1 2 3 4 5  Lehner 2003, p. 96.
62. ↑  Cimmino 1998, pp. 122-125.
63. ↑  Cimmino 1998, p. 122.
64. 1 2  Cimmino 1998, p. 123.
65. ↑  Cimmino 1998, p. 126.
66. ↑  Lehner 2003, pp. 97-101.
67. ↑  Cimmino 1998, p. 130.
68. ↑  Lehner 2003, p. 99.
69. ↑  Cimmino 1998, p. 133.
70. ↑  Lehner 2003, p. 100.
71. ↑  Lehner 2003, p. 101.
72. 1 2  Cimmino 1998, p. 134.
73. ↑  Cimmino 1998, p. 135.
74. ↑  Cimmino 1998, pp. 135-136.
75. ↑  Cimmino 1998, pp. 136-137.
76. ↑  Lehner 2003, pp. 101-104.
77. 1 2  Cimmino 1998, p. 141.
78. ↑  Lehner 2003, p. 104.
79. ↑  Cimmino 1998, p. 143.
80. ↑  Lehner 2003, p. 105.
81. ↑  Maystre 1935, pp. 89-98.
82. ↑  Cimmino 1998, p. 146.
83. 1 2  Lehner 2003, pp. 106-107.
84. 1 2  Cimmino 1998, p. 151.
85. 1 2  Cimmino 1998, p. 152.
86. ↑  Cimmino 1998, p. 150.
87. 1 2 3  Cimmino 1998, p. 153.
88. ↑  Lehner 2003, pp. 112-113.
89. 1 2  Lehner 2003, p. 112.
90. 1 2  Cimmino 1998, p. 155.
91. 1 2  Cimmino 1998, p. 156.
92. ↑  Lehner 2003, pp. 51 e 114.
93. 1 2  Cimmino 1998, p. 157.
94. ↑  Lehner 2003, p. 114.
95. ↑  Jean-Philippe Lauer, citato da Cimmino 1998, p. 156.
96. ↑  Così interpretati anche da Lehner 2003, p. 114.
97. ↑  Cimmino 1998, p. 359.
98. ↑  Ricke 1950, pp. 92-98.
99. ↑  Lehner 2003, p. 116.
100. ↑  Cimmino 1998, p. 176.
101. 1 2  Cimmino 1998, p. 177.
102. ↑  Reisner 1955, p. 28.
103. ↑  Cimmino 1998, p. 178.
104. ↑  Cimmino 1998, p. 179.
105. 1 2  Lehner 2003, pp. 120-121.
106. 1 2  Cimmino 1998, p. 181.
107. ↑  Cimmino 1998, p. 180.
108. ↑  Lehner 2003, p. 121.
109. 1 2  Cimmino 1998, p. 182.
110. ↑  Lehner 2003, p. 122 indica l'inclinazione in 53°10'.
111. ↑  Lehner 2003, p. 122.
112. ↑  Sauneron 1953, pp. 57-63.
113. 1 2  Cimmino 1998, p. 184.
114. 1 2  Cimmino 1998, p. 185.
115. ↑  Lehner 2003, p. 123 indica l'altezza in 11,54.
116. ↑  Cimmino 1998, p. 346.
117. ↑  Lehner 2003, p. 123.
118. 1 2  Lehner 2003, p. 124.
119. 1 2 3  Cimmino 1998, p. 186.
120. ↑  Hölscher 1912, resoconto dei lavori di scavo.
121. ↑  Cimmino 1998, pp. 188 e 363.
122. ↑  Cimmino 1998, p. 189.
123. 1 2 3  Lehner 2003, p. 125.
124. ↑  Hölscher 1912.
125. 1 2 3  Cimmino 1998, p. 188.
126. ↑  Hölscher 1912, citato da Cimmino 1998, p. 188.
127. 1 2  Cimmino 1998, p. 192.
128. ↑  Cimmino 2003, p. 468.
129. ↑  Cimmino 1998, p. 199.
130. ↑  Cimmino 1998, pp. 197-199.
131. ↑  Cimmino 1998, p. 200.
132. 1 2 3  Cimmino 1998, p. 201.
133. 1 2  Lehner 2003, p. 134.
134. 1 2 3  Lehner 2003, p. 135.
135. 1 2 3 4 5  Cimmino 1998, p. 202.
136. ↑  Cimmino 1998, p. 347.
137. 1 2  Lehner 2003, p. 136.
138. 1 2  Cimmino 1998, p. 204.
139. 1 2  Lehner 2003, p. 137.
140. 1 2  Cimmino 1998, p. 205.
141. 1 2  Cimmino 1998, p. 206.
142. 1 2  Lehner 2003, p. 138.
143. ↑  Cimmino 1998, p. 147.
144. 1 2  Cimmino 1998, p. 148.
145. ↑  
  - (EN) Gregorio di Tours, Historia Francorum
146. ↑  Itinerarium Egeriae, Y2 [= citazione di Pietro Diacono]; ed. R. Weber, CCSL 175:100; PL 173:1129D
147. ↑  Alexander Riese, Geographi latini minores, Henningeros fratres, 1878 (p. 51).
148. ↑  Enciclopedia Treccani, Ciriaco d'Ancona
149. ↑  Agostino Pertusi, Venezia e l'Oriente: fra Tardo Medioevo e Rinascimento, Sansoni, 1966, p. 331.
150. ↑  Cimmino 1998, p. 213.
151. ↑  Grimal 2002, pp. 96-97.
152. ↑  Cimmino 1998, pp. 215 e 238.
153. ↑  Cimmino 1998, p. 217.
154. ↑  Cimmino 1998, p. 221.
155. 1 2  Lehner 2003, p. 140.
156. ↑  Cimmino 1998, p. 220.
157. 1 2  Cimmino 1998, p. 222.
158. 1 2  Lehner 2003, p. 141.
159. 1 2 3  Cimmino 1998, p. 223.
160. ↑  Cimmino 1998, pp. 224-225.
161. ↑  Lehner 2003, p. 142.
162. ↑  Lehner 2003, pp. 142-149.
163. ↑  Cimmino 2003, p. 104.
164. ↑  Rossi 2004, p. 152.
165. ↑  Tosi 2006, p. 86.
166. ↑  Cimmino 2003, p. 110.
167. ↑  Cimmino 2003, p. 112.
168. ↑  Cimmino 2003, p. 115.

### In italiano
- Alan Gardiner, La civiltà egizia, traduzione di Ginetta Pignolo, Milano, Einaudi, 1997,  p. 438, ISBN 88-06-13913-4.
- André Pochan, L'enigma della Grande Piramide, traduzione di Piero Femore, MEB, 1998,  p. 294, ISBN 88-7669-596-6.
- Anna Maria Donadoni Roveri, I sarcofagi egizi dalle origini alla fine dell’Antico Regno, Roma, Università di Roma - Istituto di Studi del Vicino Oriente, 1969,  p. 244.
- Christine El Mahdy, Il costruttore della Grande Piramide, traduzione di Elisabetta De Medio, Milano, Corbaccio, 2003,  p. 324, ISBN 88-7972-507-6.
- Cyril Aldred, Gli egiziani, tre millenni di civiltà, traduzione di Sergio Bosticco, Roma, Newton & Compton, 1985,  p. 174.
- Cyril Aldred, Arte dell'Antico Egitto, traduzione di Massimo Parizzi, Milano, Rizzoli, 2002,  p. 278, ISBN 88-7423-063-X.
- Corinna Rossi, Piramidi, White Star, 2004, ISBN 9788854001589.
- Franco Cimmino, Storia delle piramidi, III, Santarcangelo di Romagna(RN), Rusconi, 1998,  p. 490, ISBN 88-18-88016-0.
- Franco Cimmino, Dizionario delle dinastie faraoniche, Milano, Bompiani,  p. 521, ISBN 88-452-5531-X.
- Georges Goyon, Il segreto delle grandi piramidi, traduzione di Sergio Bosticco, Roma, Newton & Compton, 1980,  p. 165.
- Guy Rachet, Dizionario Larousse della civiltà egizia, Gremese Editore, ISBN 88-8440-144-5.
- Ian Lawton Ian e Herald C. Ogilvie, Il codice Giza, traduzione di Franco Ossola, Roma, Newton & Compton, 2000,  p. 526, ISBN 88-8289-475-4.
- Mario Tosi, Dizionario enciclopedico delle divinità dell'antico Egitto 2 voll.-, Torino, Ananke, 2006,  pp. 351+455, ISBN 88-7325-115-3.
- Nicolas Grimal, Storia dell'Antico Egitto, traduzione di G. Scandone Matthiae, Bari, Laterza, 2002,  p. 619, ISBN 978-88-420-5651-5.
- Peter Jánosi, Le piramidi, Il Mulino, ISBN 88-15-10962-5.
- Serge Sauneron, I preti dell'Antico Egitto, traduzione di Cesare Giardini, Milano, Mondadori, 1961,  p. 191.

### In inglese
- (EN) Alexander Badawy, A History of Egyptian Architecture -3 voll.-, Los Angeles, Berkeley, 1968.
- (EN) David O’Connor, Abydos: Egypt’s first pharaohs and the cult of Osiris. New aspects of antiquity, Londra, Thames & Hudson, 2009.
- (EN) George Reisner, The development of the Egyptian tomb down the accession of Cheops, Cambridge (Massachusetts), 1936.
- (EN) George Reisner, A history of the Giza Necropolis, Vol. II, Cambridge, 1955.
- (EN) Mark Lehner, The complete Pyramids, I edizione: 1975, Londra, Thames & Hudson Ltd., 2003,  p. 256, ISBN 0-500-05084-8.

### In francese
- (FR) Jean-Pierre Corteggiani, L'Égypte ancienne et ses dieux, dictionnaire illustré, Parigi, Fayard, 2007, ISBN 978-2-213-62739-7.
- (FR) Charles Maystre, Les dates des Pyramides de Snefrou, in Bulletin de l'Institut français d'archéologie orientale (BIFAO), XXXV, Parigi, Institut français d'archéologie orientale, 1935.
- (FR) Serge Sauneron, Le Chef des Travaux Mây, in Bulletin de l'Institut français d'archéologie orientale (BIFAO), LIII, Parigi, Institut français d'archéologie orientale, 1953.

### In tedesco
- (DE) Armin Wirsching, Die Pyramiden von Giza. Mathematik in Stein gebaut, Norderstedt, 2009, ISBN 978-3-8370-2355-8.
- (DE) Herbert Ricke, Bemerkungen zum ägyptischen Baukunst des Altes Reiches, II vol., Il Cairo, 1950.
- (DE) Uvo Hölscher, Das Grabdenkmal des Königs Chephren, Lipsia, 1912.